# Karl Storck
Karl Storck (n. 21 mai 1826, Hanau, Hesse-Nassau⁠(d) – d. 30 martie 1887, București, România) a fost un giuvaergiu, orfevrier, sculptor, gravor, traducător, antreprenor și profesor român de origine germană, stabilit în București din 1849.
A fost primul profesor de sculptură la Școala de arte frumoase din București (Școala de Belle-Arte, fondată de Theodor Aman în 1864), a cărei catedră de specialitate a condus-o până la trecerea sa în neființă. Karol Storck este considerat astăzi de către critica de artă ca un precursor al sculpturii moderne din România, el nefiind doar primul profesor de sculptură din România, ci și un pionier al învățământului artistic.
Artistul german, similar contemporanilor săi, Theodor Aman și Gheorghe Tattarescu, în pictură, a inaugurat cu Monumentul Anei Davila, tematica țărănească în sculptura de soclu din România. Conform analizelor de istoria artei, este improbabil ca artistul să fi urmat cursurile Academiei de Arte Frumoase din München, cert este că a fost la Paris pentru specializare în meseria de argintar și mai apoi la München unde a lucrat o perioadă scurtă de timp sub supravegherea lui Max von Widnmann. 
A dus o intensă activitate în domeniul sculpturii statuare, portretistice și al celei decorativ-monumentale. A fost autorul basoreliefului de pe Frontonul Universității din București, în colaborare cu Paul Focșeneanu. Storck a realizat Coloana cu vultur din Grădina Episcopiei din București, Monumentul Domniței Bălașa, Monumentul Anei Davila, Statuia spătarului Mihai Cantacuzino, macheta din lemn de tei și de mesteacăn a bisericii Mănăstirii Curtea de Arges și Statuia protopopului Teodor Economu. Karl Storck a realizat o serie numeroasă de busturi pornind de la cel al lui Theodor Aman, Constantin Steriade, C. A. Rosetti și completând șirul cu Barbu Catargiu, Mihail Kogălniceanu, generalul Gheorghe Magheru, Anastasie Panu, Costache Negri, Gheorghe Costaforu, mitropolitul Calinic Miclescu, Constantin Năsturel-Herescu, Frații Golești etc.
Marin Mihalache a catalogat întreaga activitate a sculptorului în două etape definitorii. Prima perioadă a durat până în anul 1874, ea fiind caracterizată de influența neoclasicismului. El a fost atras de armonia formelor dezvoltate de antichitatea greacă. Creațiile sale au avut un sens ilustrativ, cu un meșteșug bine stăpânit, pline de rigoare și care relevau o conștinciozitate  profesională deosebită. În aceste lucrări, artistul a adus din experiența apuseană și a influențat fără îndoială sculptura autohtonă.
Cu toate că artistul a rămas un mare admirator al tradițiilor clasice, în a doua perioadă distinctă a creației sale, acesta a creat mult mai mult ca în prima, dar de această dată sub influența lui Jean-Baptiste Carpeaux. Se disting astfel, pe lângă urmele clasicismului din prima perioadă, unele trăsături realiste care au avut uneori și tendințe naturaliste. Viziunea sculptorului german a evoluat apoi, spre sfârșitul carierei, spre un academism caracterizat prin lucrări de mici dimensiuni, făcute adesea din pământ ars, a căror tematică era adeseori de natură idilică, în manieră müncheneză, cu un gust dus spre anecdotă, spre personaje populare pitorești, așa cum au fost țărăncile în costum popular (național), care denotă și un interes spre etnografie, reținând detalii nu întotdeauna semnificative.
A realizat mobilier și strane din lemn pentru bisericile din Clejani, Ghighiu, Viforâta, iar în București pentru bisericile Șelari, Sfântul Pantelimon și Antim. În ultimii ani de viață, Karl Storck s-a ocupat de realizarea unor monumente comemorative pentru localitățile unde armata română a purtat bătălii în Războiul pentru Independență din 1877, la Grivița, Rahova și Vidin.
Una din activitățile demne de luat în seamă pe care Karl Storck le-a făcut pe parcursul carierei sale artistice, a fost consacrată sculpturii funerare. Nivelul lucrărilor de acest gen pe care le-a realizat depășește nivelul unor lucrări similare care au fost aduse din străinătate. Relevante pentru această activitate sunt Monumentul lui Grigore Ghica al III-lea din Iași, monumentul generalului Solomon de la Mănăstirea Plumbuita și monumentul familiei Scarlat Pascal de la Cimitirul Bellu realizat în 1865. Pentru Cimitirul Bellu din București a executat cel puțin cincizeci de lucrări funerare.

## Biografie

### Sculptura pe teritoriul României până în 1848
În spațiul actual al României, sculptura s-a practicat din cele mai vechi timpuri. Alături de olărie, sculptura în lut, piatră, lemn sau metal, a îndeplinit un rol mai degrabă decorativ, ea având o funcție estetică de împodobire a locuinței, cu tradiții îndelungate. Relevantă în acest sens fiind arta sculpturii practicată de daci în cetățile din munții Orăștiei, în piesele muzeale de la Deva, Cluj ș.a.m.d. Este presupusă și implicarea unor meșteri autohtoni și la ridicarea mausoleului de la Adamclisi din Dobrogea.

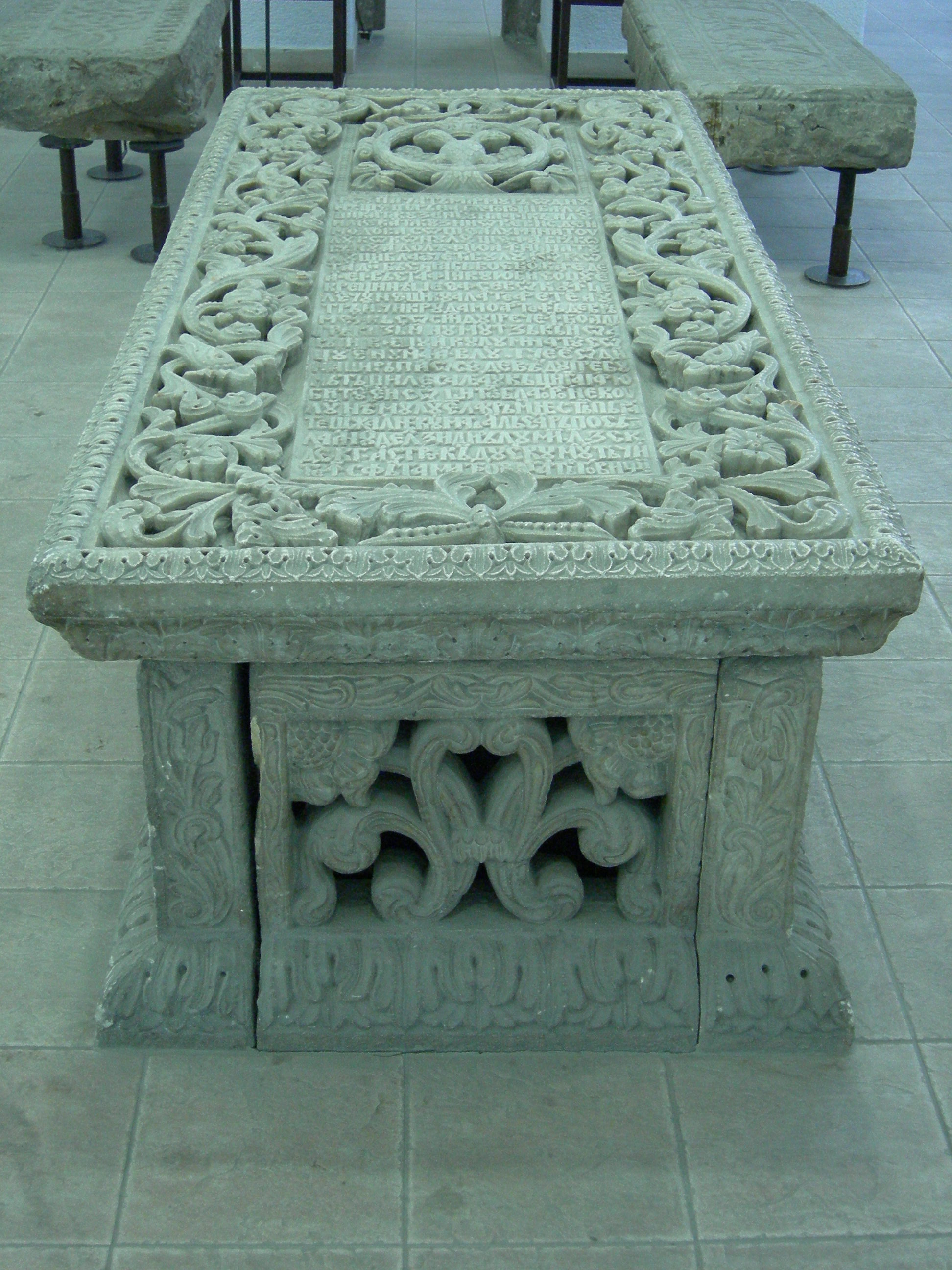
Sarcofagul Bălașei Cantacuzino de la Târgoviște (1711), păstrat în Muzeul Național de Istorie a României

Pe de altă parte, este cunoscută sculptura populară în piatră. Ea s-a dezvoltat de-a lungul timpului paralel cu arta cioplitului în lemn. La acest capitol se includ stâlpii de pridvor și de poartă, balustradele, scările și mesele în aer liber, jgheaburile și colacii de fântână etc. Toate aceste elemente fac parte din piesele gospodărești cu rol funcțional sau sunt legate de arhitectură și rost funerar. Meșteșugul cioplitului în lemn s-a dezvoltat îndeosebi în zonele împădurite ale teritoriului românesc, cu predilecție în Maramureș sau Oltenia, unde se regăsesc și astăzi porți monumentale ca niște arcuri de triumf, împodobite cu motive ornamentale geometrice sau florale venite de undeva din adâncul istoriei locului.
Sculptura populară în lemn sau piatră, este caracterizată de motive zoomorfe și florale, uneori chiar antropomorfe, toate având rol decorativ, care se întâlnesc pe ușile bisericilor și pe lespezi de morminte. Cercetările istoricilor au dat la iveală informații despre existența unor sculpturi, care nu s-au transmis în contemporaneitate, așa cum au fost statuile unor ostași suedezi figurate cândva deasupra Turnului Colței din București sau busturile voievodale din fostele palate brâncovenești. În veacurile din trecut, există mențiuni documentare care pomenesc de călători străini, ca Paul de Alep, care au vizitat meleagurile românești și care au considerat curțile boierești mai frumoase decât clădirile urbane. Ele aveau capiteluri compozite și logii cu balustrade traforate a căror execuție este atribuită meșterilor pietrari veniți de pe coasta dalmată.
Se știe că epoca brâncovenească a încununat un proces artistic care a evoluat în epocile anterioare, fapt care a dus la o revoluție a formelor arhitecturale și a ridicat pe un plan superior sculptura decorativă prin elemente ale chenarelor ferestrelor și ale ușilor, prin coloane zvelte și capiteluri specifice palatelor ridicate de Constantin Brâncoveanu. Demnitarii săi, Constantin Cantacuzino și spătarul Mihai Cantacuzino, au dus mai departe această revoluție, ei ctitorind numeroase edificii unde se regăsesc sculpturi antropomorfe, fapt care aduce dovada unei influențe europene care a înfrânt într-o anume măsură canoanele bisericii ortodoxe.
În această perioadă se constată o renaștere românească care este rezultată dintr-un cumul de evenimente, a unor înnoiri a unei arte cu vechi tradiții. Continuând un meșteșug prestigios, meșterii intineranți au dus cu ei, în cele trei voievodate, unele acumulări de tip european adaptate gustului local, totul fiind înglobat la final într-o sinteză denumită în critica de artă stilul brâncovenesc. Acesta și-a extins influența și asupra tâmplelor și mai ales a ușilor de biserici care au fost cioplite în lemn cu adevărate dantelării, motive ce aduceau meșterilor un respect social care-i scotea din anonimat. Relevant de spus aici, tabloul votiv al meșterilor de la Mănăstirea Hurezi, ridicată la sfârșitul veacului al VII-lea și de pietrarul Vucașin Caragea. Exceptând zugravii, sunt menționați meșterii pietrari care erau folosiți prin curțile boierești pentru nevoile clasei feudale. Localitățile care se învecinau cu cariere de piatră aveau adevărate centre de cioplitori formate de obicei din țărani localnici. Rezultatul muncii lor era apoi transportat pe o largă arie geografică.

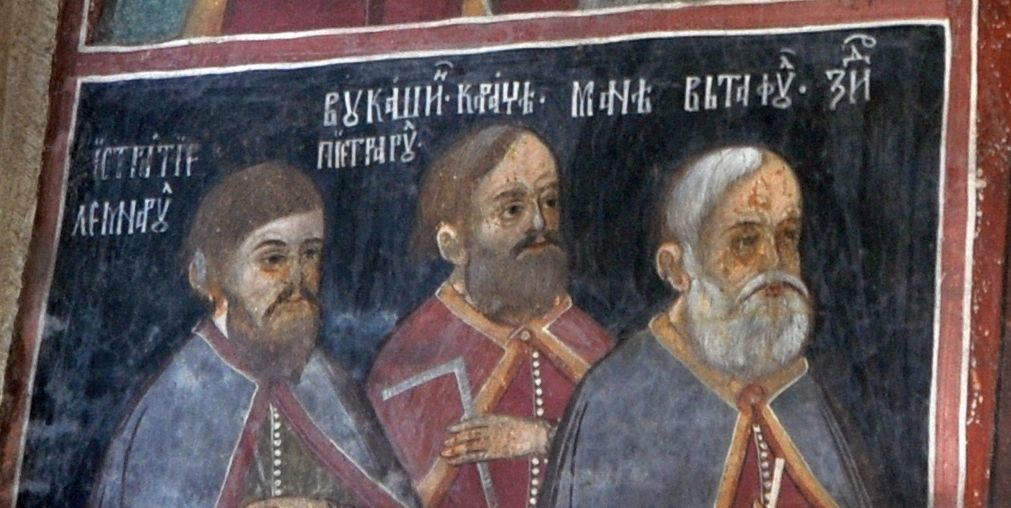
Meșterii de la Mănăstirea Hurezi: Istrate Lemnaru, Vucașin Caragea Pietrarul și Manea Vătaful de Zidari.

Conform dogmei ortodoxe „... nu-ți făuri chip cioplit”, ideile religioase au constituit o frână importantă dezvoltării sculpturii. De aceea, sculptorii au evitat să realizeze opere statuare și au preferat sculptura ornamentală, ancadramente de ferestre și uși, legate de arhitectură, mobilier bisericesc și laic sau coloane. Basoreliefurile figurau cu precădere floră și faună exotică, dragoni, păuni, viță de vie, frunze de acant, pești, cocoși etc., multe fiind de influență orientală. Acesta a fost motivul pentru care chipul uman a fost atât de rar reprezentat în sculptura românească. Din aceleași motive sculptura a avut posibilități mai reduse de exprimare prin comparație cu pictura care a lăsat de-a lungul vremurilor prin ansamblurile murale din Oltenia, din Nordul Moldovei sau din unele zone ale Transilvaniei, opere de o certă valoare artistică. Pe de altă parte, cele două principate care au fost sub dominație otomană, au fost private de o activitate artistică normală, fapt care a afectat și mai mult domeniul sculpturii. Biserica, aflată sub presiunea nevoilor vieții, a cedat până la urmă, ca un compromis, și a fost de acord cu realizarea de reliefuri plate, al căror volum nu era pronunțat și s-a opus vehement expunerii în edificiile de cult a sculpturii rotunde.
O dată cu dezvoltarea social economică din secolul al XIX-lea, atotputernicia bisericii s-a estompat, fapt care a dus la un avânt al sculpturii, mai întâi cu scop funerar. Pentru realizarea lucrărilor erau folosiți meșteri pietrari anonimi sau artizani străini veniți aici datorită comenzilor în creștere. Astfel, s-au înființat ateliere care executau ornamente în serie în gips pentru împodobirea clădirilor. Comenzile care aveau ca obiect lucrări cunoscute și mai pretențioase cu zei și zeițe se făceau în Italia.

### Încadrarea în epocă
Până în secolul al XIX-lea, sculptura nu a cunoscut în România o dezvoltare demnă de a fi comentată. Au existat câteva încercări pentru realizarea unor pietre funerare cu caracter medieval, a unor dregători sau voievozi ce erau înfățișați deasupra lespezilor de mormânt, precum și reliefuri ornamentale de ordin figurativ, care erau așezate pe cronicile de piatră ale unor monumente ca Tropaeum Traiani de la Adamclisi.
În jurul anului 1848, sculptura românească a luat un avânt important ca mijloc de propagandă, dovadă că Alexandru Golescu Arăpilă o vedea încă din anul 1846 ca un mijloc de întruchipare a noilor aspirații populare, spunând ”... O statuă națională este ca o pietrificare a unei mari gândiri naționale; poporul o prinde pentru că ea are o formă care trece din generație în generație...” La fel, Nicolae Golescu a chemat sculptorii să figureze în operele lor ideile naționale îzvorâte din Revoluția de la 1848. La Iași, Alexandru Asachi a realizat proiecte și schițe pentru realizarea unei statui a lui Gheorghe Lazăr la comanda Locotenenței Domnești. De la Cezar Bolliac au existat propuneri de execuție a statuilor lui Mihai Viteazul și Tudor Vladimirescu. Similare au fost și realizările în domeniul sculpturii moderne, pierdute astăzi, ale lui Ion Constande din prima jumătate a secolului al XIX-lea.
Poate primul monument construit a fost Statuia Libertății de Constantin Rosenthal, imaginea ei fiind surprinsă și de Theodor Aman într-o acuarelă. Progresul sculpturii în România a fost susținut de Aman, cel care a fost, împreună cu Gheorghe Tattarescu, fondatorul Școlii de Belle Arte din București în anul 1864. Theodor Aman a fost cel care i-a îndrumat pașii și lui Karl Storck în trezirea conștiinței naționale, acesta din urmă a realizat, în paralel cu tematica istorică uzitată de Aman, busturile lui Mihai Viteazul, Ștefan cel Mare și Grigore Ghica. În acest mod, Karl Storck s-a integrat în rândurile mișcării intelectualilor progresiști ai acelor timpuri.
Bucureștiul era la mijlocul secolului al XIX-lea într-o epocă de înflorire. Clasele avute erau interesate pentru împodobirea clădirilor, a grădinilor și saloanelor, ele comandând ornamente florale și geometrice, capiteluri, cariatide, reliefuri, portrete și busturi. De aceea în București, se găseau numeroși ipsozari și cioplitori în piatră, mulți dintre ei fiind veniți din Apusul Europei. Printre ei a fost și Karl Storck, cel care a reușit să se impună în atenția comanditarilor și astfel, a reușit să-și depășească condiția de artizan. Tudor Vianu a menționat că „... Firea cumpănită a acestui bun german, sprijinită de influențele clasicismului unui Antonio Canova sau Bertel Thorvaldsen, îl conduc către lucrări pline de echilibru și armonie, în care corectitudinea academică nu exclude o anumită rigoare.” Karl Storck a fost întemeietorul unei adevărate dinastii de artiști în România. Activitatea acestora, continuată până în contemporaneitate, își are obârșia la mijlocul secolului al XIX-lea. Așa cum a remarcat Marin Mihalache, blazonul lor profesional l-a constituit seriozitatea meșteșugului și o înaltă conștiință profesională dublată de o muncă susținută în acest domeniu.
O astfel de dinastie artistică este unică în România și ea amintește de burgurile medievale unde meșteșugul breslei era moștenit din tată în fiu, alături de deprinderi și dogme ale meseriei. Întemeietorul ei, Karl Storck, are meritul că a ridicat primele monumente din București. În plus de asta, este demn de consemnat că portretistica pe care a realizat-o pentru prima oară aici, la care se alătură activitatea didactică de peste un sfert de secol, a făcut din el unul dintre pionierii sculpturii românești moderne. Meseria sa artistică a fost continuată de fiii săi Carol și Frederic, care au adus un aport important în sculptura din România, și de fiica ultimului, Cecilia Storck-Botez, care s-a afirmat în domeniul ceramicii.
Dacă este de notorietate că pictura românească este tributară artiștilor străini, care s-au așezat în țările române începând din primele decenii ale secolului al XIX-lea, despre sculptură nu se poate afirma același lucru. Până la mijlocul secolului al XX-lea, puțini știau despre aportul pe care l-a avut Karl Storck, poleitor, orfevrier și făurar în aur și argint, șlefuitor și dăltuitor în lemn, cel care a devenit sculptor oficial și mare îndrumător al artei statuare românești. Această situație a fost una voluntar trecută sub tăcere, pentru motive pentru care dacă ar fi fost generalizată, ar fi putut duce de exemplu, la eliminarea din istoria culturii a romantismului a cărei dezvoltare maximă a cunoscut-o Franța, dar el provenea în mare parte din sursele nordice. Ion Frunzetti a afirmat că un istoric profesionist își amintește fără satisfacție și fără resentimente de „cazul Karl Storck”, tocmai din cauza concepției care a stat la baza sculpturii românești, concepție care nu acorda acestei arte un rol care să difere de cel al meseriilor al căror produs era unul de tip utilitar. Sculptura în România era asimilată adesea cu meșteșugul fotografiei, dar cu trei dimensiuni, ea având doar un rol de lux pentru cei care-și permiteau un portret dintr-un material trainic. Prin această argumentare, Frunzetti a precizat că primii sculptori autohtoni nu puteau emite pretenții pentru tendințe artistice mai înalte.
Karl Storck și fiul său Carol Storck au fost departe de a emite pretenții de a ajunge la nivelul marilor contemporani din Apusul Europei. Ei au fost niște meșteșugari corecți care au urmat docil, mai ales Carol, tendințele pe care le-au văzut în școlile occidentale. Așa s-a întâmplat ca acești sculptori să intre în conștiința publică, fără ca să depășească mai mult cu o treaptă deasupra artizanatului. Foarte rar s-a întâmplat ca o statuie să se ridice peste valoarea unora similare de la Paris sau din alte centre artistice. Simptomatică a fost situația în care Karl Storck a participat la Expoziția internaționala de la Paris din 1867 cu două busturi din sare. Probabilitatea ca un alt sculptor apusean să facă același lucru era apropiată de zero.
Maniera simplist-realistă, docil clasicizantă, este conformă vederilor vehiculate de către Școala de Belle Arte din București. Aceasta era singurul for care avea autoritate  și o cultură mai ridicată. Prin comparație, publicul era needucat și elevii de la școală erau obligați să respecte concepțiile curiculare ale epocii. Disciplina ridicată nu a putut să falsifice însă, bunul simț înnăscut al unora din elevi, care să facă improbabilă apariția acelui frumos exemplu de măsură și armonie numit Ion Georgescu.
Meritul mare al lui Karl Storck este că a știut să-și încurajeze elevii, dându-și seama că formația curiculară a cursurilor sale nu era îndestulătoare. De aceea a ușurat procedura de acordare a burselor de studii în străinătate, fapt pentru care, a afirmat Frunzetti, arta românească îi este mai recunosătoare decât operei personale pe care a lăsat-o moștenire posterității.

### Familie / Vocație

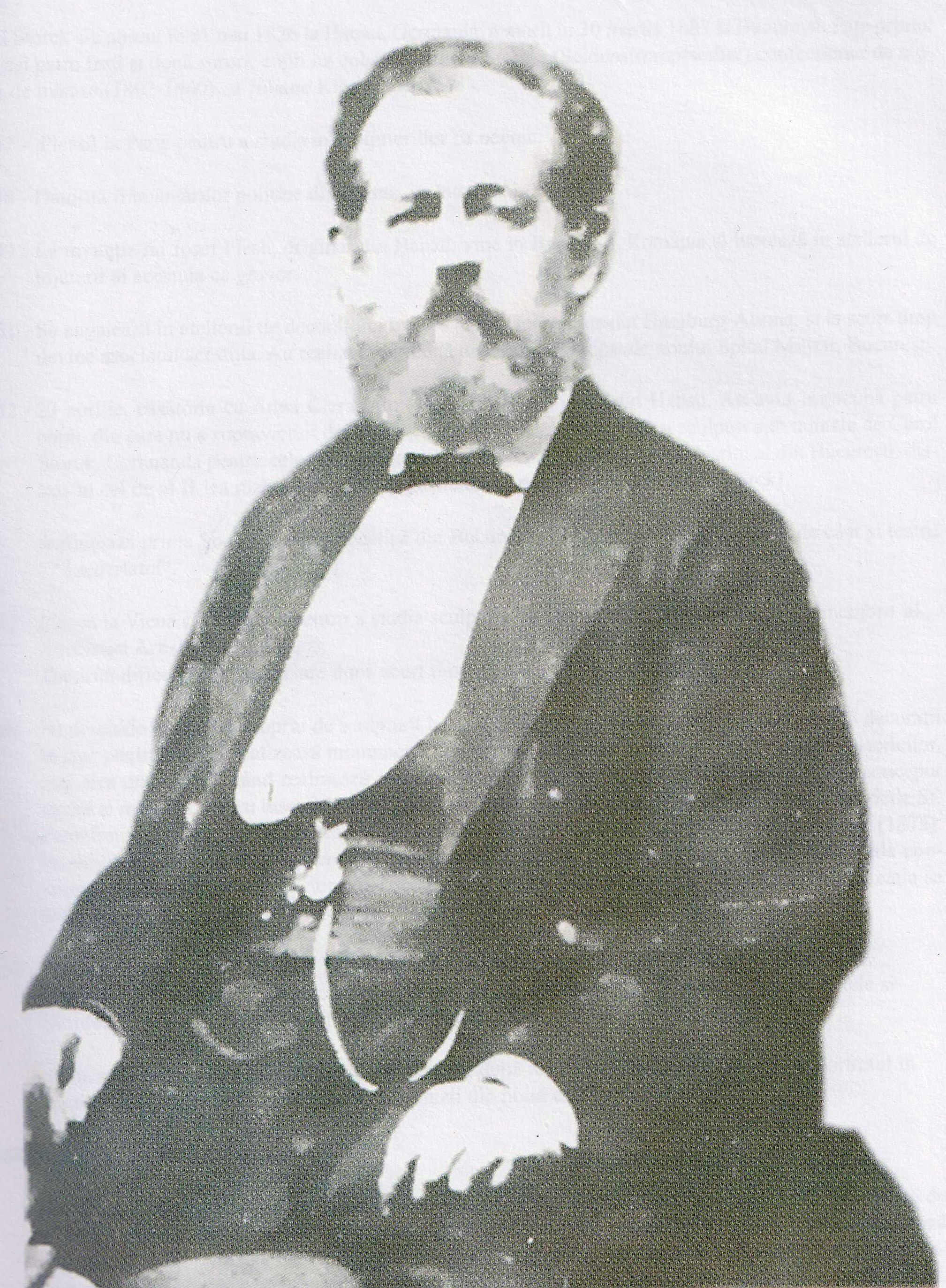
Karl Storck (foto)

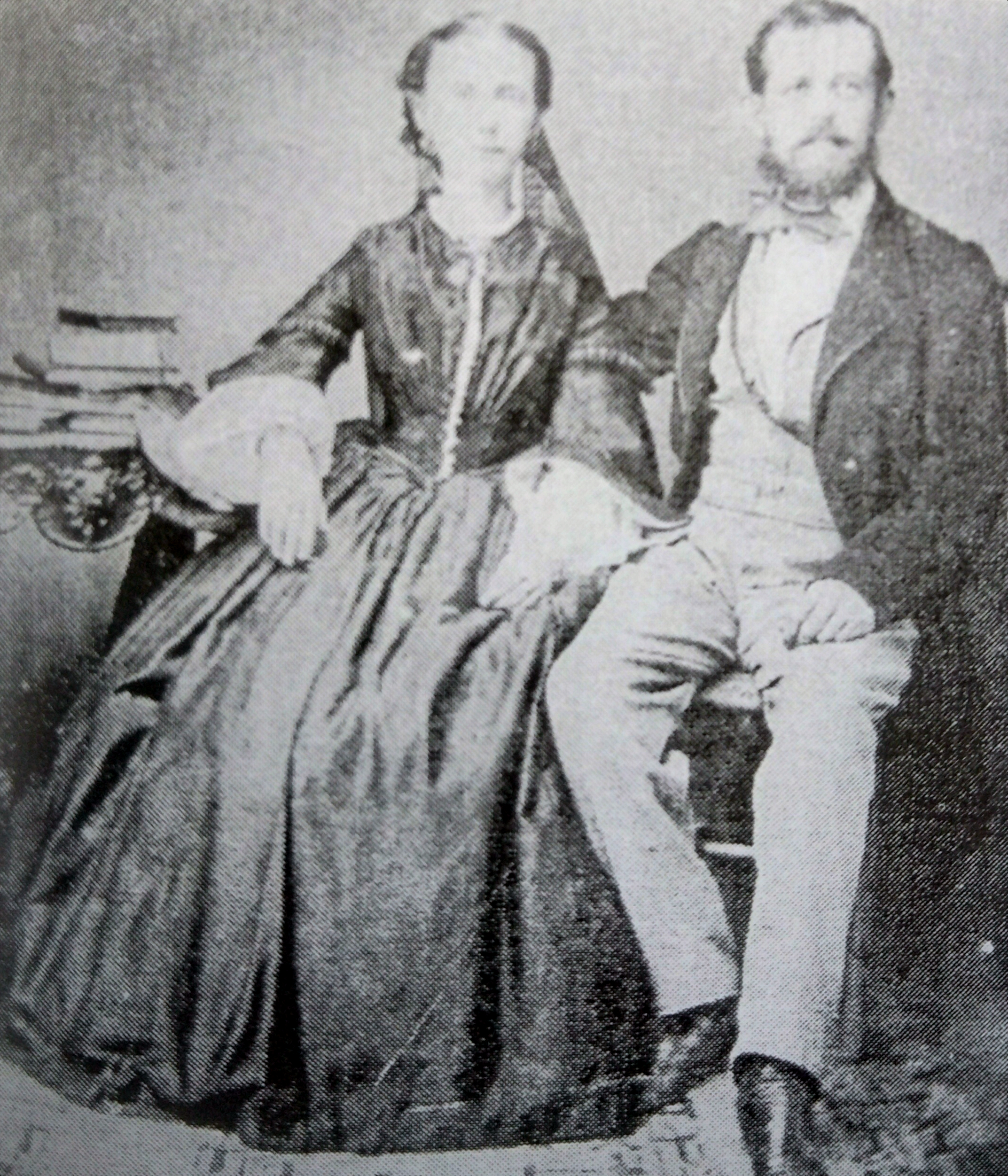
Karl și Ana Clara Ihm

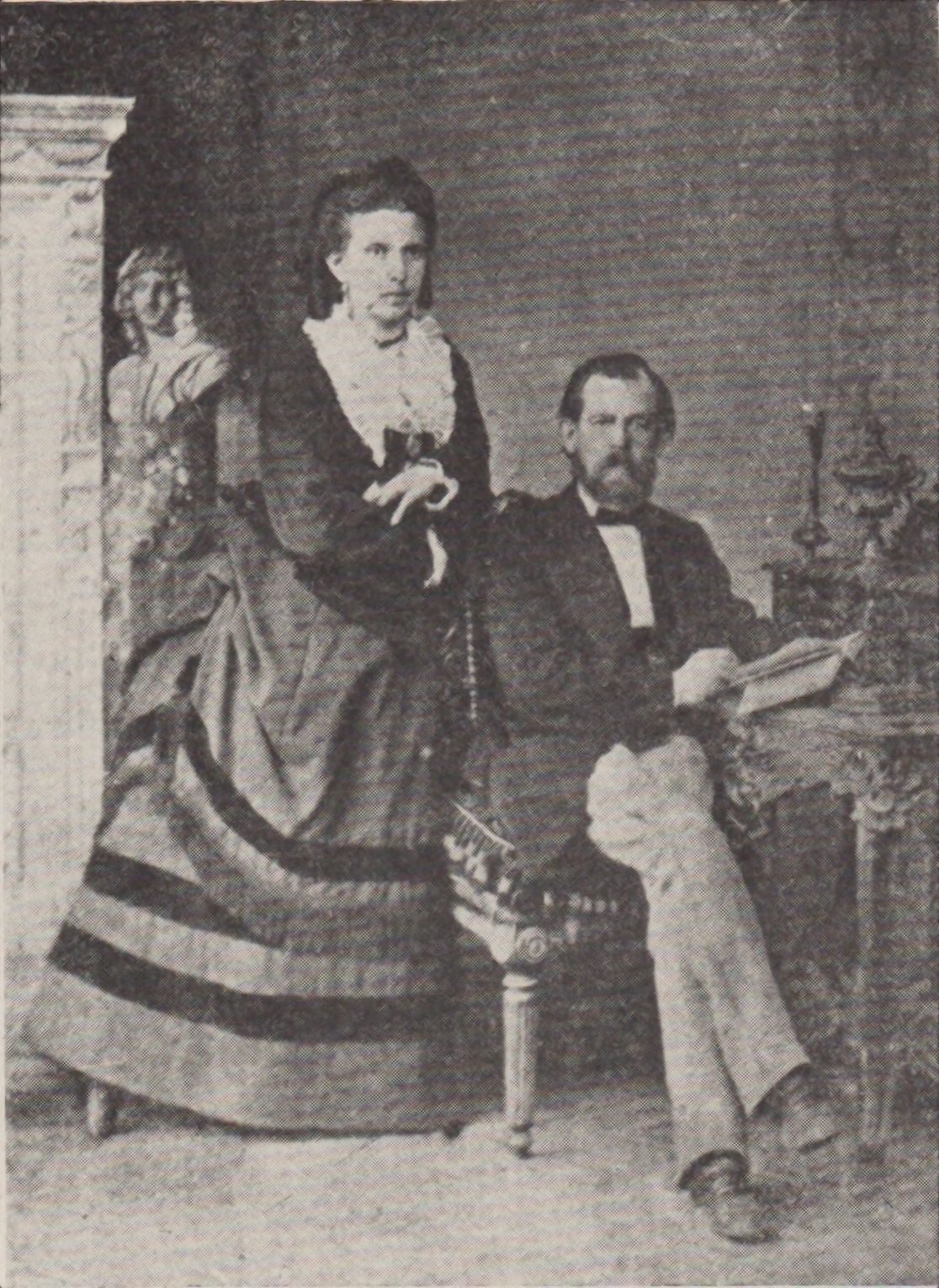
Karl și Friederike Amelie Olescher

Karl Storck s-a născut în ziua de 21 mai 1826 în localitatea Hanau din ducatul Hessa-Nassau. A fost primul din cei patru frați și două surori ai familiei lui Johann Ludwig Storck (n. 1802 - d. 1860), confecționer de ciorapi de mătase, și al Julianei Klee (n. 1796 - d. 1871). Doi dintre frați săi au îmbrățișat, ca și el, meseria de giuvaergiu. De mic copil, Karl a dăltuit lemnul, fapt care pare că a prevestit cariera de sculptor de mai târziu. Ca mai toți tinerii care urmau meseria de cizeleur și argintar, a luat, în anul 1847, drumul Parisului pentru perfecționare. Din cauza frământărilor politice din anul 1848, s-a întors acasă și a plecat spre Țara Românească în anul 1849, ca urmare a invitației pe care i-a făcut-o Josef Resch, originar și el din Hanau, de a lucra în atelierul lui de bijuterii ca gravor.
În acei ani exista la București o colonie germană numeroasă care era formată din negustori, meseriași și artizani, care erau din ce în ce mai mult solicitați de burghezia aflată în ascensiune. Această colonie avea un teatru al ei, un ziar al ei și un almanah al ei. Giuvaergiul Josef Resch și-a deschis prăvălia în anul 1837 pe Podul Mogoșoaiei și ocârmuirea îi dăduse „... dreptul de vânzare a aurului din gârlele țării”. Cum afacerile lui au prosperat, l-a invitat pe Storck să-i fie de ajutor, mai ales că era o obișnuință în țările românești, cu predilecție în Sibiu și Brașov, dar și dincolo de Carpați, de a importa argintari.
În ziua de 23 aprilie 1852, Karl Storck s-a căsătorit cu Ana Clara Ihm (n. 18... - d. 1864), originară și ea tot din Hanau. Împreună au avut patru copii, trei din ei decedând la scurt timp după naștere. Au mai rămas doar cu Johann Ludwig Karl, cel care a fost cunoscut mai târziu în România sub numele de Carol Storck. În acest an a realizat două acrotere, două măști din piatră intitulate Tragedia și Comedia, ce decorau fațada Teatrului Național din București. Teatrul a fost distrus în timpul celui de al doilea război mondial și acroterele au fost recuperate și se află astăzi la Muzeul Storck din București. Karl Storck a înființat în 1852 la București prima Societate de gimnastică „Turnverein”, precum și o Societate de cânt și teatru „Liedertafel”.
La 10 decembrie 1865 s-a căsătorit cu Friederike Amelie Olescher (n. 1843 - d. 1915) din Brașov, care era educatoare / guvernantă la familia generalului Vlădoianu. Soția lui Vlădoianu a suportat ulterior o parte a cheltuielilor care au fost necesare studiilor pe care Frederic Storck le-a făcut la München. Karl și Amelie au avut nouă copii, din care au supraviețuit șapte: Emil (1866-1940), Julie căsătorită Iacobi (1870-1950), Jean (1868-1940), Frederic Ștefan, Marie căsătorită Gottsche (1879-?), Hugo (1886-?) și Rosa căsătorită Scheeser (1876-1944).

### Studii

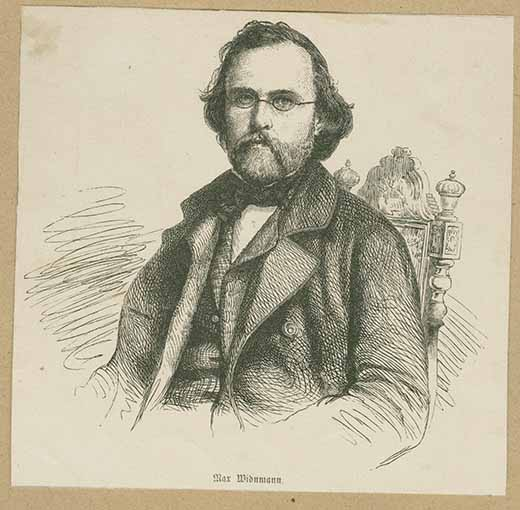
Max von Widnmann

Storck a părăsit, în anul 1851, atelierul lui Resch și a început să modeleze stucaturi, devenind asociatul sculptorului Georg Fles din Altona ( Hamburg ). Fles a întemeiat la București un fel de industrie prin care turna ornamente de gips în serie sau cioplite în marmură, destinate împodobirii clădirilor. Au realizat împreună decorațiunile în gips ale fostului Spital Militar din București. Devenind chiar coproprietar al atelierului, Karl Storck a ajuns un colaborator însemnat al unor arhitecți.
Constatând că există în Țara Românească o cerere mare pentru sculptura figurativă, el a plecat în anul 1857 la München, pentru a se specializa în sculptura decorativă. Aici a studiat cu Max von Widnmann. După comentariile critice ale lui Barbu Brezianu rezultă că, artistul german s-ar fi înscris la cursurile Academiei de Arte Frumoase din München. Aici ar fi studiat trei semestre sub directa îndrumare a lui Widnmann,[A] fapt confirmat de Carol Storck. Pe de altă parte, criticul Marin Mihalache a consemnat faptul că în acel an Storck avea 32 de ani și depășise vârsta la care se obișnuia să se admită tinerii la studii. Mihalache a adus în discuție o scrisoare pe care sculptorul a trimis-o soției sale Clara în data de 25 iunie pe când aceasta se afla la Hanau cu copii. În aceasta, Storck a menționat că nu a intrat la Academie deoarece cursurile se terminau în luna iulie și trebuia să aștepte până în toamnă. Din toată corespondența sa din acești ani rezultă mereu dificultățile financiare pe care le avea. Din cauza nevoilor financiare cu care s-a confruntat, Karl s-a întors după un scurt timp la București. La Viena a devenit membru al Asociației Artiștilor münchenezi.

### Maturitatea
Revenit la București din capitala Bavariei, în anul 1858, sculptorul și-a deschis un atelier propriu în strada Fântânii nr. 4 (astăzi strada General Berthlot). În 1859 a primit prima comandă importantă a unei opere de artă, bustul lui Friedrich Schiller. Aceasta a fost solicitată de colonia germană din București cu ocazia aniversării poetului. În următorii ani a modelat busturile lui Ștefan cel Mare și Mihai Viteazul, acestea fiind primele încercări din România pentru realizarea unor sculpturi ale figurilor emblematice ale istoriei autohtone. Urmând nișa istoriografiei românești, a cioplit în marmură bustul lui Grigore al II-lea Ghica, cel care a fost ctitorul Spitalului Sfântul Pantelimon. A realizat bustul lui Alexandru Ioan Cuza și al Elenei Cuza într-o viziune clasică, ultimul amintind de matroanele romane. Artistul a fost solicitat să realizeze fel și fel de busturi ale clasei avute, monumente funerare și statui de popularizare ale figurilor trecutului.
În atelierul său a realizat monumente funerare, sculptură în lemn pentru biserici, decorații în stuc pentru clădiri și după anul 1867 a făcut macheta Bisericii Episcopale din Curtea de Argeș din lemn de tei și de mesteacăn. Macheta a fost făcută după planurile și desenele lui Ludwig Reissenberger și Gaetano Burelly pentru pavilionul României de la Expoziția Universală de la Paris. Burelly a participat cu proiectul de restaurare a Mânăstirii Curtea de Argeș la Expoziția artiștilor în viață din 1865 unde a primit Mențiunea Onorabilă. Karl Storck a mai executat pentru Expoziția de la Paris și portretele în sare ale lui Carol I al României și Napoleon al III-lea al Franței, pentru care i s-a adus un model din gips de la Paris, sarea fiind considerată o importantă bogăție naturală a României. Cu cele trei lucrări cu care s-a prezentat la Expoziția de la Paris, sculptorul german a primit importanta sumă de 1200 de galbeni. A mai realizat mobilier și strane pentru bisericile din Clejani, Ghighiu, Viforâta, iar în București pentru bisericile Șelari, Sfântul Pantelimon și Antim.
A dus o intensă activitate în domeniul sculpturii statuare, portretistice și al celei decorativ-monumentale. A fost autorul, în colaborare cu Paul Focșeneanu (n. 1840 - d. 1867) al basoreliefului de pe frontonul Universității din București (distrus în timpul bombardamentelor aeriene americane din 15 aprilie 1944), executat în stil neoclasic, care a introdus simbolistica mitologică și alegorică în sculptura românească. Frontonul o prezenta pe Minerva încununând artele și științele. În scena centrală, Minerva întindea o cunună de lauri unei figuri alegorice cu o liră în mână, alegoria poeziei. La dreapta și la stânga zeiței apăreau științele și artele, drapate sau nude. Frontonul nu a mai fost refăcut, fragmente recuperate dintre ruine se păstrează la Muzeul de Artă Frederic Storck și Cecilia Cuțescu-Storck. Frontonul a fost comandat de către arhitectul Alexandru Orăscu, în anul 1862, și realizarea lui a avut ca model frontonul Glyptotecii din München ce avea aceeași temă „Minerva ocrotind Artele și Științele”. Frontonul Universității purta cu sine pecetea canoanelor academiei muncheneze. Neoclasicismul artistului prezent în această lucrare s-a păstrat și în alte lucrări pe care le-a realizat mai târziu. Se simte acest stil în modul în care au fost drapate personajele sau cum au fost idealizate, totul arătând fără echivoc înrâurirea academiei germane. Tot în acest an, a participat la decorarea Palatului Șuțu din București, unde a realizat portretul în medalion al Irinei Șuțu, amplasat deasupra oglinzii aflate în holul central al edificiului. Întreaga lucrare a fost executată în piatră de Rusciuc.
Karl Storck locuia în 1864 într-o curte care era plină de trunchiuri de mesteacăn și tei, de piatră și blocuri de marmură. Acum l-a cunoscut pe sculptorul italian Ippolito Lepri, cel care l-a determinat să-i cunoască pe negustorii de marmură de Carrara. Astfel, Karl Storck a ajuns la o diversificare importantă a materialelor folosite în sculptură. El a utilizat lemnul, marmura, piatra și teracota. A colaborat cu Lepri pentru realizarea unor sculpturi monumentale în marmură. Lepri era probabil reprezentantul unei cariere de marmură și l-a convins pe Storck să-i trimită la București blocuri de marmură de Carrara. Ca urmare sculptorul german și-a găsit un nou atelier mai mare pe Podul Mogoșoaiei, colț cu Știrbei Vodă, într-o curte mare. Acest loc a devenit în scurt timp depozit de marmură. Având un spirit întreprinzător, Storck și-a deschis și un atelier de pietrărie care a funcționat o lungă perioadă, el fiind moștenit de Carol Storck. Aici au lucrat foarte mulți cioplitori, uneori și douăzeci și trei în același timp. Ca o rezultantă, se constată că Storck era simultan importator, depozitar de marmură și vânzător de marmură prelucrată și tăiată.
În anul 1864 a fost cooptat de Gheorghe Tattarescu și Theodor Aman pentru a-și desfășura cunoștințele în plastica sculpturii ca profesor de sculptură și perspectivă la nou înființata Școală de Belle Arte din București. În anul următor a organizat prima expoziție periodică de artă la București. A expus împreună cu Paul Focșeneanu, Aman, Emil Crețulescu, Mihail Dan, Carol Popp de Szathmari, Mihai Babiciu, Gaetano Burelly (n. 1813 - d. 1896) și mulți alții. Ca profesor a făcut comenzi la Paris pentru achiziționarea de material didactic, mulaje după opere celebre ca Venus Victrix de Antonio Canova, Gladiatorul rănit, Apollo din Belvedere, Napoleon etc.
„... Ca profesor, Karl Storck era sever dar nu părtinitor în aprecierile sale. Urmaș, în arta sa, al marilor tradiții ale sculpturii grece, simțea o adevărată bucurie sufletească când găsea în lucrările elevilor săi semne de înțelegere a principiilor acestei școale... Trudele sale de la Școala de Belle Arte au fost încoronate de îzbândă, conducând pașii, din începutul carierei lor, tuturor unilor sculptori români.”
----- Constantin I. Stăncescu în Necrologul publicat în anul 1887.
O dată cu venirea anului 1868, au sosit la București meșteri austrieci care lucrau sobe de teracotă și plăci de faianță colorată folosită la decorarea caselor. Până la acel moment se foloseau pe scară largă plăci de stuc și ghips, care erau  puțin rezistente și mai greu de întreținut. Interesul publicului bucureștean a fost imediat. În colaborare cu o echipă de ceramiști austrieci, Karl Storck a înființat la București prima fabrică de plăci din teracotă. Fabrica a funcționat până în anul 1872, moment în care Storck a vândut-o lui Anton Weigand. Marele succes înregistrat cu această afacere, a determinat o avalanșă de înființări de astfel de fabrici de teracotă în București și nu numai ca  Bernhardt, Rogelmaier, Oskar Späthe (tatăl lui Oscar Späthe) etc. Karl Storck a folosit pentru sculptură cu predilecție pământul ars. A realizat figurine mici din teracotă care astăzi impresionează publicul pentru expresivitatea lor. Pereții Muzeului „Theodor Aman” au fost decorați  cu plăci din teracotă din fabrica lui Storck, în 1868, după o analiză estetică la care au participat ambii artiști. În 1869, Muzeul avea pereții placați cu un brâu din astfel de plăci în relief, care aveau motive ornamentale făcute în atelierul lui Storck. Într-un mod remarcabil a fost realizat basorelieful care înfățișa pe zeița Minerva. Basorelieful amintea prin proporții și armonia clasică de Frontonul Universității. În 1868, sculptorul Storck a vizitat Italia, de unde a comandat mai multe mulaje după sculpturi celebre, pentru Școala de Belle Arte.

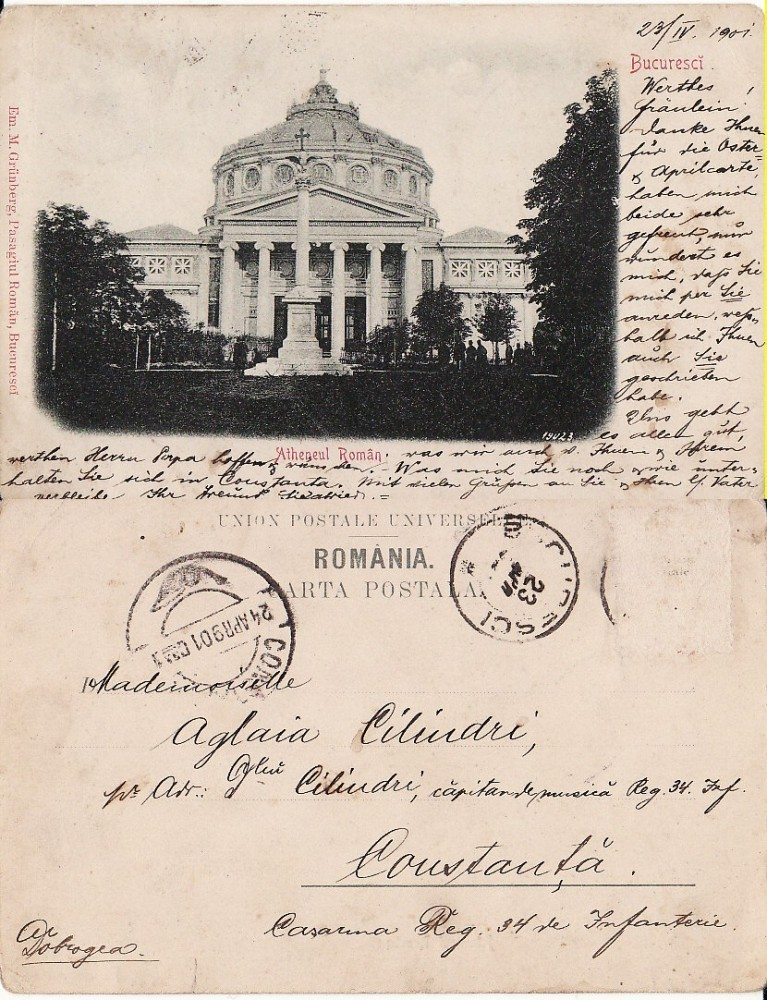
Coloana cu vultur în Grădina Ateneului Român

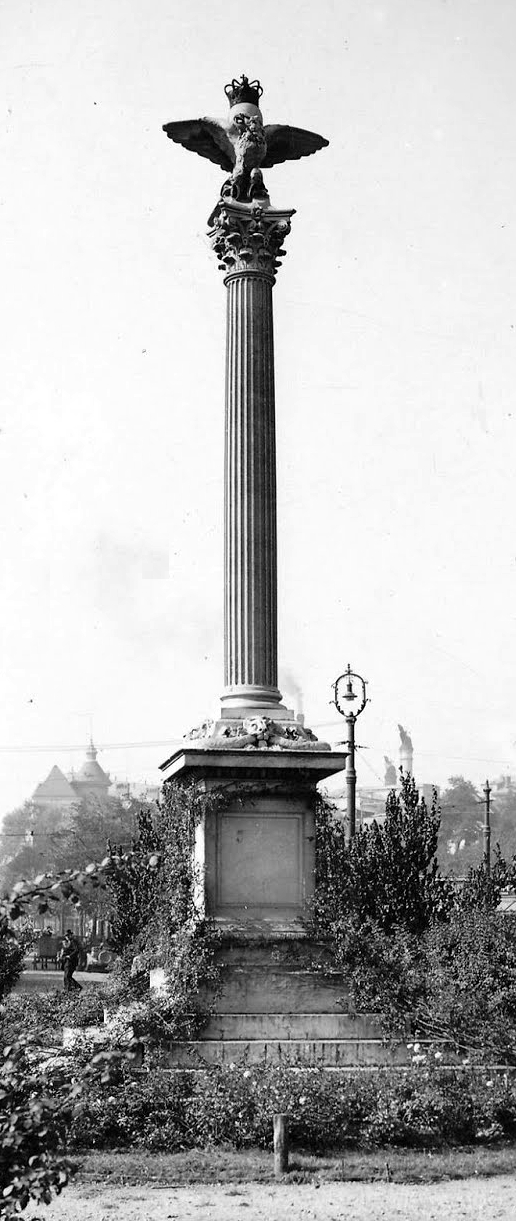
Monumentul Coloana cu vultur din Piața Coșbuc

În 1869 a primit o comandă de execuție a unei sculpturi monumentale destinată înfrumusețării Bucureștiului. A fost momentul în care s-a mutat din nou într-o casă cu o curte mai mare și o casă cu multe dependințe, tot pe Podul Mogoșoaiei, dar ceva mai sus, la vechea adresă a început construirea unui hotel. Monumentul era dedicat Spătarului Mihail Cantacuzino, ctitor al Așezământului Colțea. El a fost gândit echilibrat față de dimensiunile bisericii Colțea și ale spitalului, de aceea a fost pus în mijlocul grădinii Așezământului. Din cauza unor modificări de natură edilitară care s-au transpus asupra bulevardului I. C. Brătianu, monumentul a ajuns să fie apropiat de gardul grădinii, fapt care a dus din păcate la o reducere a monumentalității lui. Monumentul Spătarului Mihail Cantacuzino este prima sculptură monumentală care s-a păstrat în București.
Având nevoi financiare importante, Karl Storck a devenit cu timpul un constructor virtuos al figurilor cu rozetă la butonieră și barbișon, din cauza faptului că instituțiile statului pornind de la Academia Română și Parlamentul României până la Ateneul Român, se umpluse de clientelă comanditară. Sculptorul a știut însă să se distanțeze de producția de serie și departe de a creea figuri țepene cu atitudini stereotipe, ca la fotograf, el le-a dat viață.
A urmat o călătorie de studii la Florența și Viena în anul 1870. În anul 1871 a primit comanda de realizare a scării din marmură de Carrara a Capelei din Palatul Știrbei de la Buftea, al cărui arhitect a fost Louis Blank. Pentru această lucrare a colaborat cu maeștrii atelierului lui Filippo Grossi. În această perioadă, în 1866, Karl Storck a făcut o coloană de cinci metri înălțime Coloana cu vultur care avea la bază patru capete lei și în vârf o pajură care purta un glob terestru pe spate și o coroană deasupra. Aceast monument a fost prima lucrare din marmură de Carrara pe care a realizat-o. Ea a fost amplasată inițial în Grădina Episcopiei, acolo unde s-a construit ulterior Ateneul Român în anul 1888. După un timp, în 1890, ea a fost mutată într-un loc neprecizat și în anul 1975 se afla în scuarul Pieței Coșbuc, numit „La rond”. Lucrarea a dispărut deoarece a fost distrusă de Cutremurul din 1977.

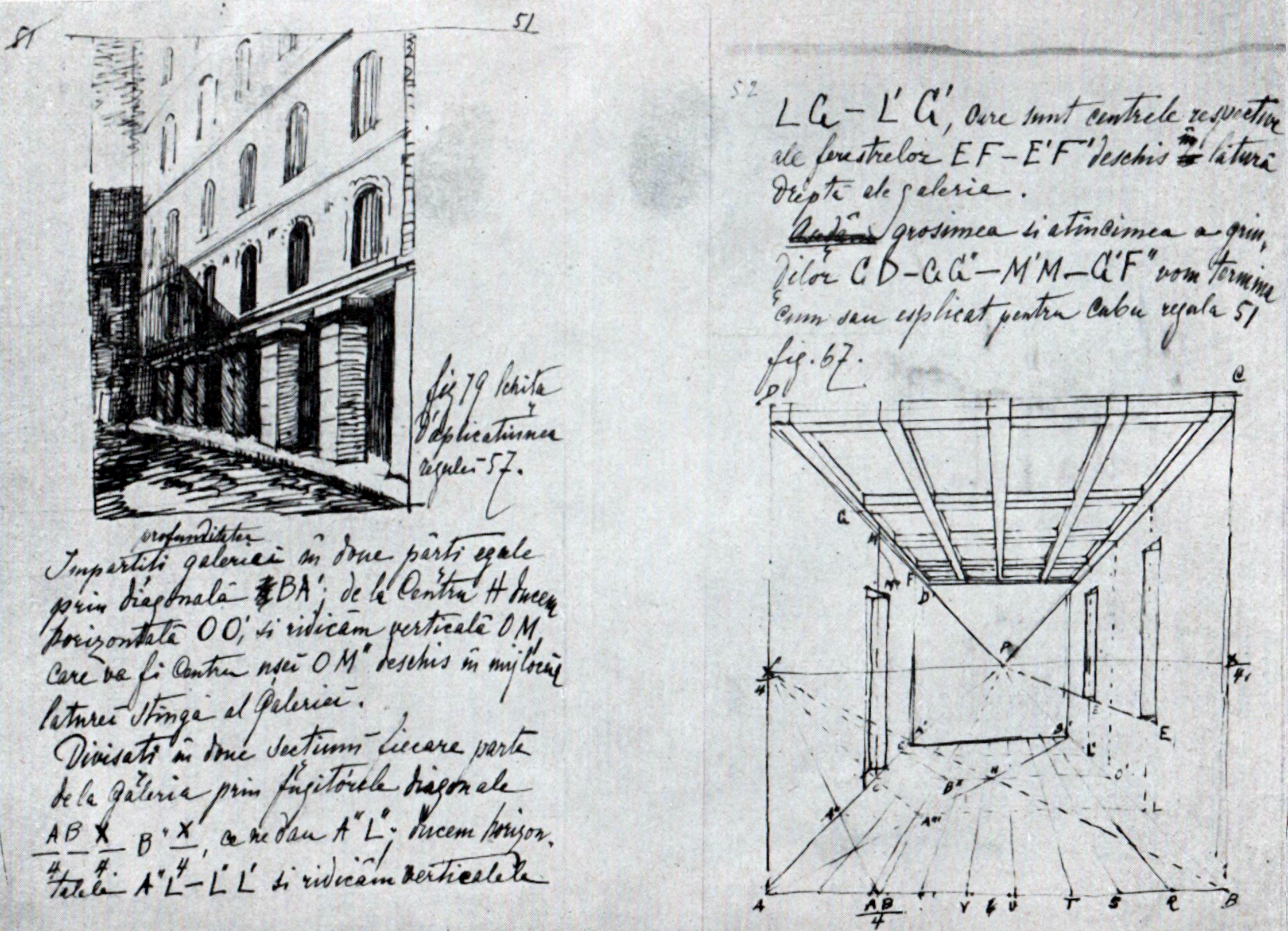
Elements des perspective - traducere

În 1875 ajunge din nou la Florența. Achiziționează de acolo mulaje după sculpturile marilor maeștri pentru a îmbogăți materialul didactic al Școlii de Belle Arte de la București. Astfel, a luat mulaje după Copil cu vulturul de la Vatican (Ganymede), Venera iese de la baie, Venera făcându-și toaleta, Copil cu gâsca de Campidoglio etc. În anul 1875 a realizat portalul din piatră de Câmpulung de la Biserica Domnița Bălașa și pardoseala bisericii. Comanda sculpturii monumentale a Domniței Bălașa a primit-o în anul 1881 și urma să o execute din marmură. Karl Storck a realizat schița în mărime naturală în gips și statuia care astăzi se află în curtea bisericii omonime a fost făcută în marmură de Carol Storck și Karl Teutsch.  Tot în acest an a tradus și a publicat cartea lui Arman Cassagne intitulată Elements des perspective, ea fiind destinată cursurilor de la Școala de Belle Arte.
Bucurându-se de prestigiu în bresla sculptorilor, Karl Storck a fost numit în anul 1879 de Theodor Aman, arhitectul Săvulescu și de Theodor Ștefănescu, care era director general în ministerul de resort, în comisia pentru audit a restaurărilor care s-au făcut la biserica de la Curtea de Argeș. Sculptorul german a criticat modul în care restauratorul francez a realizat lucrările. Printre alte comentarii, fiind în trecut giuvaergiu, a menționat că modul în care a fost făcută aurirea crucilor de pe turle nu a fost unul conform cerințelor și ca urmare, nefiind aurite cu foc, crucile se spălau de la ploaie. Faptul a fost recunoscut de restaurator care a remediat situația.
Comanda dată de Așezământul Elena Doamna pentru executarea sculpturii monumentale Ana Davila a fost dată lui Karl Storck în anul 1882. Transpunerea ei în marmură a fost realizată de Carol Storck și Karl Teutsch.Artistul german, similar contemporanilor săi Theodor Aman și Gheorghe Tattarescu, a inaugurat cu aceastaă lucrare, tematica țărănească în sculptura de soclu din România. Similar, a primit în 1883 comanda pentru realizarea scării de onoare, împreună cu coloanele și balustradele balcoanelor de la Ateneul Român. Transpunerea în marmură a fost făcută de aceiași Carol Storck și Karl Teutsch. Pentru sculptura monumentală a protopopului Teodor Economu, ctitor al Școli de meserii pentru fete, din strada Călărașilor, a primit-o în anul 1884. După demolarea școlii, sculptura a fost preluată de familie și astăzi se află la Muzeul Storck din București. Transpunerea în marmură a fost făcută de Carol Storck și Karl Teutsch.
În 1885 a luat comanda pentru realizarea scării de onoare spre sala tronului din fostul Palatul Regal din București. A finalizat în acest an monumentele de la Rahova și Smârdan, care comemorau Războiul de Independență din 1877, precum și rolul pe care armata română l-a jucat în eliberarea Bulgariei de sub ocupație turcă. Ambele monumente au fost distruse ulterior de armata bulgară la începutul primului război mondial. În 1886, a primit două noi comenzi de execuție a sculpturilor Mihai Viteazul și Ștefan cel Mare, ce urmau a fi amplasate la școala fiilor de militari din Craiova.
De abia în anul 1887 i-a fost acordată cetățenia română prin decret regal, cetățenie pe care a cerut-o în anul 1883. Datorită interesului pe care l-a purtat pentru sculptura plastică, a realizat portretele unor contemporani de-ai săi, așa cum a fost bustul lui Theodor Aman, păstrat astăzi de Muzeul Theodor Aman din București și la Muzeul de Artă din Craiova.
La 30 martie 1887, Karl Storck a murit în urma unei pneumonii și a fost înmormântat la Cimitirul Evanghelic din București. A lăsat în urmă șapte copii minori, ultimul având doar nouă luni.

### Profesor al Școlii de Belle Arte
Karl Storck pe lângă prodigioasa activitate de sculptor, a avut și o intensă preocupare în domeniul educativ și pedagogic. După cum se știe, încă de la fondarea Școlii de Belle Arte din București din anul 1865, în urma insistențelor inițiatorilor ei Theodor Aman și Gheorghe Tattarescu, a fost cooptat în echipa de dascăli ai ei. Astfel, Karol Storck a preluat catedra de sculptură și mai apoi și pe cea de perspectivă, catedre pe care le-a condus până la trecerea sa în neființa, adică peste circa două decenii. Artistul a fost întemeietorul școlii românești de sculptură.

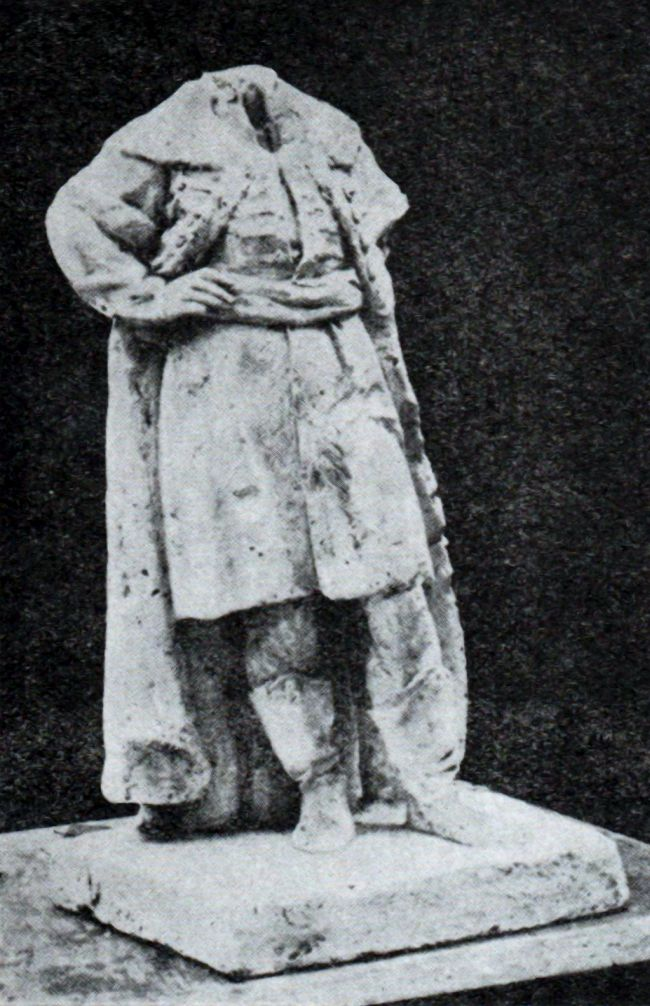
Studiu de costum de boier

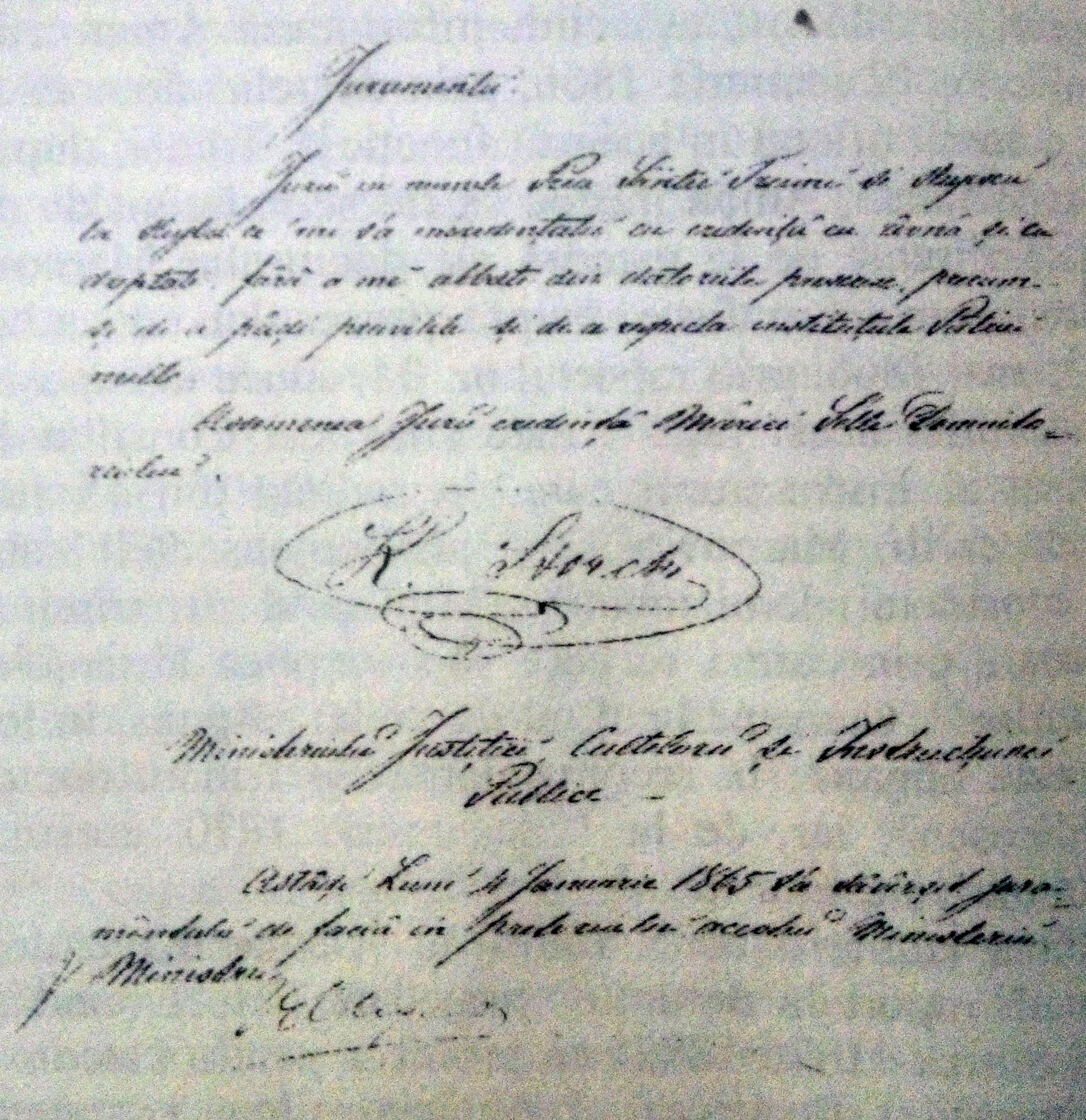
Jurământul lui Karol Storck (1865). Originalul se află la Arhivele Academiei de Arte din București

În data de 2 ianuarie 1865, Nicolae Kretzulescu a făcut un raport către domnitorul Alexandru Ioan Cuza, prin care l-a recomandat pe Karol Storck pentru ocuparea catedrei de sculptură. În aceeași zi domnitorul a semnat decretul nr. 1 prin care l-a numit pe Storck în această funcție. Ministerul era grăbit să-l vadă pe artist la catedră și ca urmare, i-a trimis în aceeași zi adresa nr. 103 de înștiințare. Din conținut adresei rezultă că sculptorul era invitat să depună un jurământ. O astfel de procedura era ciudată în acel moment, pentru că pentru nici un alt profesor de la academie nu s-a mai făcut o astfel de ceremonie. Istoricul de artă, Adrian-Silvan Ionescu, a adus ipoteza că i s-a cerut jurământul pentru că Storck era de altă naționalitate și Regulamentul Școlilor Naționale de Belle-Arte din anul 1864, stipula, la cap. II, litera B, art. 9, că profesorii trebuiau să fie români sau cetățeni români. Se știe că cel puțin pentru o perioadă de timp, Karl Storck își schimbase prenumele în Lascăr sau Scarlat, dovezi în acest sens regăsindu-se pe statele de plată. Regulamentul lăsase totuși o portiță care spunea că „... până la formarea de profesori pentru toate specialitățile artistice, se vor întrebui și profesori străini”.
Ca urmare, Karl Storck s-a prezentat la minister și a depus jurământul pe care l-a semnat el și V. A. Urechia din partea ministerului. Ulysse  de Marsillac a anunțat știrea în Le Voix de la Roumanie no. 10/Jeudi, 26 Javier 1865.
„... Juru în numele Prea Sfântei Treimi să slujescu la slujba ce mi s-a încredințatu, cu credință, cu râvnă și cu dreptate, fără a me abate din datoriile prescrise precum și de a păzi pravilele și de a respecta instituțiile Patriei melle. Asemenea Juru credință Măriei Sale Domnitorului.”
Artistul german a fost atașat spiritului clasicist și ulterior academismului, curent pe care l-a propagat în întreaga sa activitate. De aceea Karol Storck este considerat astăzi de către critica de artă ca un precursor al sculpturii moderne din România, pentru că a fost acolo când s-au pus bazele învățământului artistic superior în acest domeniu. A fost un personaj meticulos și harnic, un autodidact asumat, care a contribuit la formarea tinerilor. A știut să le insufle respectul pentru profesia de sculptor și dorința de perfecționare. Deși nu dispunea de cursuri în limba română, Storck a fost preocupat să traducă din limba franceză Tratatul de perspectivă al lui Armand Cassagne ( pictor și autor de tratate de inițiere în arta plastică ). Traducerea originală se află astăzi la Muzeul Storck din București.

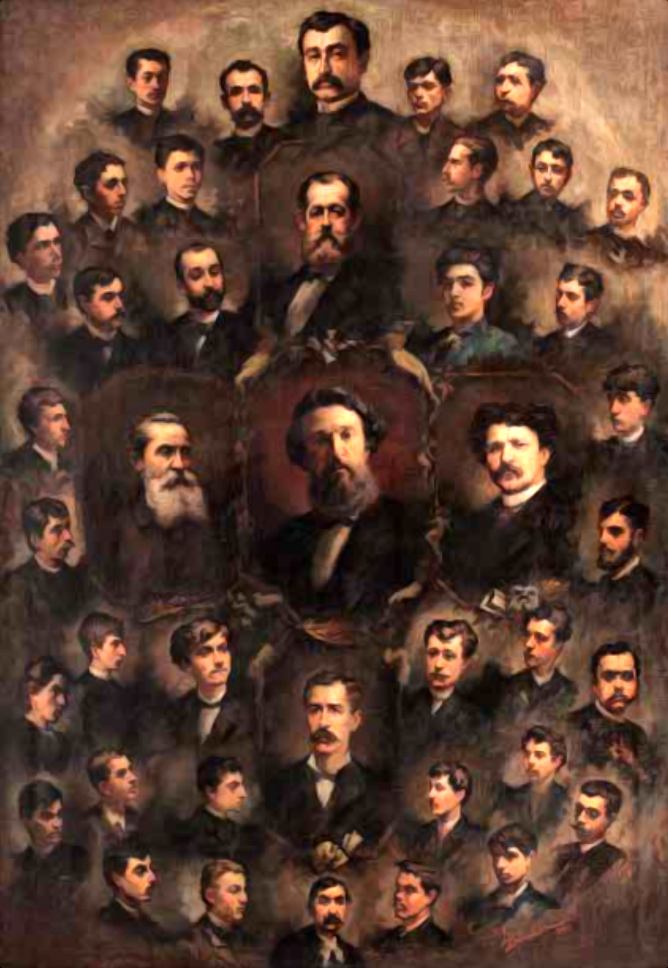
Karl Storck și Generația 1888 - de Alexandru Bănulescu

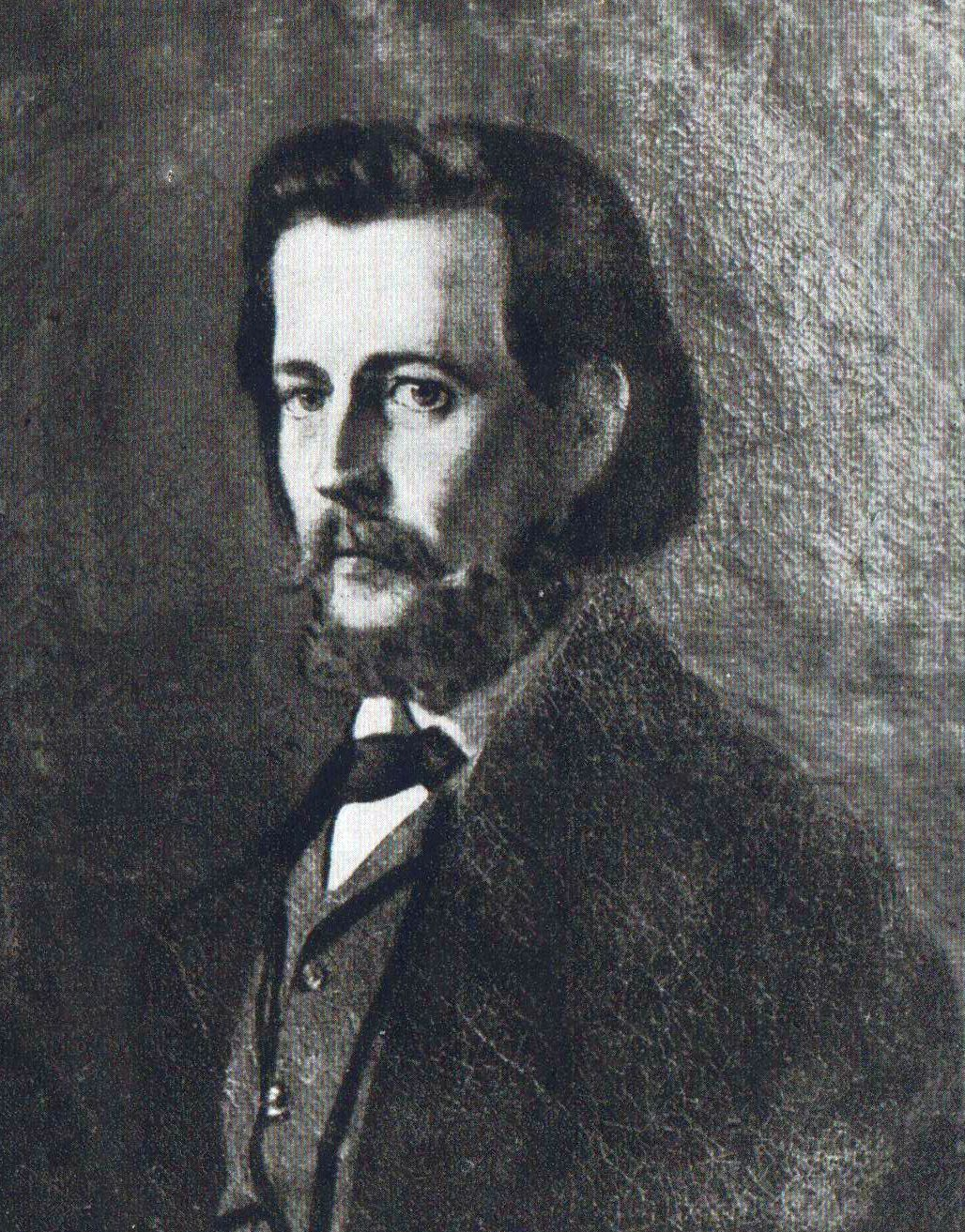
Karl Storck - portret de Theodor Aman

Karl Storck nu a fost doar primul profesor de sculptură din România, el a fost un pionier al învățământului artistic. El a relevat celor care l-au cunoscut, reale însușiri pedagogice. A fost preocupat să aducă din Italia mulaje din gips după operele marilor maeștri, mulaje care au fost folosite generații de-a rândul de către studenții Școlii de Belle Arte. În plus de toate acestea, Karl Storck a folosit puterea exemplului și nu a predat doar cunoștințele teoretice, de catedră, ci și-a invitat studenții în propriul atelier, unde i-a ajutat să-și perfecționeze informațiile de clasă cu practica efectivă de atelier, având ca model experiența acumulată de profesorul lor ani de-a rândul. S-a întâmplat adesea ca să-și ia colaboratori din rândul elevilor la diverse comenzi pe care le avea. Karl Storck a fost adeptul principiului că o meserie se poate învăța cel mai bine doar atunci când lucrezi lângă un meșter, exact cum se întâmpla în vechime, în Evul Mediu.
Sculptorul Storck l-a înlocuit adesea pe Theodor Aman la conducerea Școlii de Belle Arte, atunci când acesta era bolnav. Ca urmare și a faptului că făcea parte din Comitetul profesoral, Karl Storck a încurajat tinerele talente cu premii, mențiuni, medalii sau burse. Mulți dintre aceștia au devenit sculptori renumiți, așa cum a fost Ion Georgescu, care i-a urmat de altfel și la catedră, Ștefan Ionescu-Valbudea, George Julian Zolany, cel care a ajuns directorul Școlii de Arte Frumoase din Chicago și mulți alții.
A fost un profesor meticulos care avea principii pedagogice ferme și care a dovedit o cunoaștere a meșteșugului foarte solidă. El și-a format studenții în spiritul neoclasicismului corect, stil care a fost depășit de majoritatea elevilor săi. Constantin I. Stăncescu i-a apreciat întreaga activitate spunând în necrologul lui că în ipostaza de profesor, Karl Storck „... era sever dar nepărtinitor în aprecierile sale. Urmaș în arta sa al marilor tradiții ale sculpturii grece, simțea o adevărată bucurie sufletească când găsea în lucrările elevilor săi semne de înțelegere a principiilor acestei școale... Trudele sale de îzbândă conducând pașii, din începutul carierei lor, tuturor junilor sculptorilor români.”
Karl Storck a dovedit de-a lungul vieții o sete nestâmpărată de cunoaștere, el a înțeles de timpuriu că în România, un om cu posibilitățile pe care le avea, era chemat să joace un rol pe cât de important, pe atât de multilateral. Este deja cunoscut că artistul a fost profesor la Școala de Belle Arte și a fost retribuit doar pentru o perioadă de cinci ani, el fiind profesor în perioada 4 ianuarie 1865 - 18 martie 1887, șaptesprezece ani nefiind retribuit. Acest fapt îl certifică actul nr. 5919 din 20.V.1887 al Ministerului Cultelor și Instrucțiunii publice aflat în mapa Karl Storck, la Muzeul Fr. Storck și Cecilia Cuțescu-Storck. De aceea, având o familie numeroasă el nu s-a sfiit să preia orice comenzi îi ieșeau în cale, de la socluri pentru clădiri, statui monumentale și până la sculptura în lemn a unor obiecte de uz curent.

## Opera
După zece ani de la sosirea sa la București, Karl Storck a găsit bune oportunități pentru dezvoltarea activității artistice. Cu toată perseverența și energia de care era capabil, fiind un autodidact convins, el a fost mai mult decât un meșteșugar. A desfășurat o bogată activitate în mai toate genurile pe care le-a abordat, ca monumentalist, portretist, ca autor de lucrări de gen sau cu tematică animalieră, Karl Storck s-a plasat într-un soi de artizanat care a fost între artă și meserie, în sensul medieval al noțiunii.
Marin Mihalache a catalogat întreaga activitate a sculptorului în două etape definitorii. Prima perioadă a durat până în anul 1874, ea fiind caracterizată de influența neoclasicismului. El a fost atras de armonia formelor dezvoltate de antichitatea greacă. Creațiile sale au avut un sens ilustrativ, cu un meșteșug bine stăpânit, pline de rigoare și care relevau o conștinciozitate  profesională deosebită. În aceste lucrări, artistul a adus din experiența apuseană și a influențat fără îndoială sculptura autohtonă. Criticul Ion Frunzetti l-a socoti pe Storck „... un excelent meșteșugar și un pasionat muncitor... care și-a etalat seriozitatea metodei sale aproape artizanale de lucru”.
Cu toate că artistul a rămas un mare admirator al tradițiilor clasice, în a doua perioadă distinctă a creației sale, acesta a creat mult mai mult ca în prima, dar de această dată sub influența lui Jean-Baptiste Carpeaux. Se disting astfel, pe lângă urmele clasicismului din prima perioadă, unele trăsături realiste care au avut uneori și tendințe naturaliste. Viziunea sculptorului german a evoluat apoi, spre sfârșitul carierei, spre un academism caracterizat prin lucrări de mici dimensiuni, făcute adesea din pământ ars, a căror tematică era adeseori de natură idilică, în manieră müncheneză, cu un gust dus spre anecdotă, spre personaje populare pitorești, așa cum au fost țărăncile în costum popular (național), care denotă și un interes spre etnografie, reținând detalii nu întotdeauna semnificative.
În perioada 1881 - 1883, artistul a ajuns la deplina măsură a stăpânirii meseriei de sculptor și în același timp la o înaltă știință a modelajului. În portretistica pe care a făcut-o în marmură, gips, teracotă sau chiar sare, el a știut să redea trăsăturile caracteristice ale celor pe care i-a modelat. Karl Storck a realizat o serie numeroasă de busturi pornind de la cel al lui Theodor Aman, Constantin Steriade, C. A. Rosseti și completând șirul cu Barbu Catargiu, Mihail Kogălniceanu, generalul Gheorghe Magheru, Anastasie Panu, Costache Negri, Gheorghe Costaforu, mitropolitul Calinic Miclescu, Constantin Năsturel-Herescu, Frații Golești etc. Alexandru Odobescu, director al Teatrului Național, i-a comandat bustul actriței Matilda Pascaly în marmură albă. Cele mai multe din portretele pe care le-a realizat au fost făcute după natură. Ele au în ziua de astăzi în primul rând un interes documentar și de abia în plan secund primează aspectul artistic. Urmărirea cronologiei executării acestor busturi, face ca studiul criticii de artă să poată determina evoluția artistului de la idealismul clasic al bustului lui Theodor Aman la realismul evocator din portretul lui C. A. Rosetti și în multe altele.
Din aceeași perioadă, datează și tâmplele sculptate în lemn de la bisericile Elena Doamna, Nicolae Șelari, biserica Mănăstirii Antim sau biserica din Clejani sau Pantelimon. A mai ridicat tâmple și la biserica din Ghighiu și la Viforâta de lângă Târgoviște.
|  | Titlu: Frontonul Universității • Materiale: piatră de Rusciuc• Dimensiuni: ?• Datare: 1862• Colecție: Distrusă în 1944 Comanda de execuție a lucrării a fost dată în 1862 de arhitectul Alexandru Orăscu. Deși Karl Storck se afla la începuturile sale în domeniul sculpturii monumentale, s-a hotărât să execute o alegorie în stil clasic intitulată Minerva încununând artele și științele. Minerva se afla în centrul compoziției așezând laurii pe fruntea Poeziei ce avea două nuduri drapate de o parte și de alta, ambele personificând celelalte două arte. Compoziția mitologică a fost bine structurată, fapt care dovedește o cunoaștere profundă a sculpturii și basoreliefului grecesc. Lucrarea purta cu ea perceptele conoanelor müncheneze. Doi grifoni străjuiau cele două colțuri și vârful frontonului era ocrotit de o acvilă cu aripile desfăcute larg. Compoziția era de factură neoclasică, curent care era dominant în sculptura europeană a momentului. Lucrarea se armoniza cu ansamblul arhitectonic, avea desenul corect cu proporții clasice și trata în mod convențional draperiile, conform viziunii vechii sculpturi de origine greacă. Basorelieful, grifonii și vulturul erau executați din piatră de Rusciuc, material care era folosit la scară largă în alte tipuri de decorațiuni. Frontonul Universității a împodobit edificiul de învățământ bucureștean până în 15 aprilie 1944 când a fost distrus de bombardamentul aviației americane. La realizarea întregii lucrării, Karl Storck a fost ajutat de un fost elev al său, Paul Focșeneanu, care înainte să-i fie student i-a fost ucenic în atelier. În perioada când a fost făcut frontonul, Storck a mai fost ajutat de un sculptor în lemn, Wibel, care a învățat și el tehnica cioplirii în piatra moale de tip Rusciuc. Vezi articolul principal: Frontonul Universității |
|  | Titlu: Bustul lui Theodor Aman • Materiale: bronz• Dimensiuni: ?• Datare: 1859• Colecție: MNASC Ca urmare a prieteniei înfiripată între Karl Storck și Theodor Aman în anul 1859, cei doi au realizat, unul celuilalt, câte un portet, Aman o pictură în ulei/pânză și celălalt în gips. Storck a reușit să realizeze un portret expresiv bazat pe observații ancorate în realitate, însă apelând la o factură specifică clasicismului, căutând în deslușirea trăsăturilor dominante a echilibrului între formă și expresie. A știut să dea distincție chipului și o frumusețe orientală specifică de origine greacă. Din analiza critică făcuă de Barbu Brezianu rezultă că figura energică și nobilă a lui Aman a fost tratată cu un avânt romantic. Însușirile de portretist ale sculptorului definesc o personalitate complexă ca cea a lui Aman în câteva elemente lapidare - șerpuirea șuvițelor și învolburarea părului. Bustul lui Theodor Aman, cel al lui Schiller au participat la prima Expoziție a artiștilor în viață din aprilie 1865. Aman a luat Medalia clasa I-a și Storck Medalia clasa a II-a și un premiu de 50 de galbeni. Adrian-Silvan Ionescu a precizat că la această expoziție Storck a participat cu busturile lui Alexandru Ioan Cuza și al Elenei Cuza și cu încă trei sculpturi neprecizate. Vezi articolul principal: Bustul lui Theodor Aman |
|  | Titlu: Bustul lui Costache Steriadi • Materiale: marmură• Dimensiuni: 58x38x33 cm• Datare: 1867-1868• Colecție: MNASC Bustul lui Constantin Steriade este considerată de critica de artă ca fiind una dintre cele mai izbutite lucrări în domeniul portretisticii lui Karl Storck. Sculptura a obținut o mențiune la Expoziția artiștilor în viață din anul 1868. Mențiunea a fost acordată din cauză că lucrarea mai participase în 1867 la o expoziție unde a primit medalia de aur. Din cauza aceasta, cu toate că la Expoziția din 1868 s-a dorit acordarea Medaliei clasa a II-a, ea nu a mai fost acordată și s-a dat doar mențiune. Steriade a fost reprezentat într-un costum tipic al acelor vremuri, cu o mustață generoasă, cu un barbișon la modă, cu părul buclat după canoanele clasice și i-a accentuat privirea semeață cu un zâmbet zeflemitor, ușor ironic. Vezi articolul principal: Bustul lui Costache Steriadi |
|  | Titlu: Bustul lui C.A. Rosetti • Materiale: bronz• Dimensiuni: 50x40x28 cm• Datare: ?• Colecție: MNASC C. A. Rosetti a fost realizat în halatul tipic de tipograf, deoarece pe lângă faptul că era gazetar, poet și revoluționar, el a fost și conducătorul ( starostele ) breslei tipografilor. În modul cum l-a tratat Storck în lucrarea pe care i-a dedicat-o, el are un chip, așa cum l-a caracterizat Barbu Brezianu, „... răvășit de bătrânețe, morocănos, cu ochii bulbucați, cu sprâncenele încruntate, cu fruntea mare brăzdată în cruce.” C. A. Rosetti, a menționat Brezianu, arată amărăciune dar și dârzenie și „... sculptorul a surprins în adâncime psihologia acestui vașnic luptător.” Vezi articolul principal: Bustul lui C.A. Rosetti |

În data de 22 iunie 1884, Karl Storck a semnat un contract al cărui obiect de activitate îl reprezenta execuția din marmură de Carrara a scării de onoare din Palatul Regal din București. Întregul proiect a urmărit indicațiile și desenele arhitectului Paul Gottereau. Treptele scării trebuiau să fie făcute dintr-o singură bucată, iar balustradele galeriilor de sus, mozaicurile de pe podesturi, trebuiau să fie amplasate conform modelelor aprobate de Comisiunea lucrărilor de la Palatul Regal. Prețul contractului a fost de 31.000 lei. Înregistrarea și taxele de timbru reveneau artistului. Termenul de predare a lucrării a fost 15 noiembrie 1884.

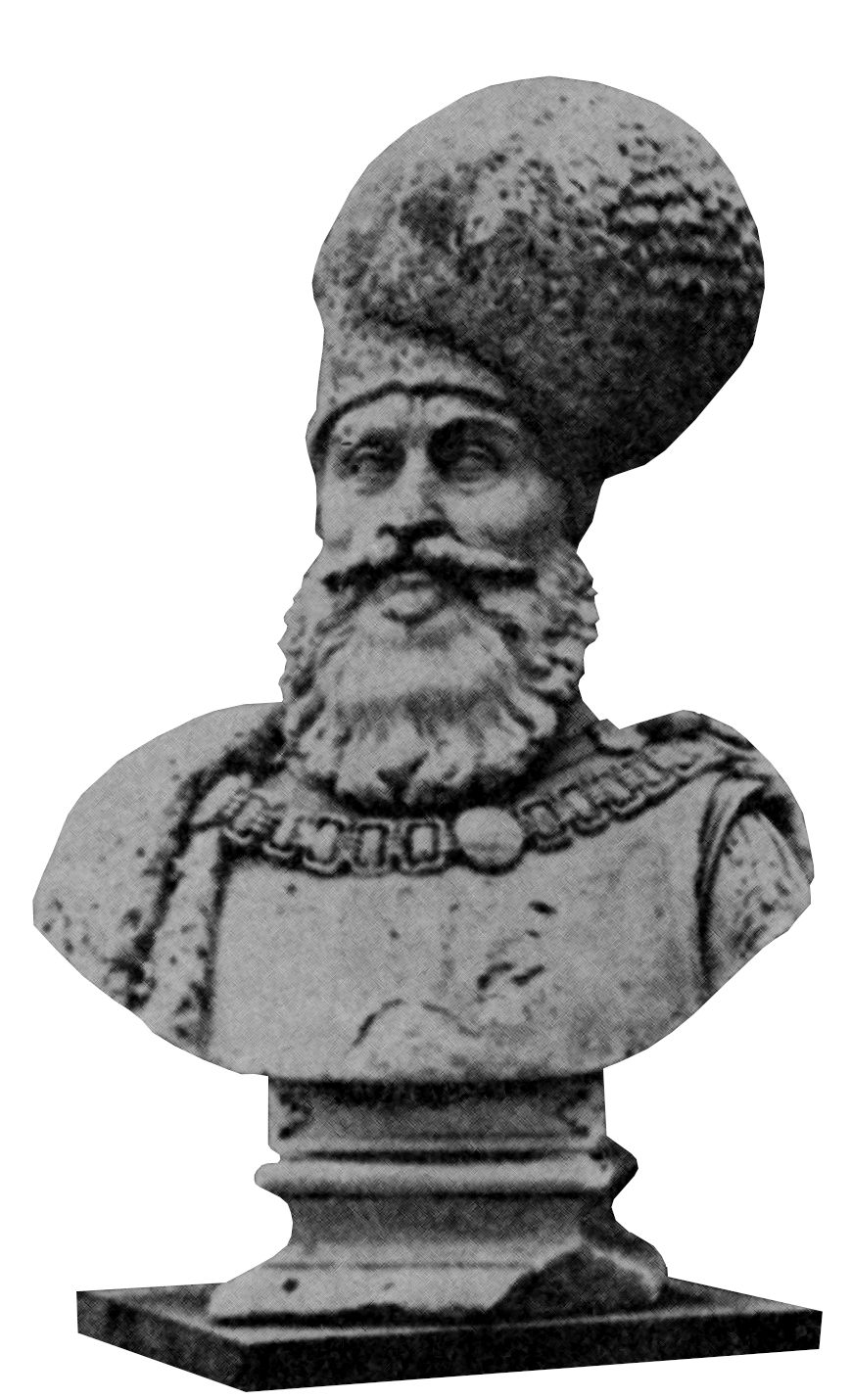
Mihai Viteazul

În 1862, Karol Storck a lucrat bustul lui Mihai Viteazul. Macheta din gips măsura 0,73m înălțime cu un piedestal de 22.5x23.5 cm. Bustul măsoară între umeri 50 cm. Pe cap are o cușmă, expresia feței hotărâtă, privire energică. Pe umeri atârnă o mantie cu nasturi mari și cu agrafă. Semnătura artistului se află pe soclu: C. Storck - Sen. Fecit 1862 - Bucarest. Până la publicarea fotografiei bustului de către George P. Nedelcu în 1970, acest bust era necunoscut criticii de artă. Bustul este cu atât mai interesant cu cât, Karol Storck a reluat motivul în anul 1881 pentru școala fiilor de militari din Craiova, unde trebuia să realizeze busturile lui Ștefan cel Mare și Mihai Viteazul. Cum la Craiova nu era cineva care să execute o așa comandă, comandantul unității militare, maiorul Tătărescu, a cerut colonelului Gheorghiu, care era șeful statului major central de geniu din București, să dea aprobarea lucrării. Acesta din urmă a dat o rezoluție prin care a ordonat lui Storck „... Domnului Storck, sculptor, Loco. Potrivit acestei adrese, binevoiți a face să se execute lucrarea, înțelegîndu-se că prețul de lei două mii patru sute (2.400) pentru ambele aceste busturi (1,74 m înalt 0,91 m lat) în care se cuprinde transportul și așezarea la loc, vi se va plăti după efectuarea angajamentului din partea Dv.” Busturile în basorelief au fost predate școlii de la Craiova în 16 aprilie 1887. Între timp, Karl Storck a murit la 18/30 martie 1887 la domiciliul său din strada Luminii nr. 4. De abia în luna februarie 1887 a fost semnat decretul prin care i s-a acordat cetățenia română, cu o întârziere de trei ani din momentul în care s-a votat în Senat.

### Galerie de sculptură

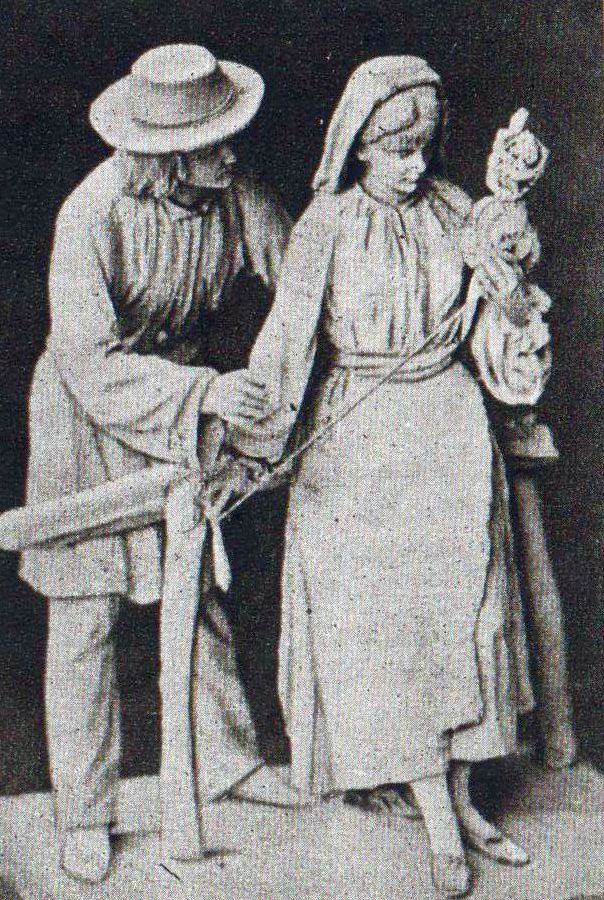
Idilă

Opera sa („Domnița Bălașa”, „Spătarul Mihail Cantacuzino”, „Ana Davila”) se caracterizează atât prin valorificarea cuceririlor academismului, cât și prin realismul viziunii. Ca portretist, a realizat busturile lui Theodor Aman și C.A. Rosetti. Creația lui Storck se remarcă prin construcția solidă a volumelor și prin păstrarea detaliilor semnificative, migălos modelate. A fost primul profesor de sculptură la Școala de arte frumoase din București (Școala de Belle-Arte, fondată de Theodor Aman în 1864), a cărei catedră de specialitate a condus-o până la trecerea sa în neființă. Câteva lucrări și machete pentru monumente de for public realizate de Karl Storck se regăsesc și în Colecția de Artă Plastică "Fr. Storck și Cecilia Cuțescu Storck" a Muzeului Municipiului București, adăpostit în fosta locuință a sculptorului Frederic Storck și a soției acestuia, pictorița Cecilia Cuțescu-Storck, din Str. Vasile Alecsandri nr. 16, sector 1.
Artistul a modelat , probabil ca o activitate de destindere și relaxare, mici lucrări de vitrină care aveau o tematică rustică - țigănuși, ciobani, capete de bătrâni etc., pe care în final le ardea. De obicei și-a ales subiectele din mediul celor umili și săraci, mai ales din viața țăranilor, și le-a tratat cu o simpatie evidentă, deoarece se vede în spate un modelaj plin de sensibilitate. Cum era normal de altfel, în acea epocă, erau la vogă subiectele lui Nicolae Grigorescu și gravurile lui Theodor Aman. A lucrat și sculpturi de gen, oprindu-se la aspectele care se întâmplă oamenilor obișnuiți, motive predilecte ale artei müncheneze - Tânără țărancă torcând, Băiat cu purcel, Ciobănașul, Băiat cu gâsca, Mamă legănându-și copilul etc. Sculptorul s-a oprit la aspecte pitorești, duioase, sentimentale, el fiind foarte atent la detalii și a avut tendințe evidente de idealizare a lor. Din aceste motive nu se poate spune co lucrarea intitulată Idilă ar reprezenta doar un titlu de lucrare, ci se poate spune că este o viziune și o atitudine asupra vieții.

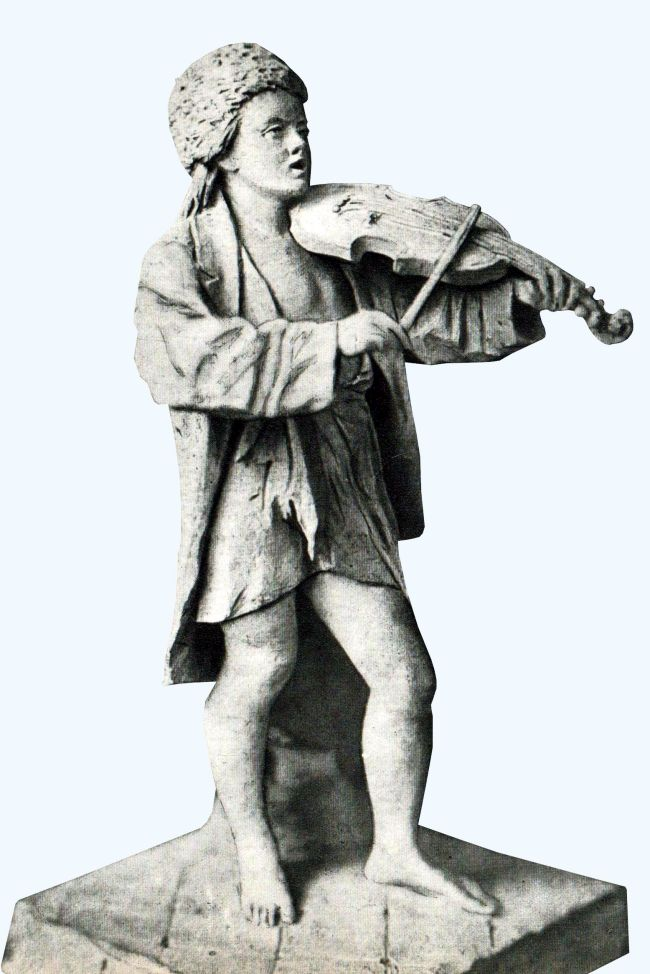
Micul lăutar
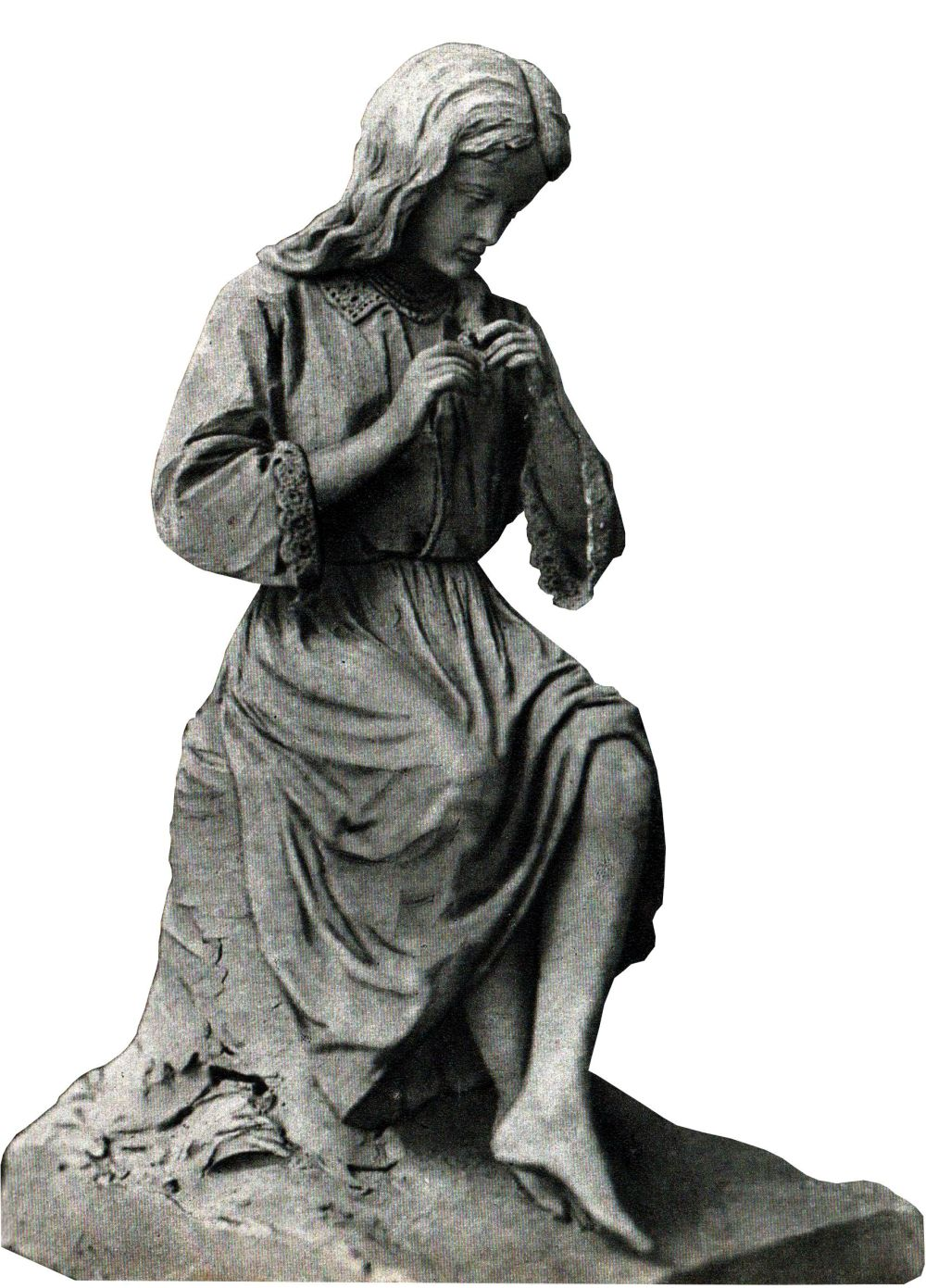
Tânără țărancă
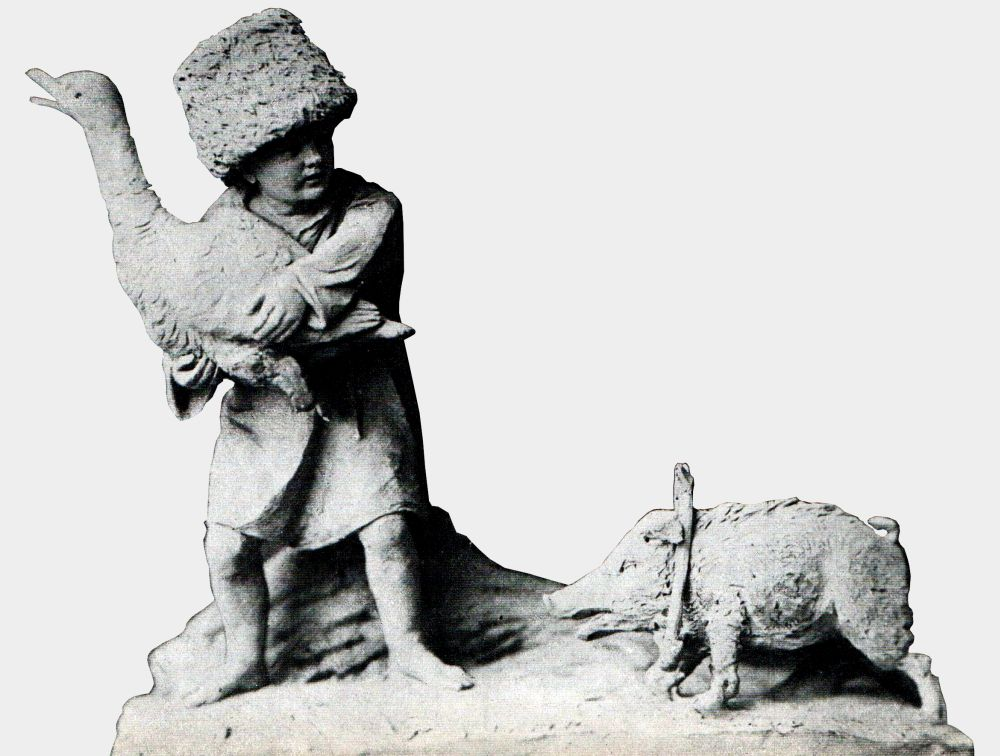
Copil cu gâscă și purcel
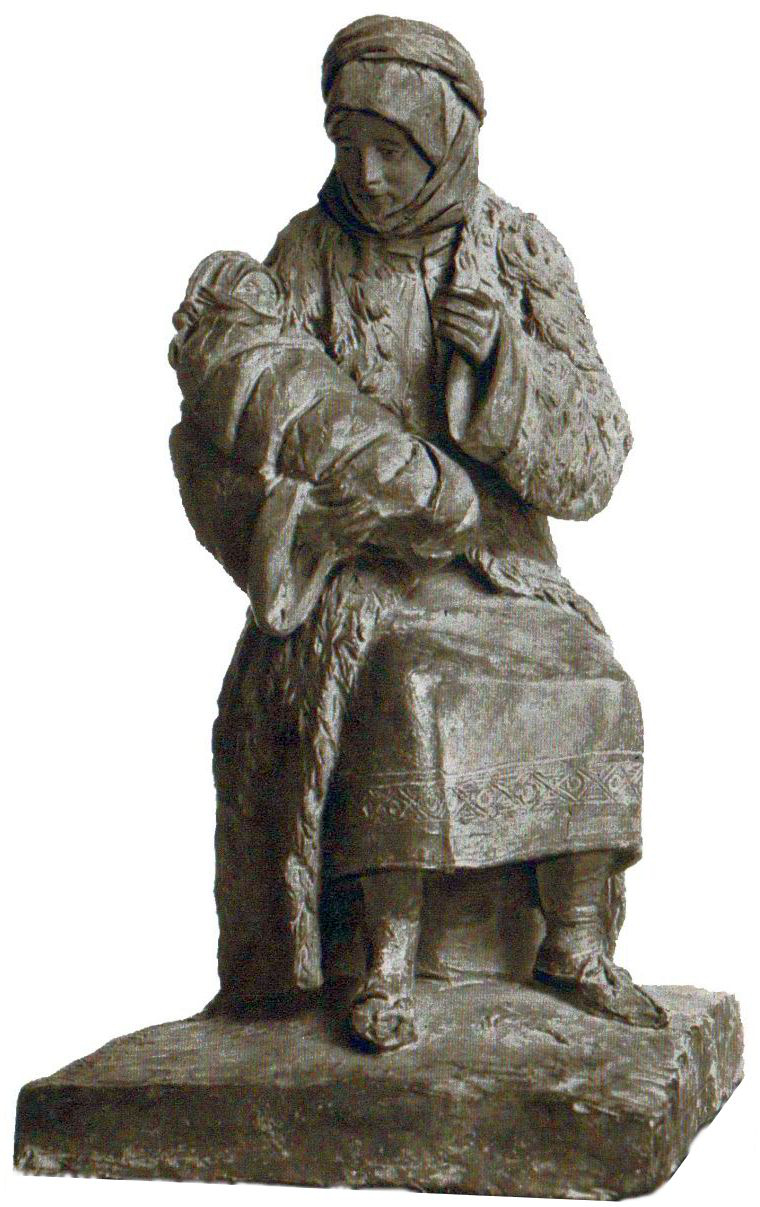
Țărancă cu copil
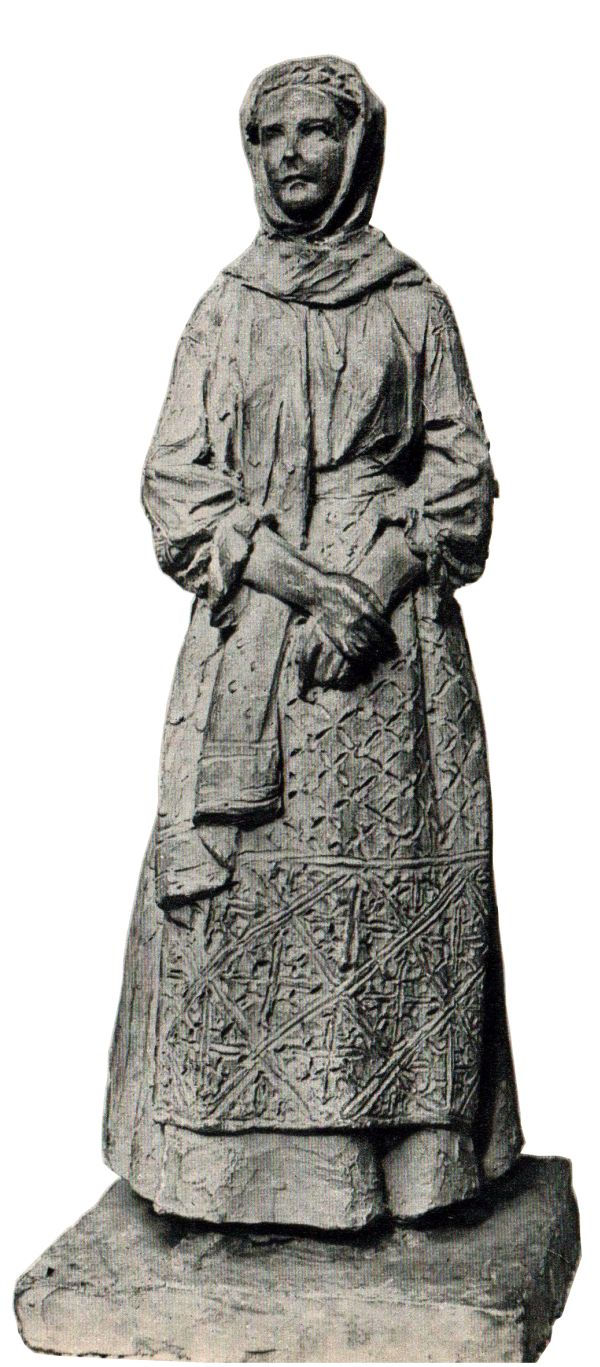
Femeie în port național
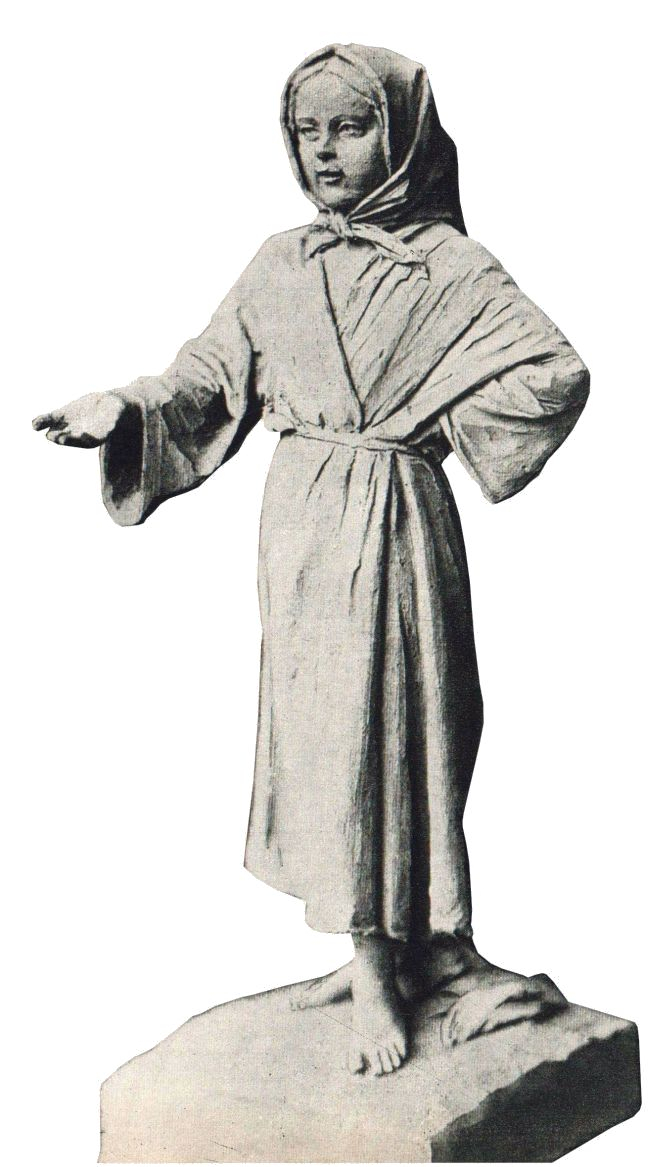
Cerșetoare
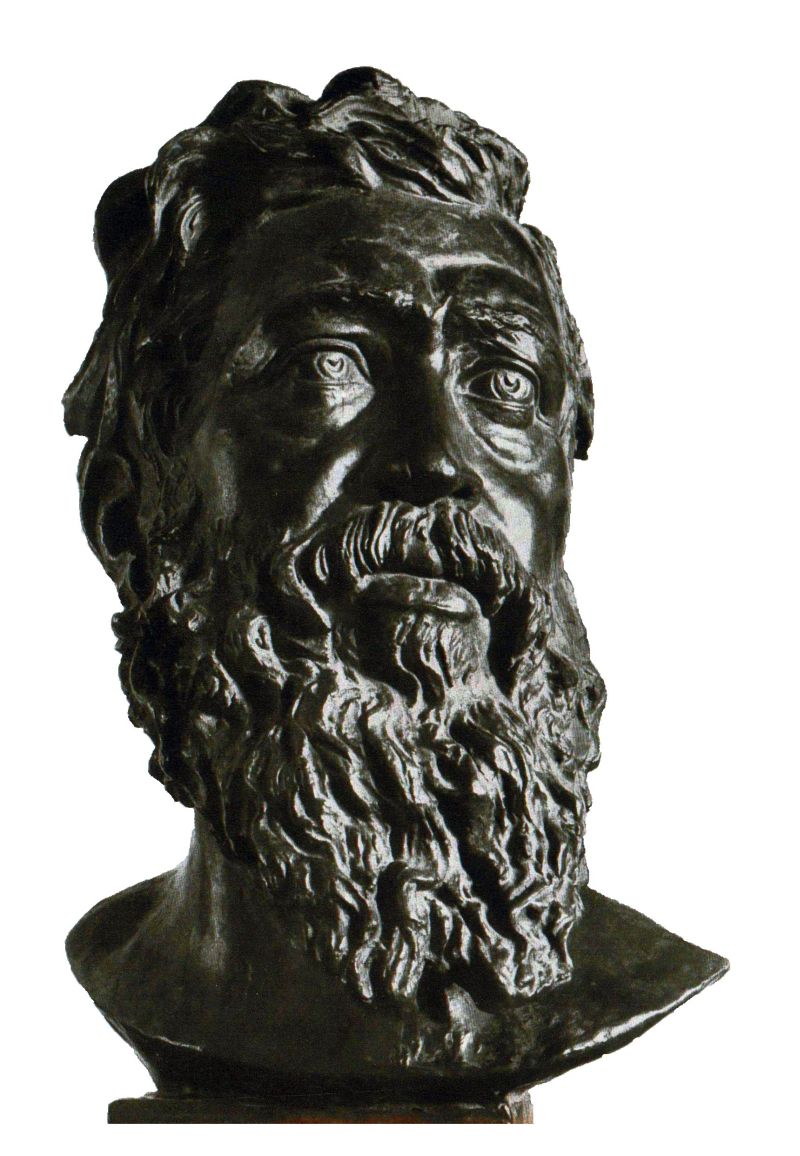
Cap de bătrân
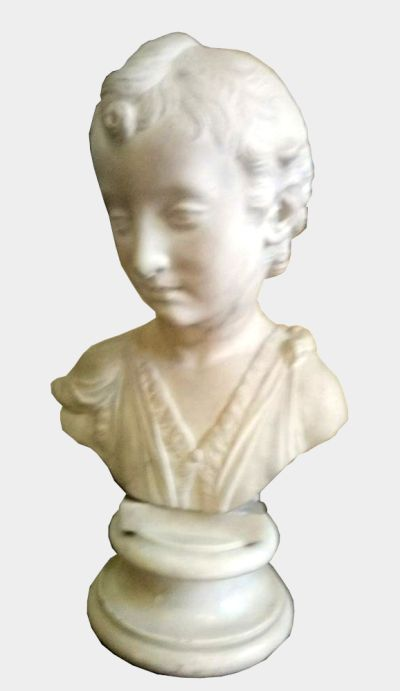
Ioan Botezătorul
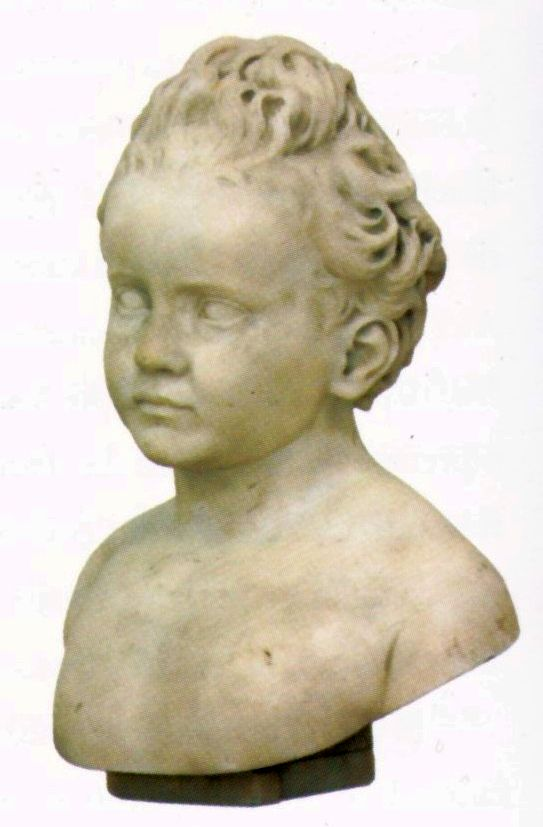
Principesa Maria

### Galerie de studii anatomice și de perspectivă
Karl Storck avea o familie numeroasă și o leafă de 295,83 lei, ca urmare a fost nevoit să accepte fel și fel de comenzi, unele dintre ele fiind mai degrabă de meșteșugar, așa cum era mobilierul sculptat în lem și poleit destinat bisericilor sau scările din marmură destinate unor edificii. El le-a executat pe toate urmărind conceptul existent în secolul al XIX-lea care spunea că arta se contopea adesea cu meșteșugul artizanului.

Lucrări din Mapa - Zaeichen Mappe des Karl Storck
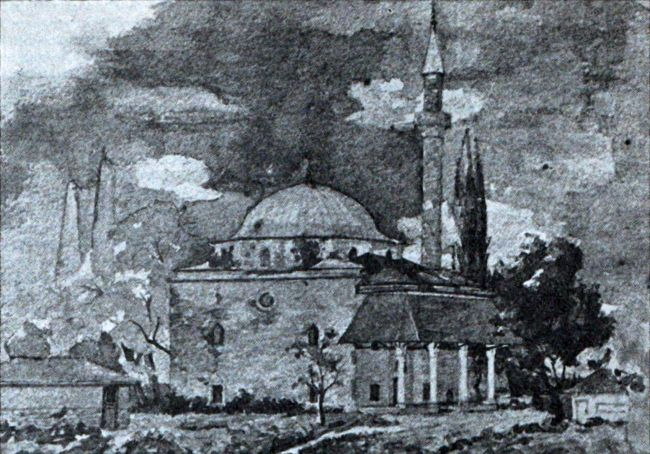
Moschee (acuarelă)
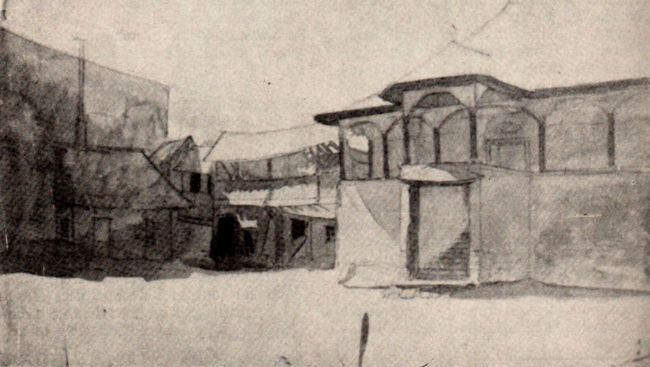
Peisaj urban
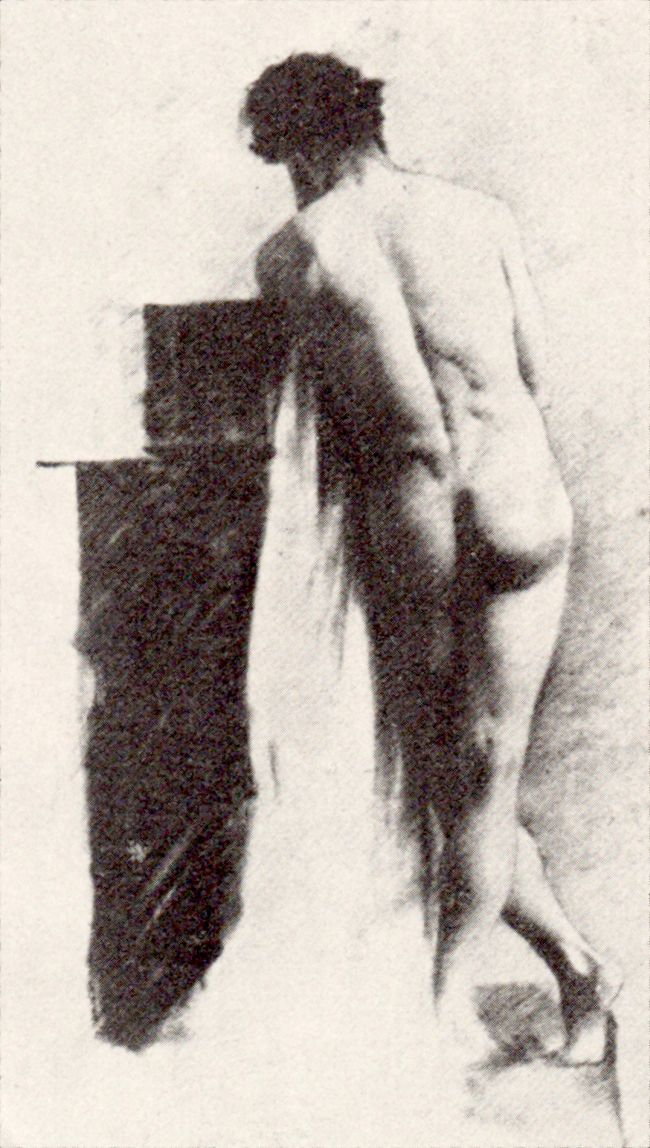
Studiu anatomic
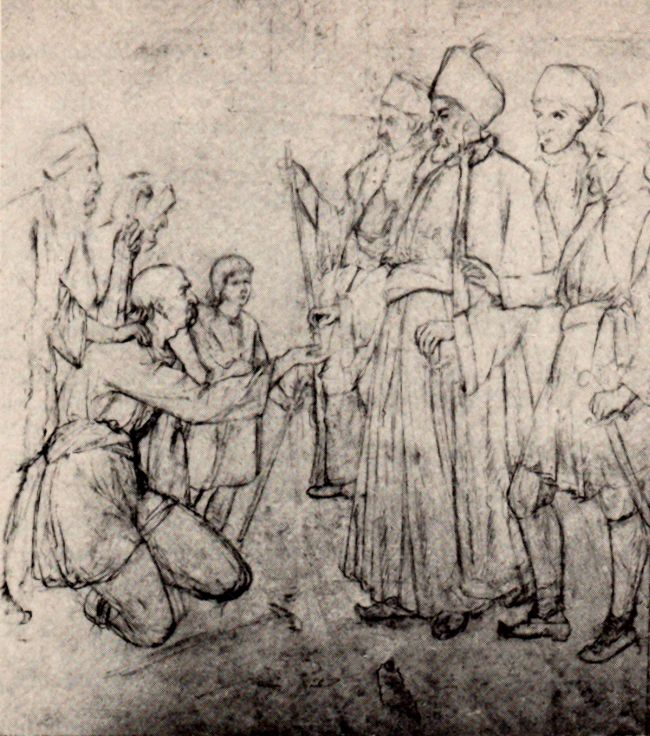
Studiu pentru compoziție istorică
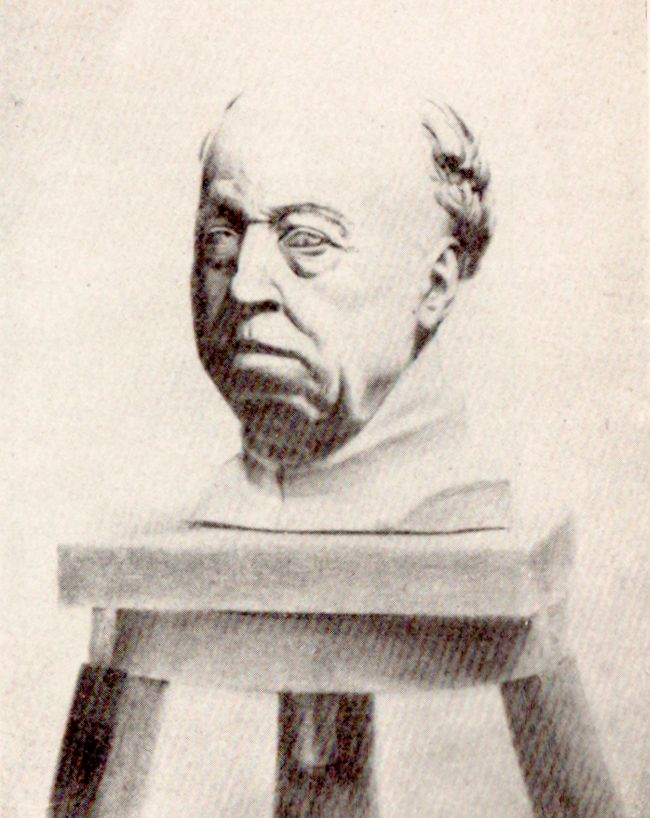
Desen după bustul unui bărbat
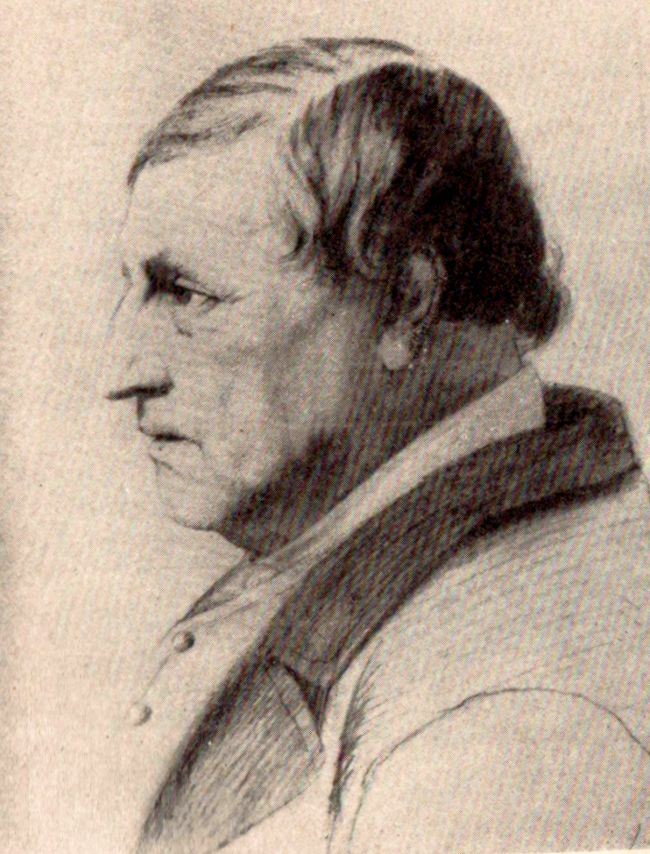
Profil de bătrân

În deceniul al șaselea al secolului al XX-lea, a fost descoperit în arhiva Școlii de Belle Arte un dosar, o mapă, Zaeichen Mappe des Karl Storck,a lui Karl Storck. În ea s-au descoperit numeroase documente, peste o sută, schițe de mobilier sculptat, strane, scaune, mese, iconostase, dulapuri, scări de marmură ș.a.m.d, realizate de artist. Aceste preocupări nu sunt ceva deosebit ținând cont de obișnuințele acelor timpuri. Se știe că și Theodor Aman, care trecuse și el pe la școlile pariziene, avea preocupări de acest fel. În această mapă s-au mai găsit planuri și studii, proiecte ale unor compoziții, profiluri, portrete, acuarele cu peisaje citadine, lucruri care relevă un artist cu preocupări multilaterale. Același lucruri reflectă și bogata bibliotecă în care se regăseau opere complete ale unor autori ca Ovidiu, Shakespeare, clasici greci și romani. În plus de toate acestea, biblioteca avea și cărți de artă, știință și literatură care dau posterității o imagine a unui om cu o largă deschidere culturală și sete de cunoaștere.

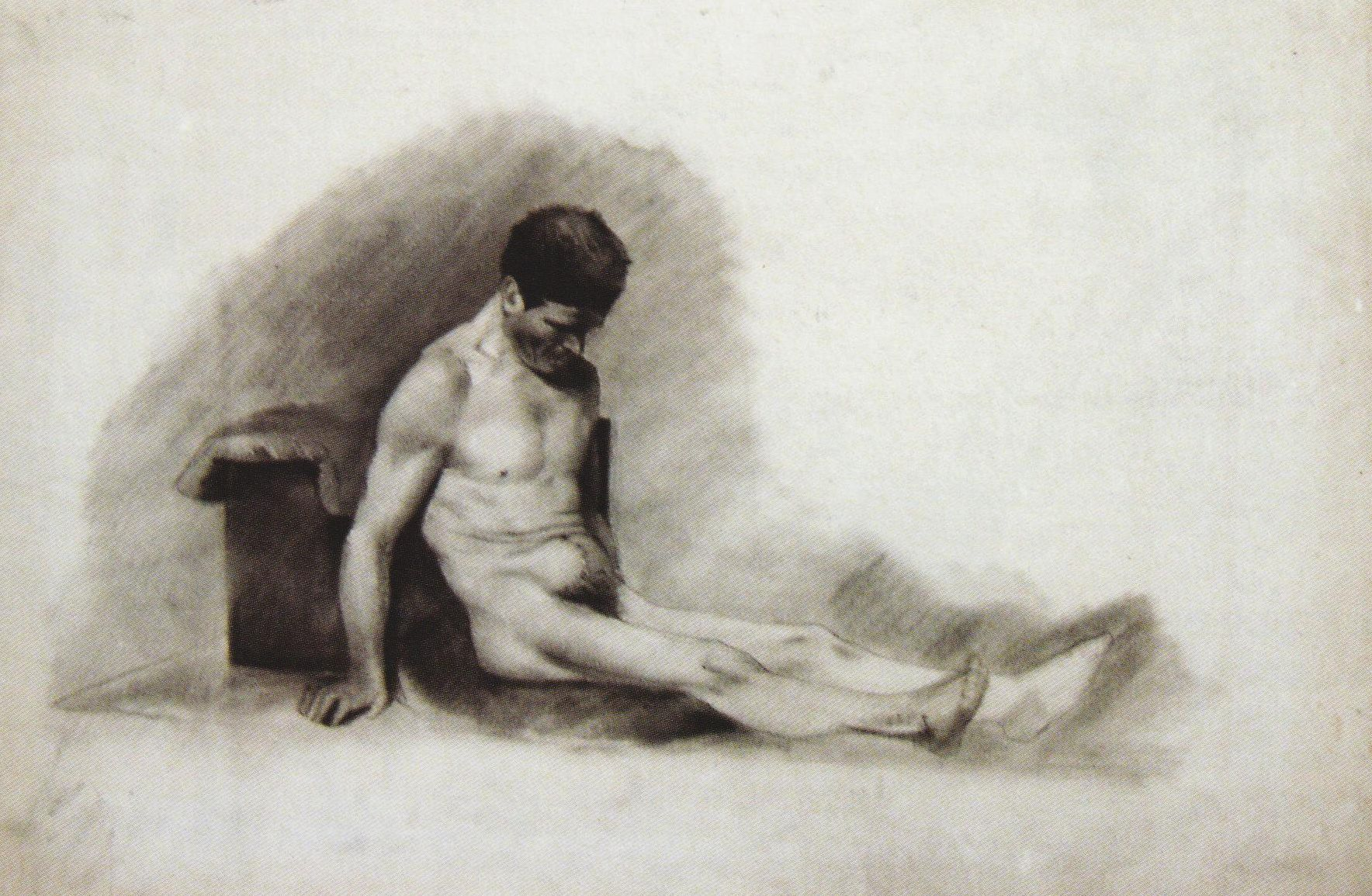
Bărbat nud așezat
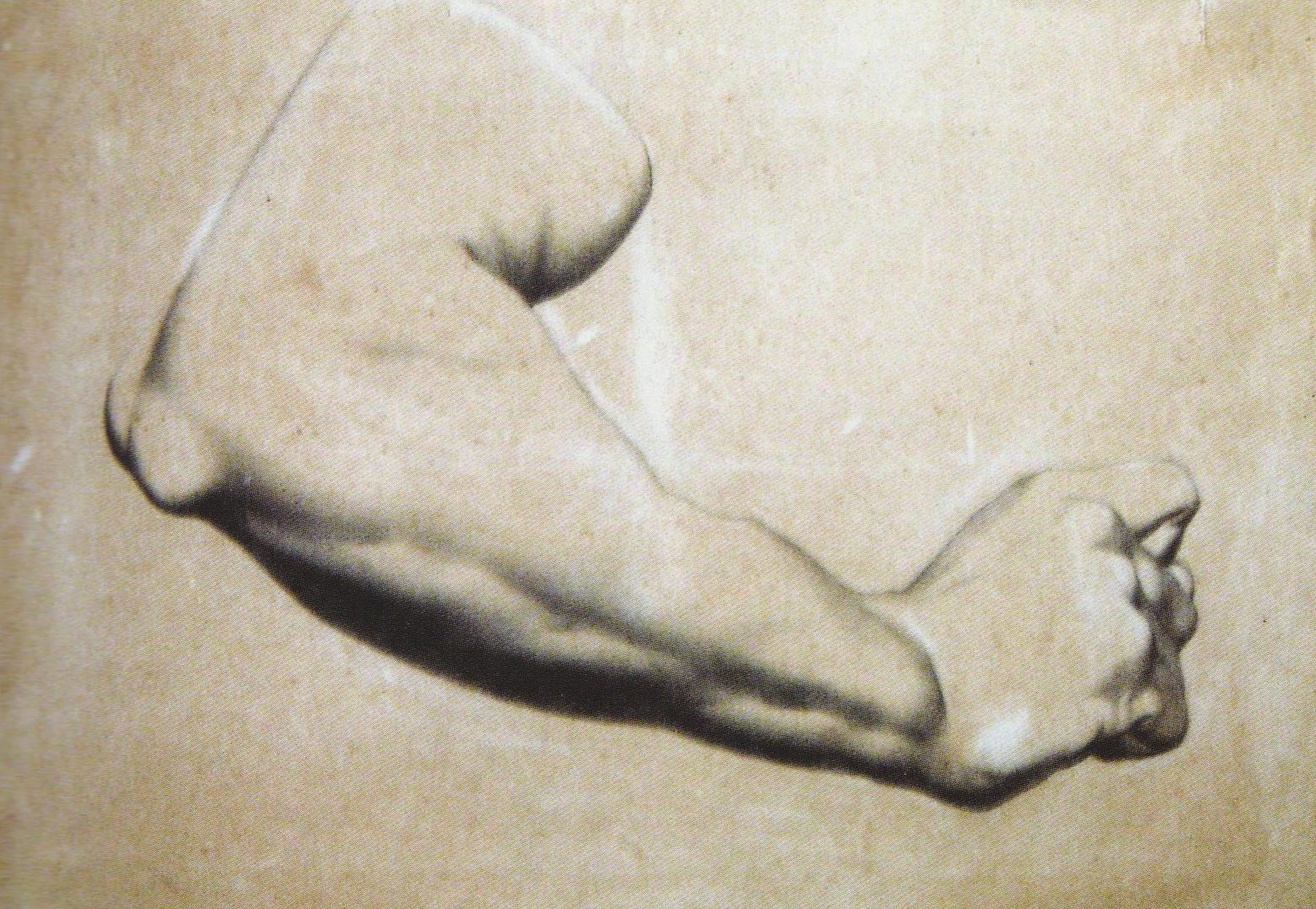
Studiu de antebraț
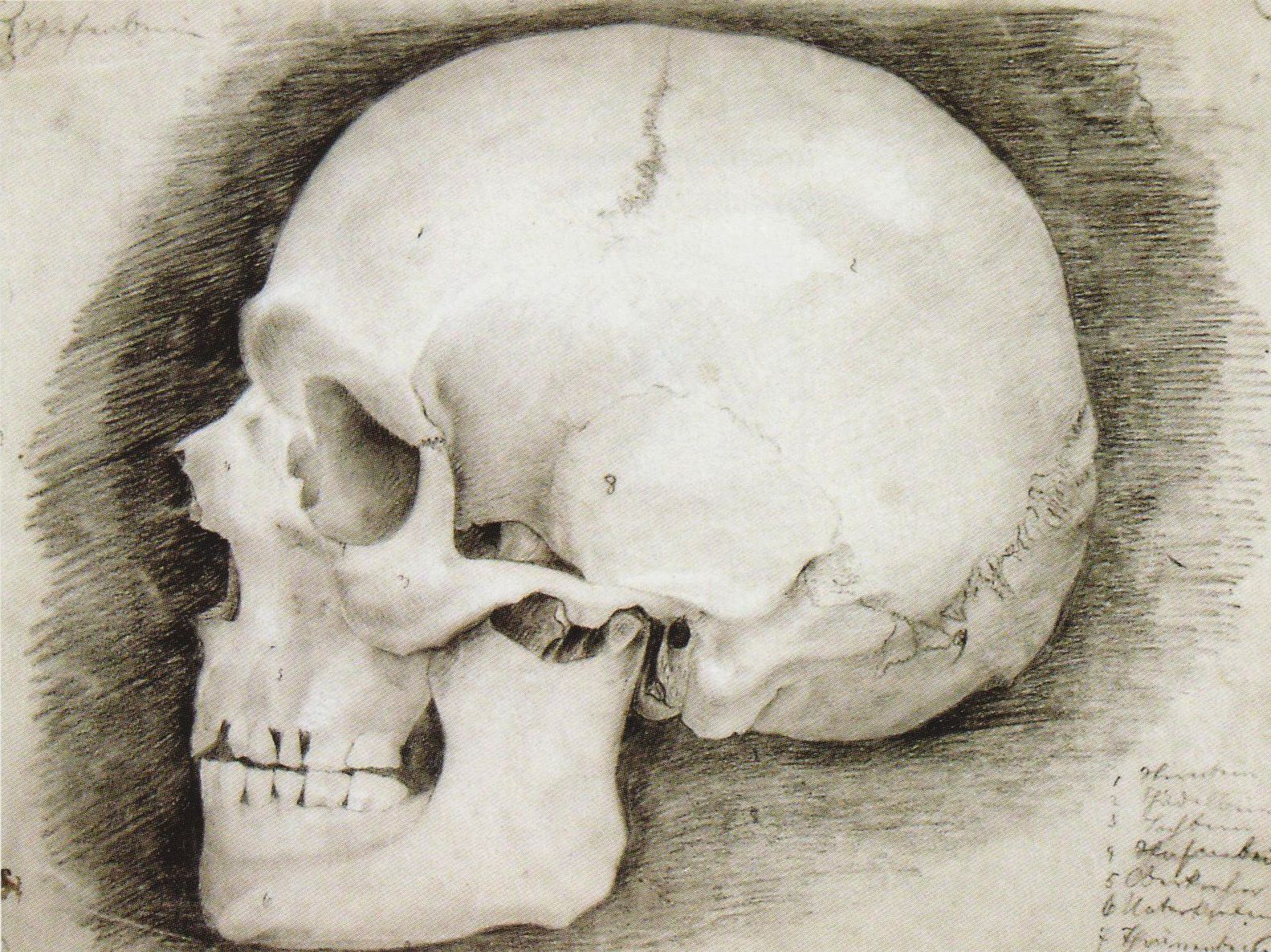
Studiu de craniu
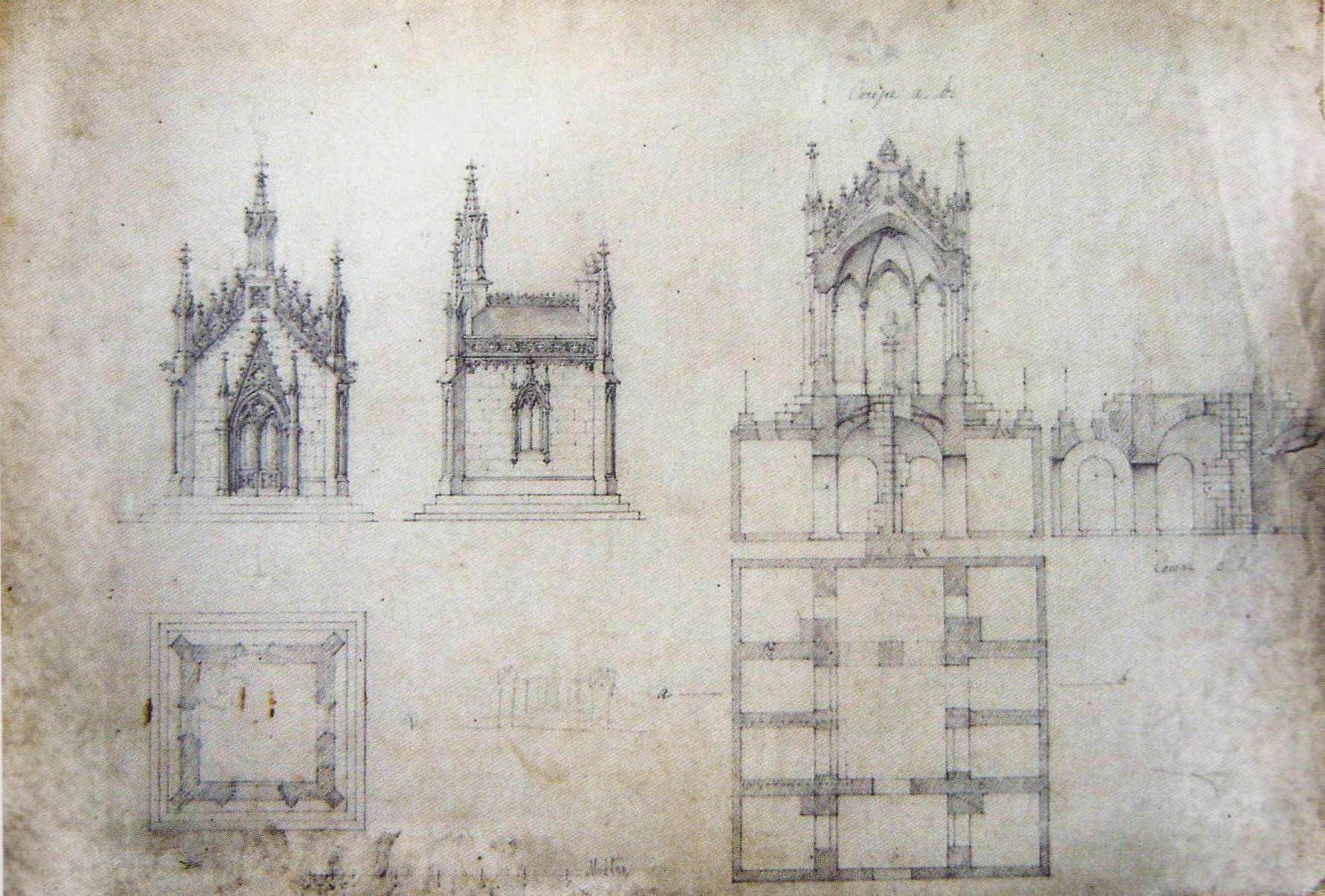
Studiu de arhitectură
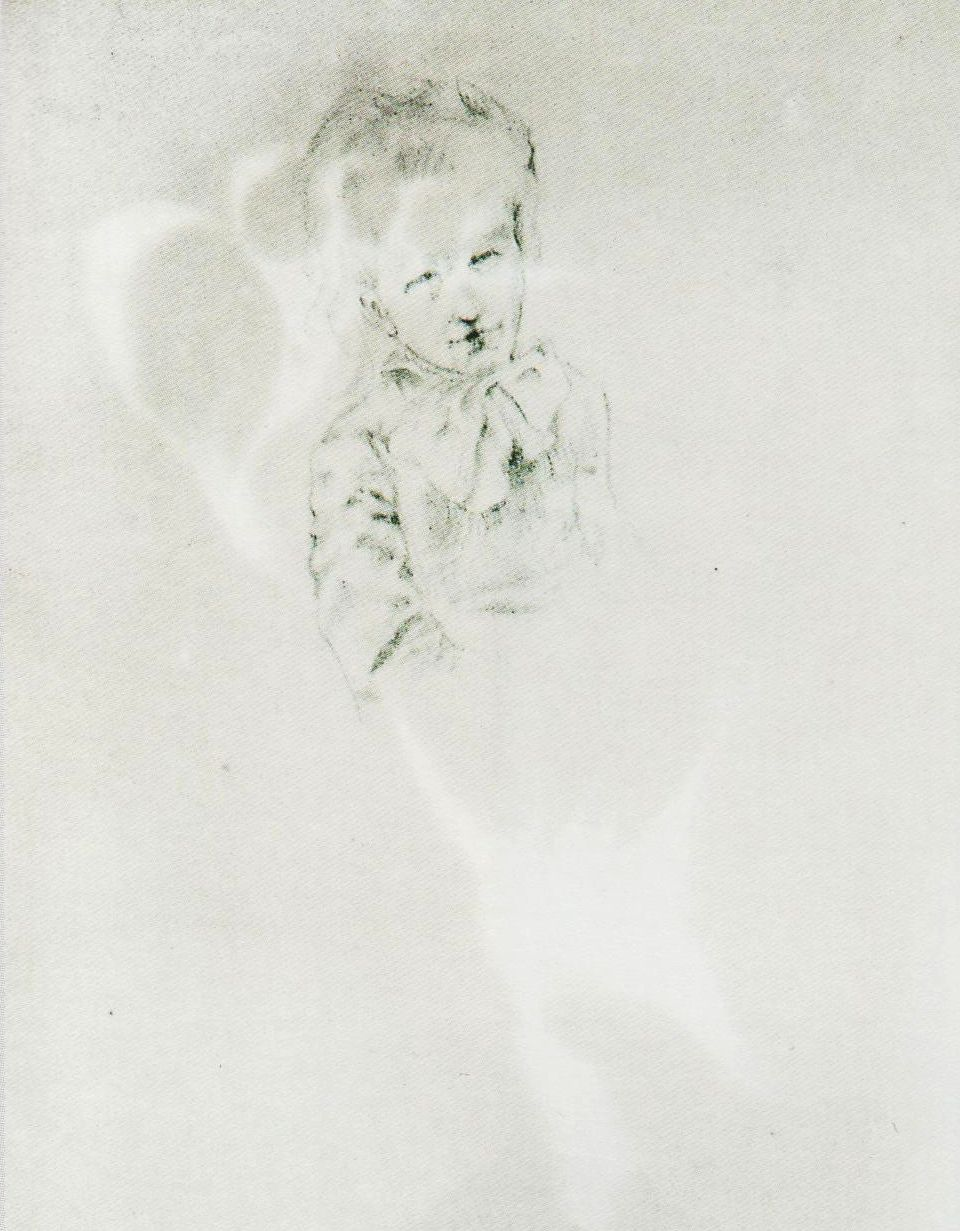
Studiu de față
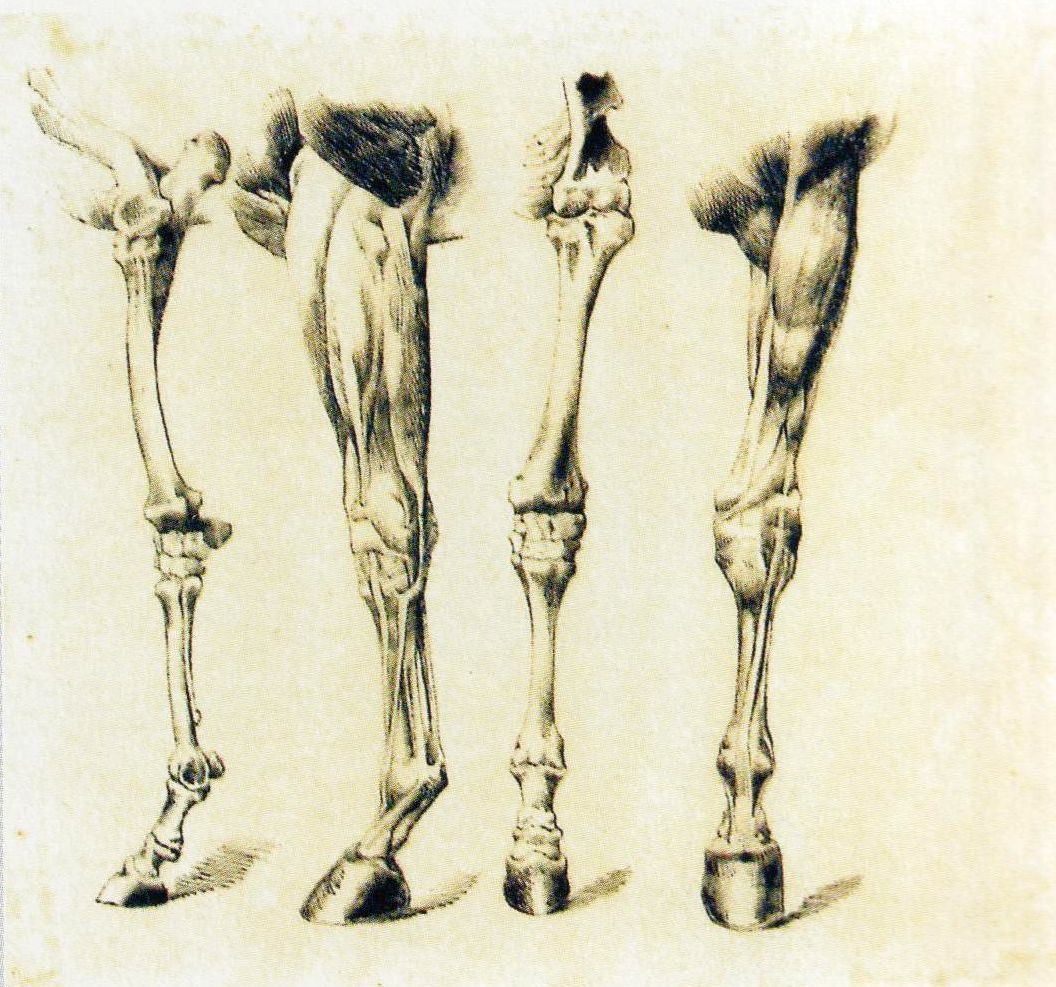
Studiu de picioare de cai
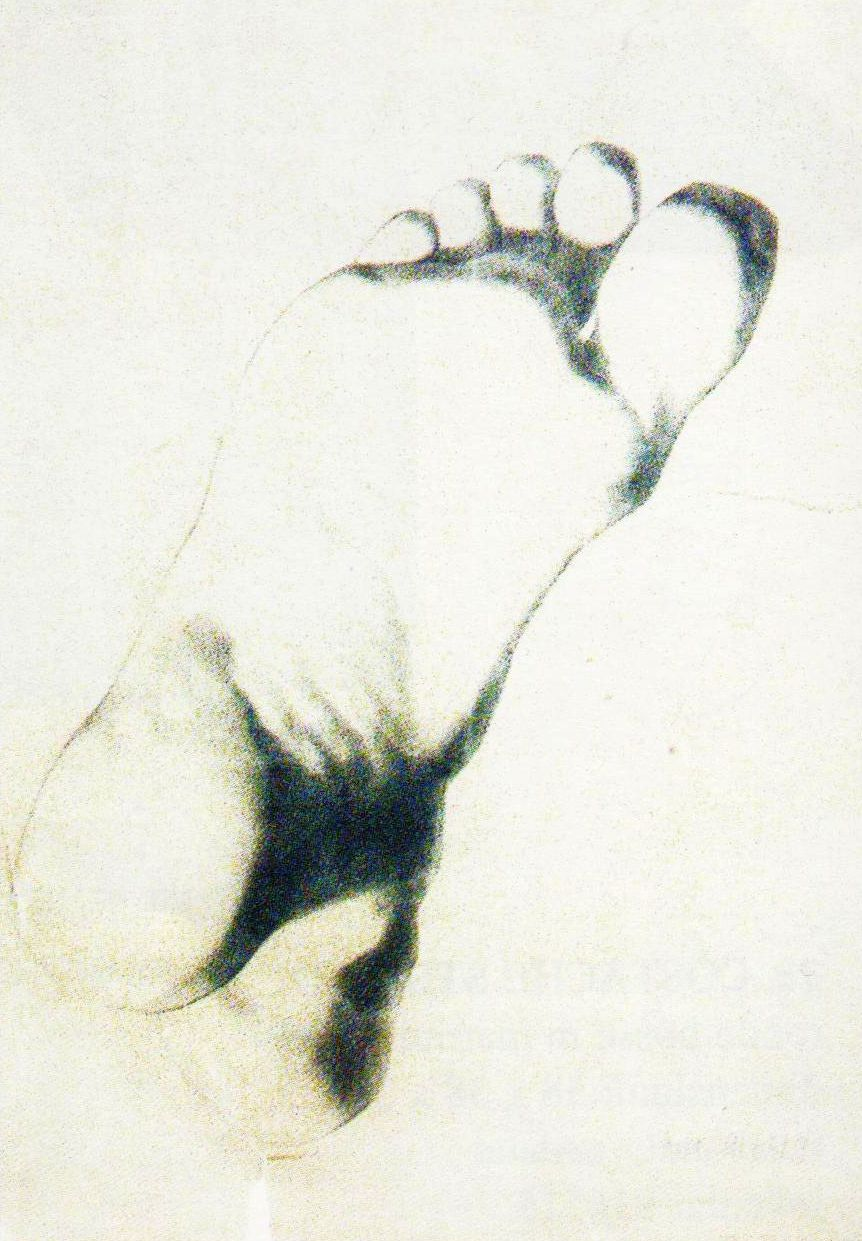
Studiu de talpă
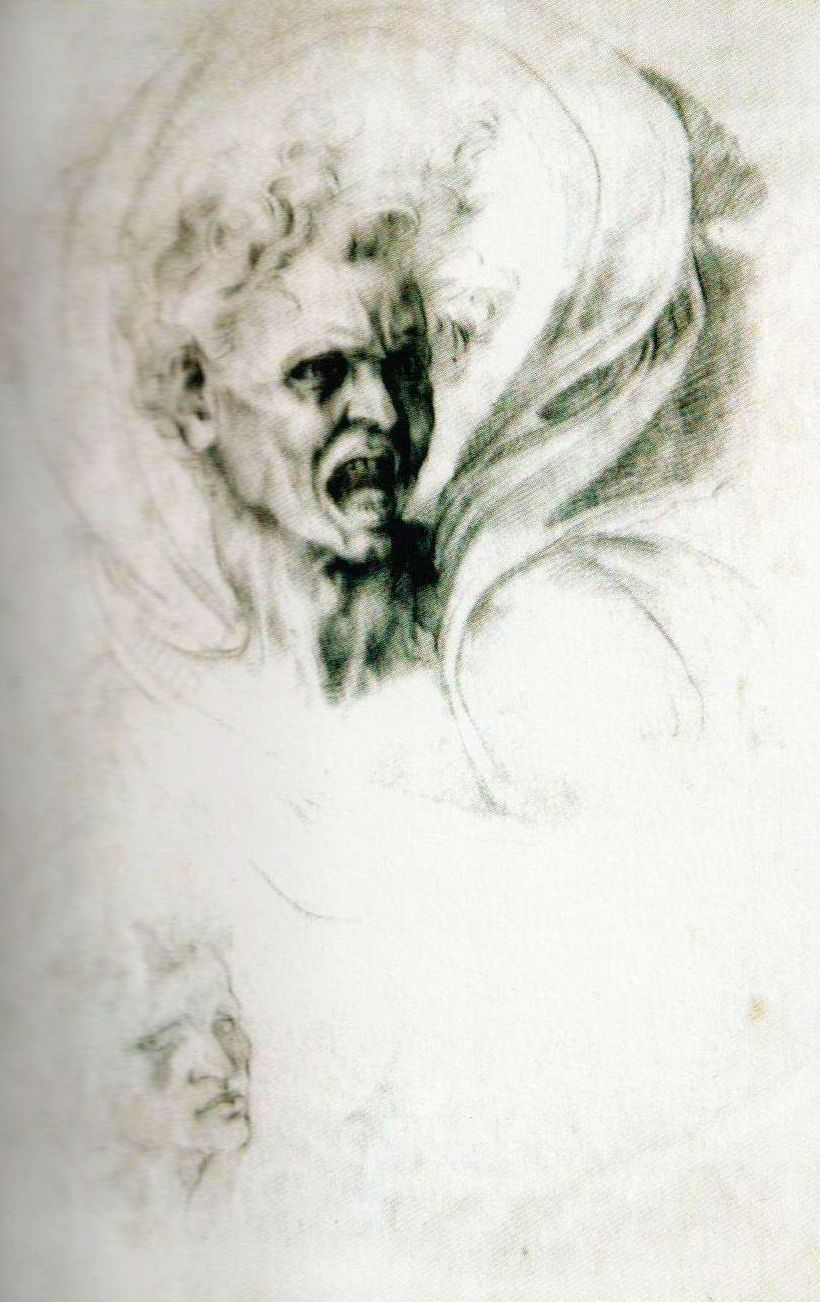
Studiu după Michelangelo

### Sculptură comemorativă

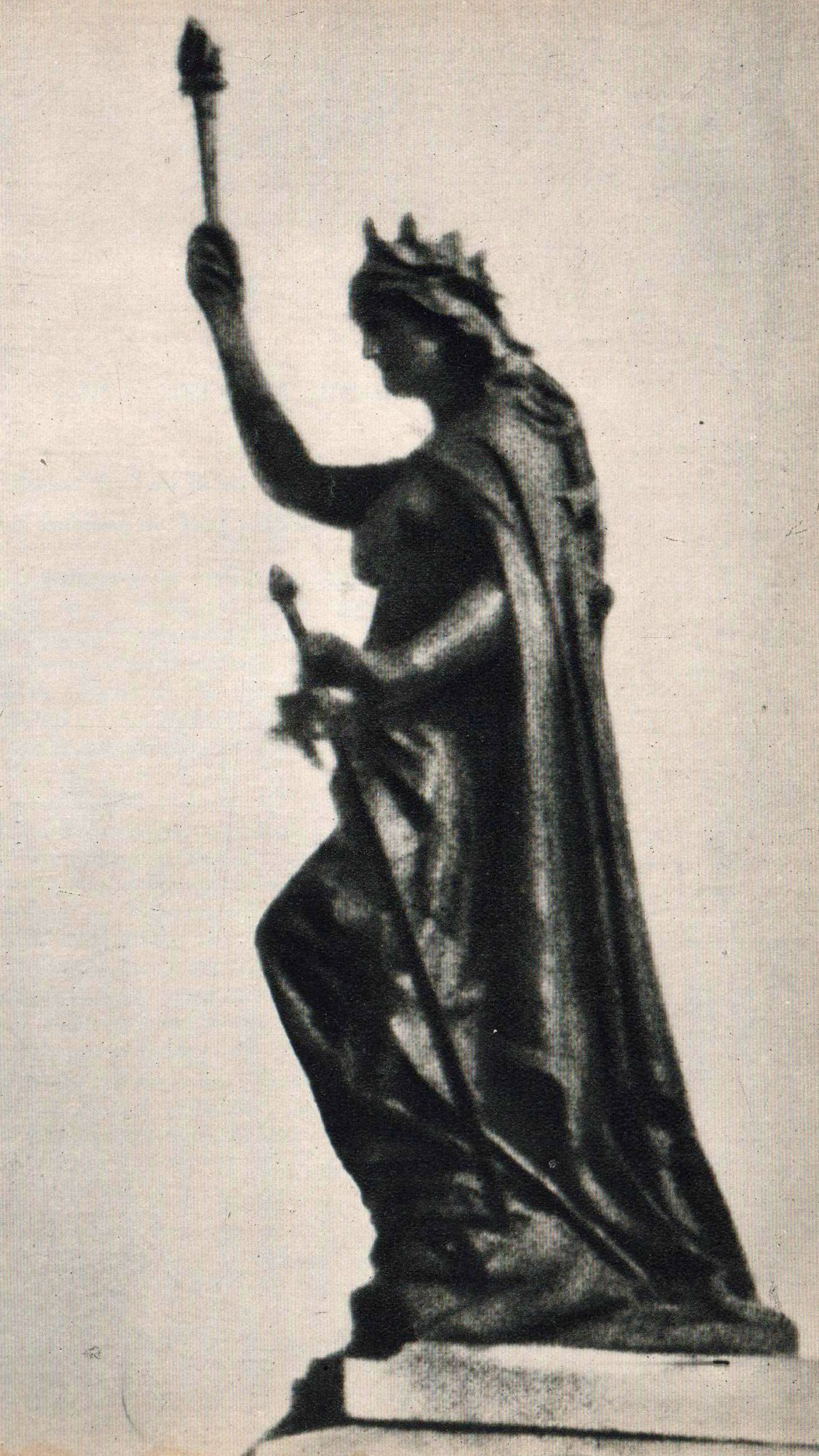
Monumentul de la Rahova

În ultimii ani de viață, Karl Storck s-a ocupat de realizarea unor monumente comemorative pentru localitățile unde armata română a purtat bătălii în Războiul pentru Independență din 1877. Pentru a-și îndeplini dezideratul, el a făcut mai multe călătorii în Bulgaria și a studiat locurile unde urmau să se ridice viitoarele lucrări monumentale. Astfel, Karl Storck a realizat proiectul pentru monumentul de la Grivița ridicat în anul 1885, care era o capelă în stil bizantin. La Rahova și la Vidin s-au înălțat în 1886 două coloane de granit în lungime de nouă metri. Acestea aveau în vârful lor statui alegorice ce simbolizau România. Alegoriile erau întrupate într-o femeie cu pieptul plin de zale care ținea într-o mână sabia și în cealaltă flacăra progresului.
Pentru realizarea monumentelor de la Vidin și Rahova, a fost ajutat de fiul său Carol Storck. Ambele lucrări au fost distruse de armata bulgară în timpul primului război mondial. Ele au fost prima încercare de turnare în bronz, în România, a unei statui. Pentru acest demers, Karl Storck a invitat la București pe un specialist din Germania, însă Storck a fost cel care a supravegheat întreaga operațiune. La prima încercare s-a înregistrat o nereușită. De abia la a treia încercare care s-a făcut în curtea unui turnător de clopote au înregistrat primul succes. Al doilea exemplar al statuii, a fost turnat la Viena. Bronzul necesar turnării statuilor a fost furnizat de Arsenalul Armatei, care a donat cele două tone de metal necesar. Bronzul a provenit de la tunurile luate ca trofee de la turci după încheierea ostilităților.

### Sculptură funerară

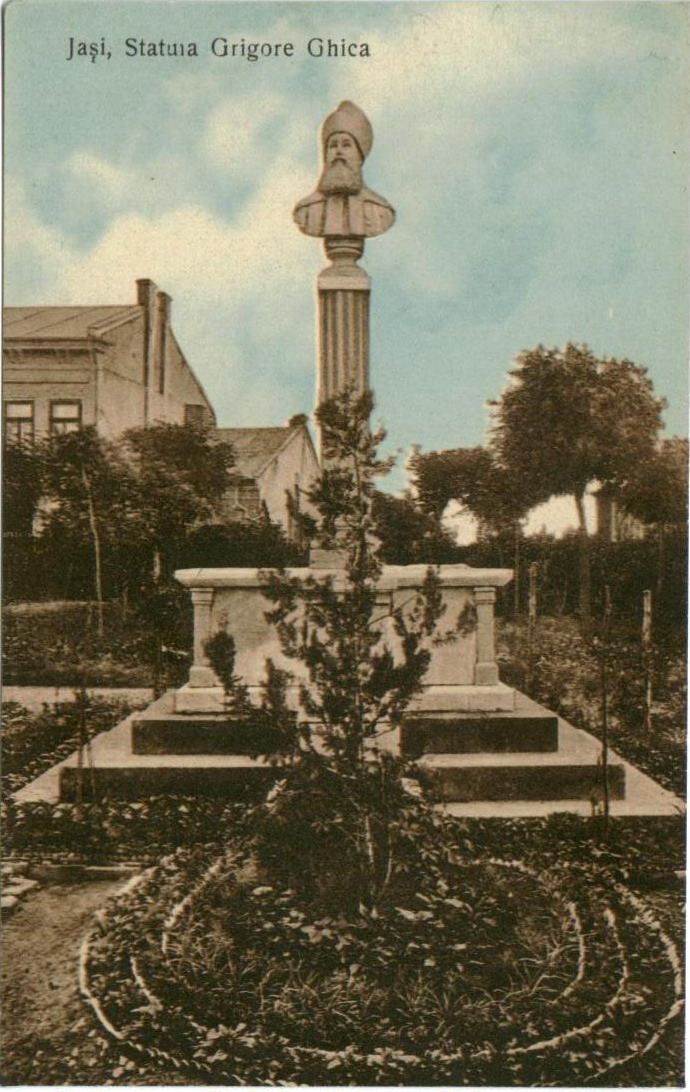
Monumentul lui Grigore Ghica al III-lea din Iași. Ilustrată de epocă. Se observă bustul anterior al domnitorului, diferit de cel actual.

Una din activitățile demne de luat în seamă pe care Karl Storck le-a făcut pe parcursul carierei sale artistice, a fost consacrată sculpturii funerare. Nivelul lucrărilor de acest gen pe care le-a realizat depășește nivelul unor lucrări similare care au fost aduse din străinătate. Relevante pentru această activitate sunt Monumentul lui Grigore Ghica al III-lea din Iași, monumentul generalului Solomon de la Mănăstirea Plumbuita și monumentul familiei Scarlat Pascal de la Cimitirul Bellu realizat în 1865, care este o alegorie neoclasică specifică secolului al XIX-lea, etc. În alegorie este înfățișată o femeie cu aripi care ține în brațe un copil. Doi îngeri într-un ritm compozițional reușit priveghează mormântul. Aceștia sunt tratați cu realism și par degrabă copii, ținând cont de carnația ce pare potrivită unei astfel de vârste. La baza lui, monumentului are o friză cu un grup de copii care  împletesc o ghirlandă de flori, conform gustului predominant al acelei epoci.
Artistul german a lăsat posterității desene pentru monumente funerare de o minuțiozitate remarcabilă, desene în care s-a ocupat inclusiv de orfevrărie și arhitectură. Pentru Cimitirul Bellu din București a executat cel puțin cincizeci de lucrări funerare. Exceptând lucrările din piatră pe care le făcea în propriul atelier, Storck și-a organizat și un atelier separat pentru realizarea lucrărilor în tehnica lemnului. El și-a realizat propriile desene și proiecte pentru lucrările pe care le-a făcut pentru stranele de lemn în stil bizantin sau a tâmplelor de la Biserica Antim, Elena Doamna, Pantelimon, Șelari, Clejani, Viforâta și Ghighiu.
Karl Storck a făcut lucrări de artă decorativă și arhitectură, care nu sunt separate de sculptura propriu-zisă. Așa sunt scările de la Ateneul Român, scara din marmură de la vechiul palat regal, scara cu balustradă traforată de la Palatul Știrbei de la Buftea, un cavou tot la Buftea, planurile pentru capela funerară Xanto a cavoului familiei Slătineanu din București etc. În anul 1886, sculptorul arealizat monumentul funerar al familiei Aman din Craiova. Statuile pentru acest monument au fost modelat la mărimea naturală de Carol Storck și transpunerea în marmură de Karl Teutsch, cel care a deslușit meseria în atelierul lui Karl Storck de la cioplitorii italieni. Este de menționat că monumentul funerar al familiei Aman de la Craiova este una dintre cele mai importante lucrări al acestui gen și ultimul pe care l-a realizat Karl Storck.
În 23 februarie 1873, Direcțiunea generală a Teatrelor care aparținea de Ministerul Cultelor și al Instrucțiunii Publice, a transmis o adresă nr. 120 prin care l-a anunțat pe artist că în ședința din 11 februarie, comitetul Teatrului Național a votat realizarea unui bust din marmură al artistei Matilda Maria Pascaly care urma să fie depus la mormântul de la Cimitirul Bellu. Contravaloarea bustului intra în fondul de cheltuieli al teatrului. În acest sens, Karl Storck era invitat să se prezinte în 24 februarie la cancelaria teatrului pentru a i se încredința executarea bustului funerar care „... să symbatisese oare cum pentru viitorime, prin portretul seu Comediea în care a escelat în cariera sa”. Adresa era semnată de Constantin I. Stăncescu.

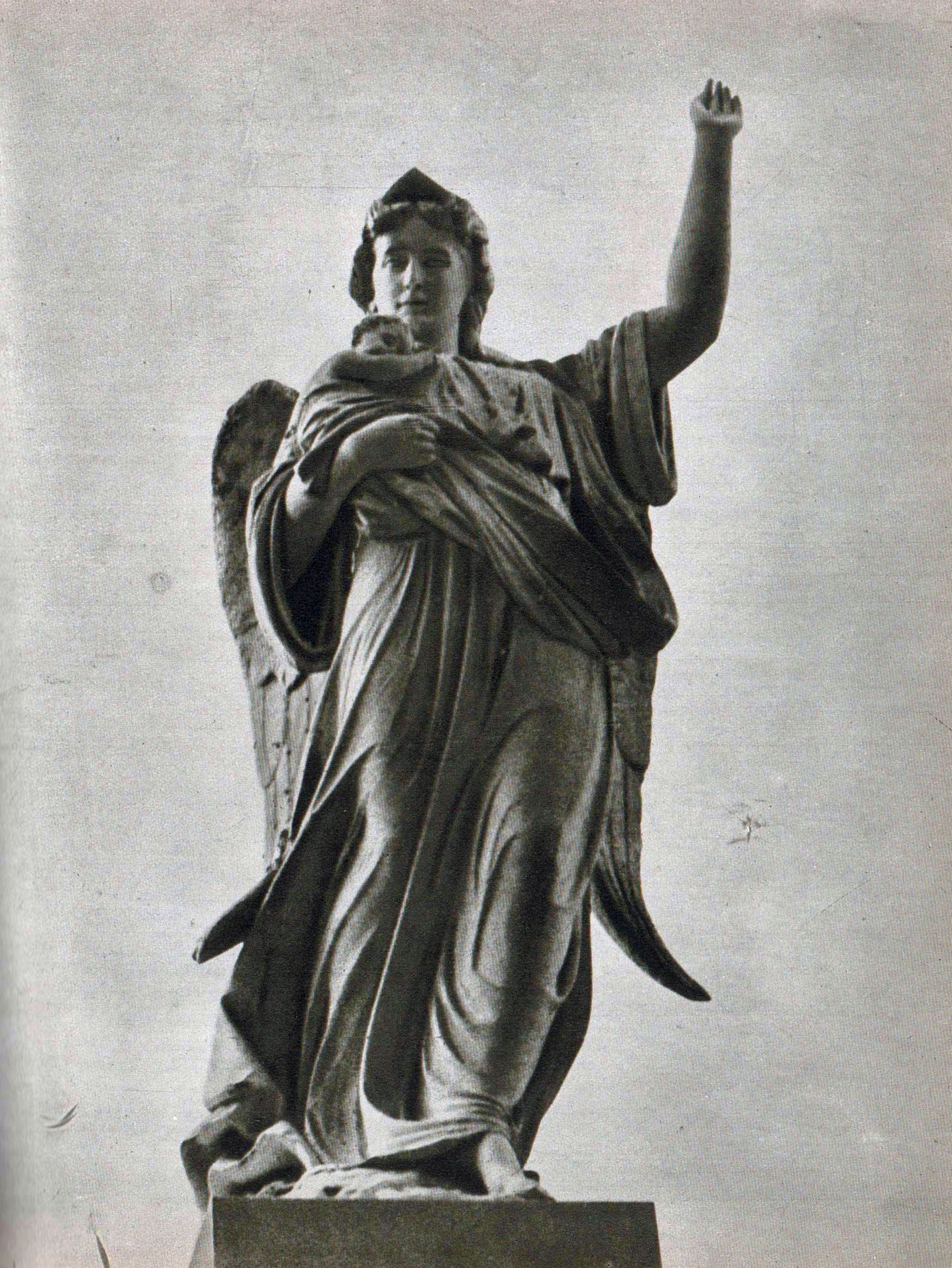
Monument funerar al familiei Scarlat Pascal (detaliu 1)
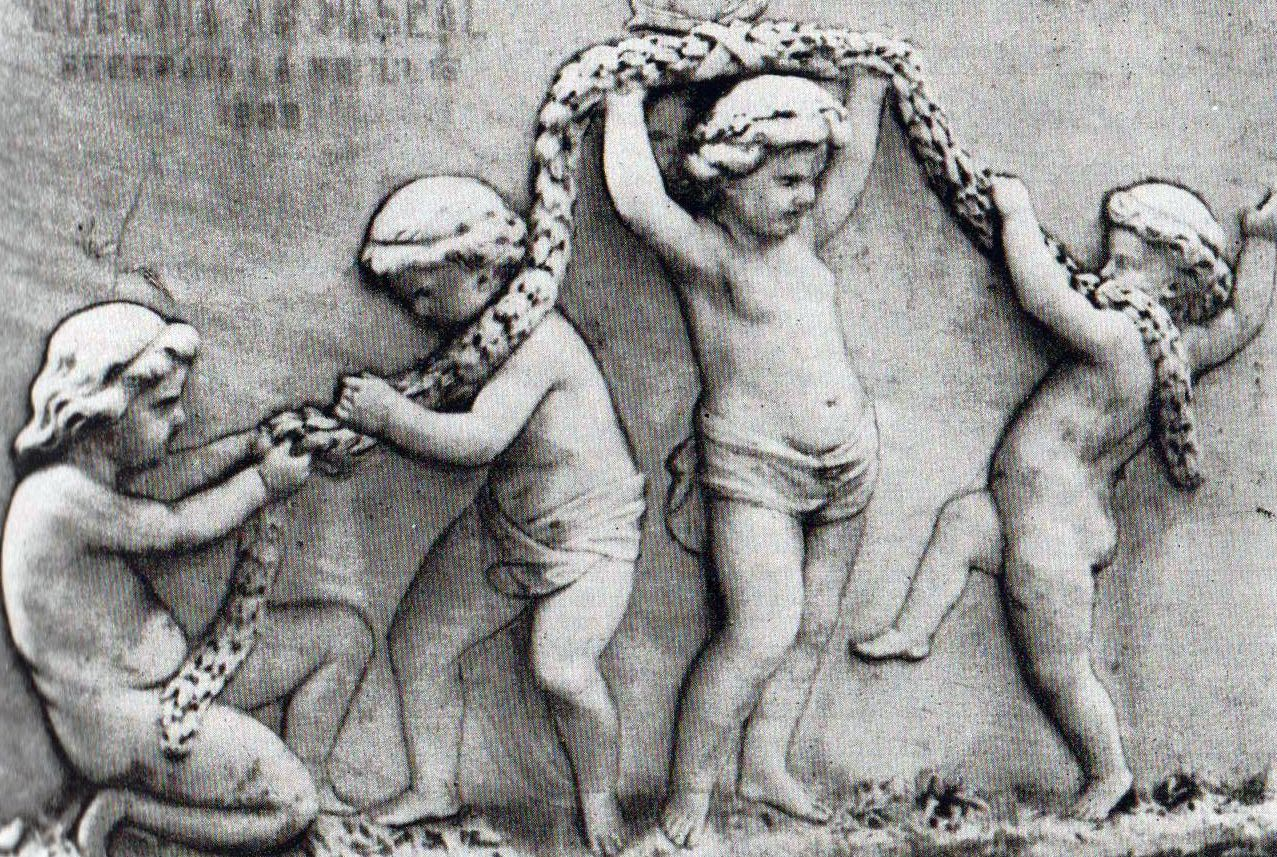
... (detaliu 2)
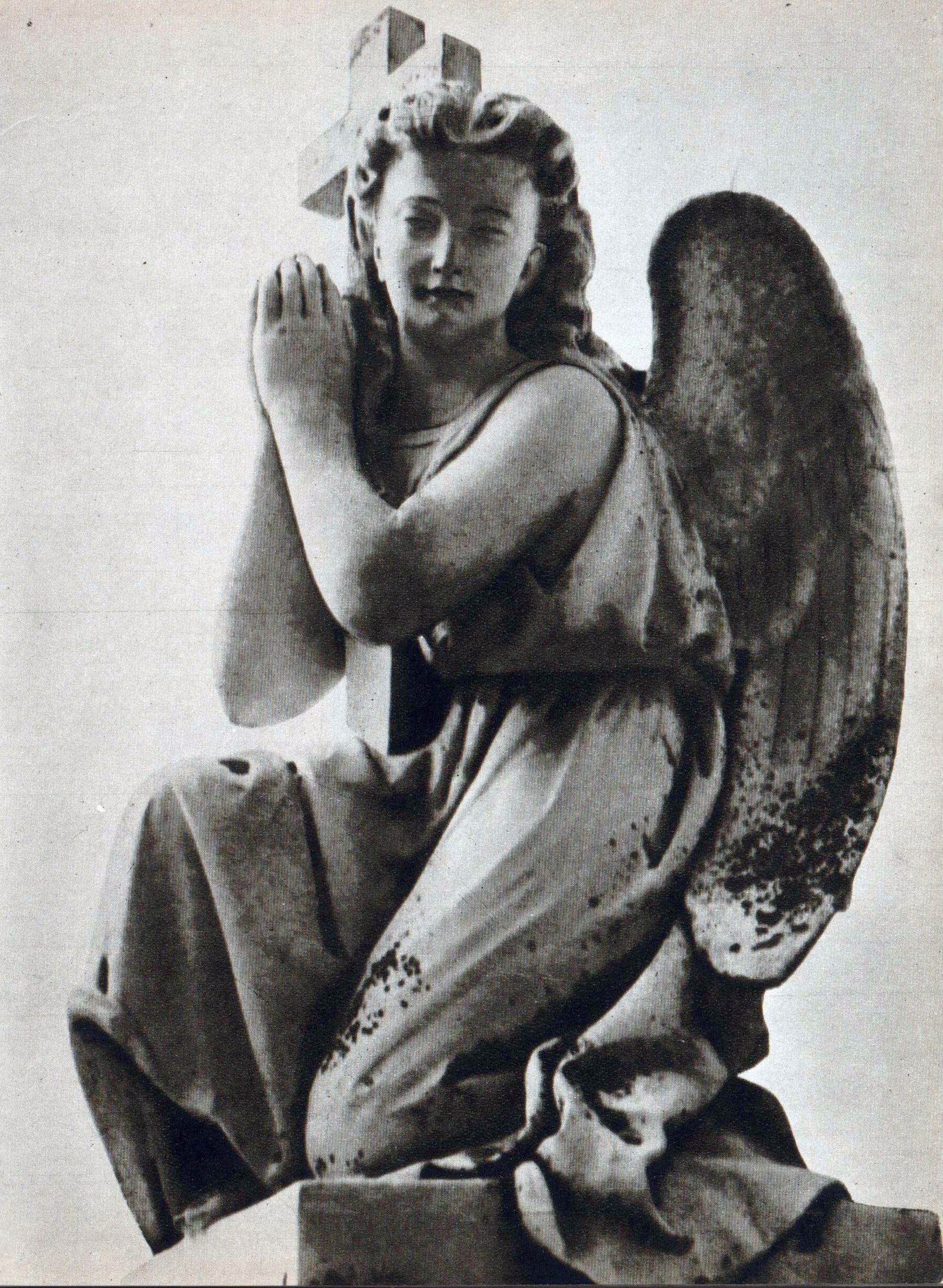
... (detaliu 3)
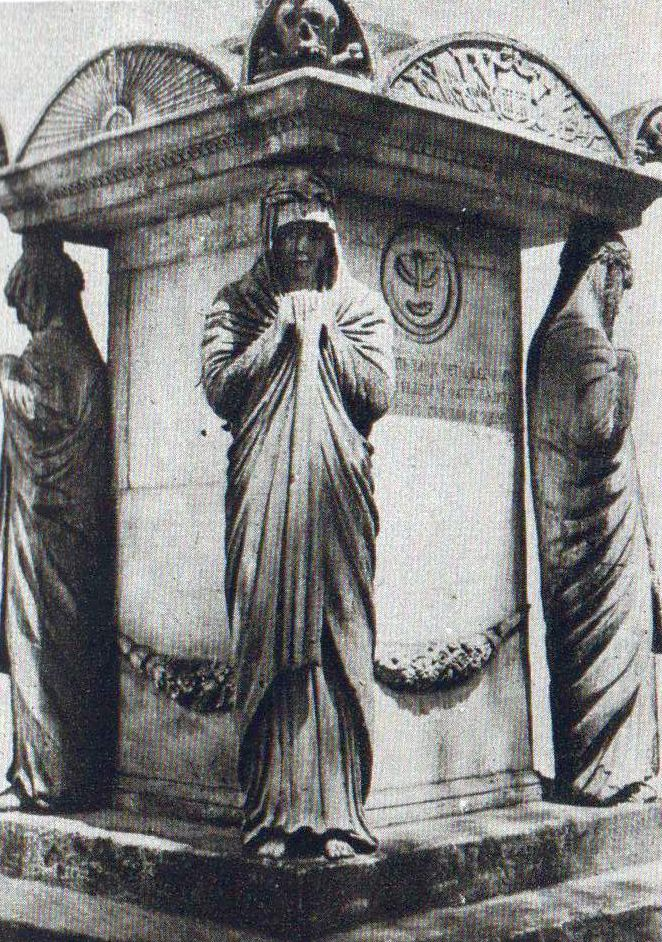
Monument funerar al domnitorului Ghica

În anul 1875, artistul a realizat monumentul funerar al lui Dimitrie Florescu din Cimitirul bellu, fig. 12, nr. 4.
Karl Storck a semnat în 16 ianuarie 1877 contractul în limba franceză cu arhitectul Paul Gottereau prin care se obliga să realizeze părțile care erau vizibile ale monumentului familiei Asachi. Totul trebuia făcut din marmură de Carrara, respectiv opt pilaștri și fețele dintre ei, interiorul capelei, un piedestal pentru bust și domul cupolei. Din granit de Triest trebuiau făcute secțiunile transversale, baza grilei și cei opt pilaștri ai grilei înconjurătoare. Primul soclu de la pământ s-a făcut din piatră de Pietroasa, precum și scara care coboară la cavou. Pardoseala urma executată cu plăci pătrate din marmură albă și neagră. Prețul contractului a fost de 33.500 franci, cu plata în rate. Lucrările urmau să fie demarate la 1 iulie și termenul de execuție nu trebuia să depășească sfârșitul lunii octombrie. Cum România era în plin Război de Independență în anul 1877, vasele de transport aveau restricții de circulație pe Marea Neagră, așa încât Storck nu a avut achiziționate la timp toate materialele necesare edificării. Din aceast motiv contractul s-a prelungit atât cât a fost necesar pentru aprovizionare.
Conform cerințelor comanditarilor, lucrările funerare ale lui Karl Storck sunt amanetate realismului. Acest lucru reiese din contractele pe care artistul le-a încheiat. Așa este și contractul pentru executarea unui bust al lui Costache Negri, semnat în 1 aprilie 1881. Sculptura trebuia făcută după fotografii și după un portret în ulei al defunctului, chipul rezultat trebuind să semene cât mai exact cu modelul. Aceleași clauze contractuale sunt relevate și de contractul din 24 iunie 1881 cu realizarea busturilor fraților Nicolae, Ștefan și Alexandru Golescu.

### Lucrări de restaurare

#### Biserica episcopală de la Curtea de Argeș
Karl Storck prin tot ce a făcut în meseria sa până în anul 1879, a căpătat un prestigiu deosebit. Ca urmare, în 1879, Ministerul Cultelor și Instrucțiunii Publice l-a desemnat pe artist ca membru într-o comisie înființată pentru recepționarea lucrărilor de restaurare conduse de francezul André Lecomte du Noüy la biserica episcopală de la Curtea de Argeș. Din comisie mai făceau parte arhitectul Alexandru Săvulescu, economistul Theodor Ștefănescu, director general al ministerului, și pictorul Theodor Aman. Raportul pe care l-a emis comisia de recepție, conține o enumerare a lucrărilor efectuate până atunci și o critică acerbă a modului în care s-a făcut restaurarea.
Comisia a menționat în raport că singurul specialist pentru lucrările de restaurare în domeniul sculpturii era Karl Storck. Din acest motiv, raportul comisiei a devenit un document important cu privire la părerile sculptorului Storck și a modului în care André Lecomte du Noüy a realizat lucrările de restaurare.

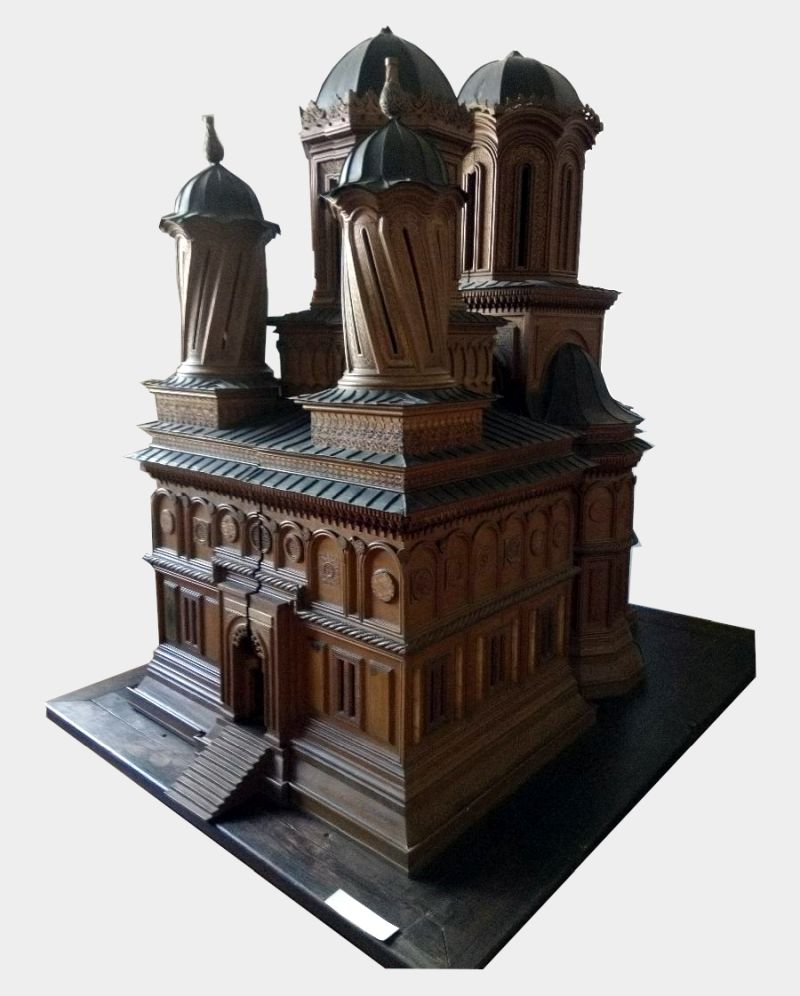
(122x220x230cm, din tei și mesteacăn)La mijlocul secolului al XIX-lea, sculptura în lemn se făcea doar întâmplător. Karl Storck a fost primul sculptor român despre care se știe că a încercat și chiar a și reușit tot felul de experiențe. Ținând cont de conștinciozitatea de care a dat dovadă, el a făcut tot felul de releveuri și desene proprii. A executat o machetă din lemn a bisericii domnești de la Curtea de Argeș mai înainte ca ea, construită la începutul secolului al XVI-lea, să fie pângărită de gustul dubios al arhitectului francez André Lecomte du Noüy. Având o minuțiozitate de bijutier, meserie pe care chiar a practicat-o în trecut, Karl Storck a reconstituit cu mare probitate și răbdare biserica domnească, rezultatul final fiind un adevărat giuvaer care s-a păstrat până în contemporaneitate.

Privitor la lucrările de restaurare a sculpturilor de la biserica episcopală, s-a constatat că ele au fost imitate cu acuratețe și fidelitate după modelele vechi, dar au fost introduse modificări de du Noüy. Adausurile au fost considerate a fi regretabile menționându-se că „... în restaurări nu este permis să se facă cea mai mică inovațiune, fiindcă aceasta alteră caracterul primitiv al operei, și aduce anomalii în mersul regulat al istoriei artei.” Toate ornamentele pe care Lecomte le-a adăugat la acoperișul cupolei, nu existau înainte, au fost considerate lipsite de puritatea și mișcarea grațioasă care caracterizează restul ornamentației, totul dând impresia de o construcție greioaie, neadecvată. În plus de asta, crucile au fost aurite defectuos, ele nefiind făcute la foc, fapt care ducea iremediabil, în scurt timp, la spălarea lor. Datorită acestor comentarii critice, lui Karl Storck i-au fost recunoscute meritele sale de specialist giuvaergiu. André Lecomte du Noüy a recunoscut deficiențele constatate și a făcut demersurile de reaurire a crucilor conform metodologiei indicate.
La punctul numărul șase al raportului, criticile aduse de comisie au vizat balustrada realizată la suprafața solului, împrejurul cantharului și bisericii. Modul de execuție a balustradei restrângea vizibilitatea asupra soclului pe care era așezat monumentul, dând impresia de scurtare a postamentului. S-a spus în raport și despre posibilitatea ca iarna, ghețurile și zăpada de pe acoperiș să înfunde galeria, fapt care ar duce la prejudicii pe termen scurt asupra clădirii. Răspunsul lui Lecomte du Noüy era oarecum iritat, dar nu aducea vreo soluție de remediere a lucrărilor, ba mai mult l-a învinuit pe Storck spunând că soclul și postamentul sunt opera acestuia. Opinia lui Storck se află la câteva aliniate în josul raportului, acesta precizând că „... pietrele vechi nu trebuiau răzuite, cum a făcut Lecomte du Noüy, fiindcă umiditatea ce au pietrele când ies din carieră se evaporează și se formează la suprafața lor un strat cristalin de săruri calcare, care strat conservă foarte bine piatra și pe care răzuiala'l face să dispară. Afară de aceasta, tonul natural dat de timp este cel mai mare farmec ce poate avea un edificiu. Dacă diferența de ton agasa, ar fi fost permis ca piatra cea nouă să se vopsească în tonul cel vechi, iar nu să se comită o eroare și contra frumosului și contra bunului.”
După cum se știe, în perioada 1866 - 1867, sculptorului Karl Storck i s-a dat comanda să realizeze din lemn de tei și de mesteacăn un model al bisericii episcopale de la Curtea de Argeș. Macheta obținută a fost prezentată la Expoziția internațională de la Paris din 1867. Reducția a fost făcută la scară și toate detaliile au fost sculptate cu o griă demnă de un bijutier. Prin această comandă, Karl Storck ajunsese să cunoască monumentul ca nimeni altul. George P. Nedelcu a atribuit artistului un întreg pasaj din raportul comisiei de recepție, după cum urmează:
„... ornamentele [...] în care este țesută monastirea de Argeș sunt de o finețe rară și de un relief foarte mic, prin urmare trebue neapărat un fond culorant care face să reiasă și mai mult finețea lucrului, poate o culoare ușure chiar și pe d'asupra ornamentelor, însă aurirea ar fi trebuit înlăturată, dacă nu de tot, cel puțin în mare parte, fiind că aurul ca să se poate suprapune are trebuință a fi aplicat pe o altă vopsea cleioasă trecută de mai multe ori, așa încît în cele din urmă îneacă acele delicate ornamente și dă un aspect metalic și de falsitate acestei frumoase dantele în piatră. [...] este un sacrilegiu ca să ascundem sub foi metalice atâtea forme frumoase și variate, atâtea linii capricioase și o vegetațiune în piatră atât de fantastică. Ornamentele de la monumentul ce ne preocupă fiind semănate cu profusiune, și spațiul dintre ele fiind foarte îngust, aurul face să dispară toate detaliurile, și aspectul general devine desastros, precum se poate vedea în câtva din alăturatele ornamente puse în paralele.”
Conform analizei asupra restaurărilor de la biserica de la Curtea de Argeș, analiză pe care a publicat-o în revista Studii și cercetări de Istoria Artei, Tomul 17 1/1970, Editura Academiei Republicii Socialiste România, București, 1970,  George P. Nedelcu a afirmat că artistul Karl Storck a furnizat pentru restaurările lui Noüy toate desenele și traforurile bisericii pe care el o sculptase deja în lemn. El a fost cel care a furnizat materialul documentar al raportului și tot el a explicat erorile de restaurare. În același timp, Nedelcu a apreciat profesionalismul artistului care, chiar dacă era legat cu interese materiale de Andre Lecomte du Noüy, fapt rezultat din analiza corespondenței dintre cei doi, nu a acoperit defectele restaurărilor efectuate. George P. Nedelcu mai dă în analiza sa din SCIA detalii, inclusiv financiare, referitoare la unele costuri ale materialelor folosite, decontări, plata muncitorilor, bani neplătiți lui Karl Storck pentru unele sculpturi și capiteluri pe care le-a făcut din marmură pentru restaurarea celor existente la Curtea de Argeș, detalii cordiale dintre Karl Storck și du Noüy, etc. Toate originalele acestor scrisori se află astăzi la Muzeul Storck din București.

#### Biserica Mănăstirii Antim
În perioada 1861 - 1864, Karl Storck s-a angajat să realizeze mobilierul bisericii Antim din București, care se afla în plin proces de renovare. Conform obligațiilor pe care și le-a luat, el a încheiat un contract cu Tischmeister (maestrul tâmplar) Karl Schun prin care a comandat lemnul necesar sculptării scaunului arhieresc, scaunului domnesc, tetrapodului, amvonului, iconostasului, suporturilor de coloane, a celor cinci zeci și cinci de strane și galeriei. Toate trebuiau sculptate în lemn de stejar uscat și curat, poleirea și șlefuirea trebuia să fie perfectă, îmbinările să fie bine închegate și așezarea/amplasarea lor în biserică să fie judicioasă. Prețul care s-a convenit cu tâmplarul a fost de 129.500 de piaștri și a fost plătit în tranșe săptămânale, între 30 martie 1862 și 11 mai 1863.
Toate planurile, sculptura și devizele erau ale artistului. Desenele au fost avizate de Direcțiunea lucrărilor publice, după care s-a semnat contractul cu ministerul de resort. Karl Storck a primit un avans de 21.000 lei. Cum era de așteptat, până la terminarea lucrărilor au apărut fel și fel de nemulțumiri. Astfel, Petre Alexandrescu, care era profesor de desen la Gimnaziul Gheorghe Lazăr din București, s-a plâns autorităților în data de aprilie 1863, că nu poate termina lucrarea la care s-a angajat la Antim, din cauza fraților Babic care nu au lucrat altarul și a lui Karl Storck care nu a așezat unde trebuia lemnăria pe care a sculptat-o. Acestea erau motivele pentru care Alexandrescu nu putea termina pictura și ca urmare, nu putea să-și retragă garanția financiară pe care a depus-o prin contract ca furnizor de servicii. Ministerul a reacționat ca urmare a plângerii înregistrate și l-a avertizat pe Storck. Storck a răspuns în data de 4 iunie 1863 că lucrarea sa era gata, însă nu putea amplasa unsprezece strane, deoarece în biserică încăpeau doar treizeci și două de bucăți.
Ministerul i-a ordonat arhitectului șef Gaetano Burelly să facă verificările după planuri și devize și să vadă ce era de făcut. Acesta s-a deplasat la biserică și a constatat că sculptorul Storck a executat și amplasat la locul lor un catecumen, un amvon, un scaun domnesc, patruzeci și patru de jețuri atașate de pereți, un scaun de episcop, doi tetrapozi și două iconostase. Burelly a declarat că „... toate aceste le am găsit lucrate cu măestriă și în conformitate cu desemnurile lemnul din care sunt lucrate e de stejariu și care se vede a fi de bună calitate”. Burelly a considerat că amplasarea celorlalte unsprezece strane nu ar fi oportună pentru că spațiul liber din biserică s-ar restrânge foarte mult și lumea nu ar mai avea pe unde să circule. Cum Storck nu a lucrat de fapt cele unsprezece strane din cauza lipsei de amplasament, el a cerut să i se diminueze suma de bani datorată cu valoarea lor. La sugestia preoților de la Antim, Burelly a propus ca Storck să facă alte piese sculptate în lemn în prețul stranelor. Astfel, Karl Storck a semnat un al doilea contract prin care s-a obligat să sculpteze un fotoliu de altar, două scaune pentru cântăreți, un jeț aflat lângă tronul domnesc, un jeț sub scara amvonului, armele de la jețul domnesc, una lăveză sub portraituri și un vultur de amvon. În data de 2 februarie 1864, toate piesele comandate prin cel de al doilea contract au fost gata.

Mobilier sculptat pentru biserici
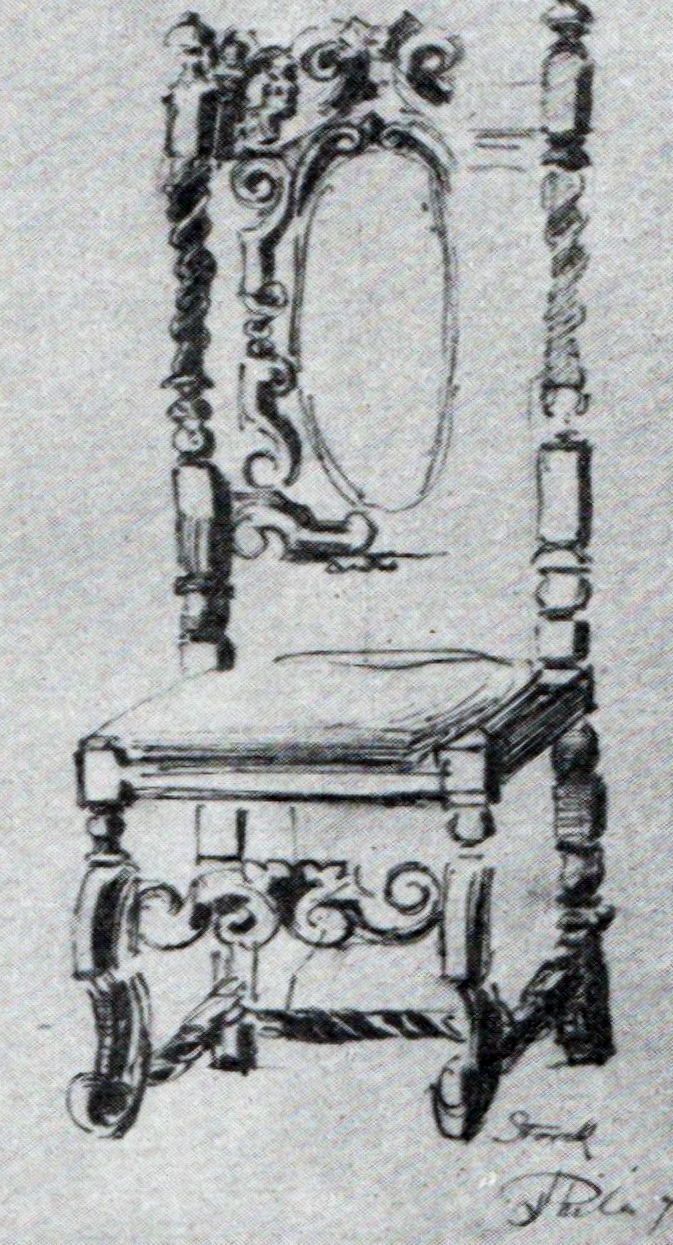
Schiță (1)
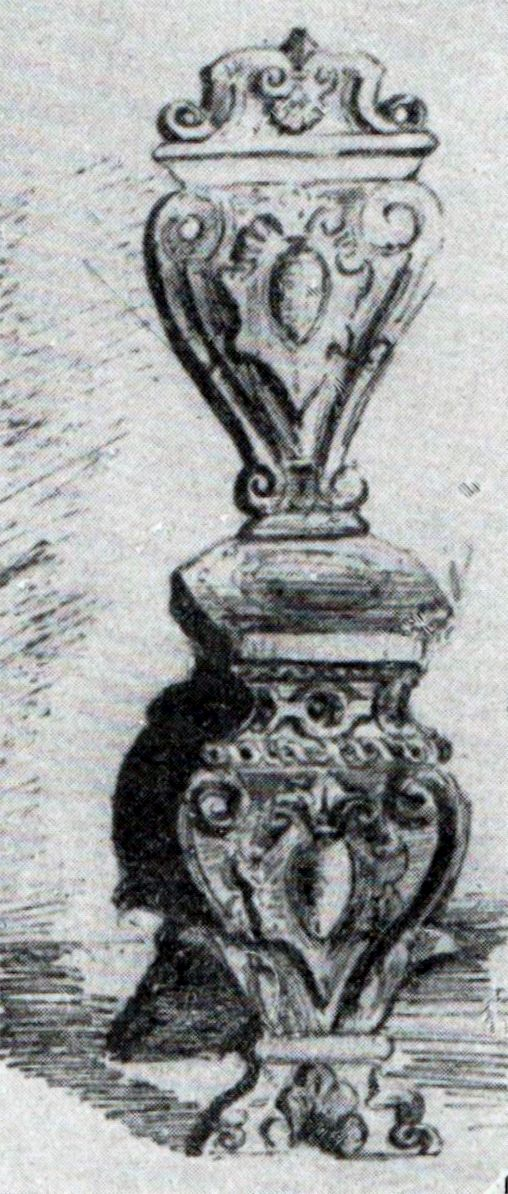
Schiță (2)
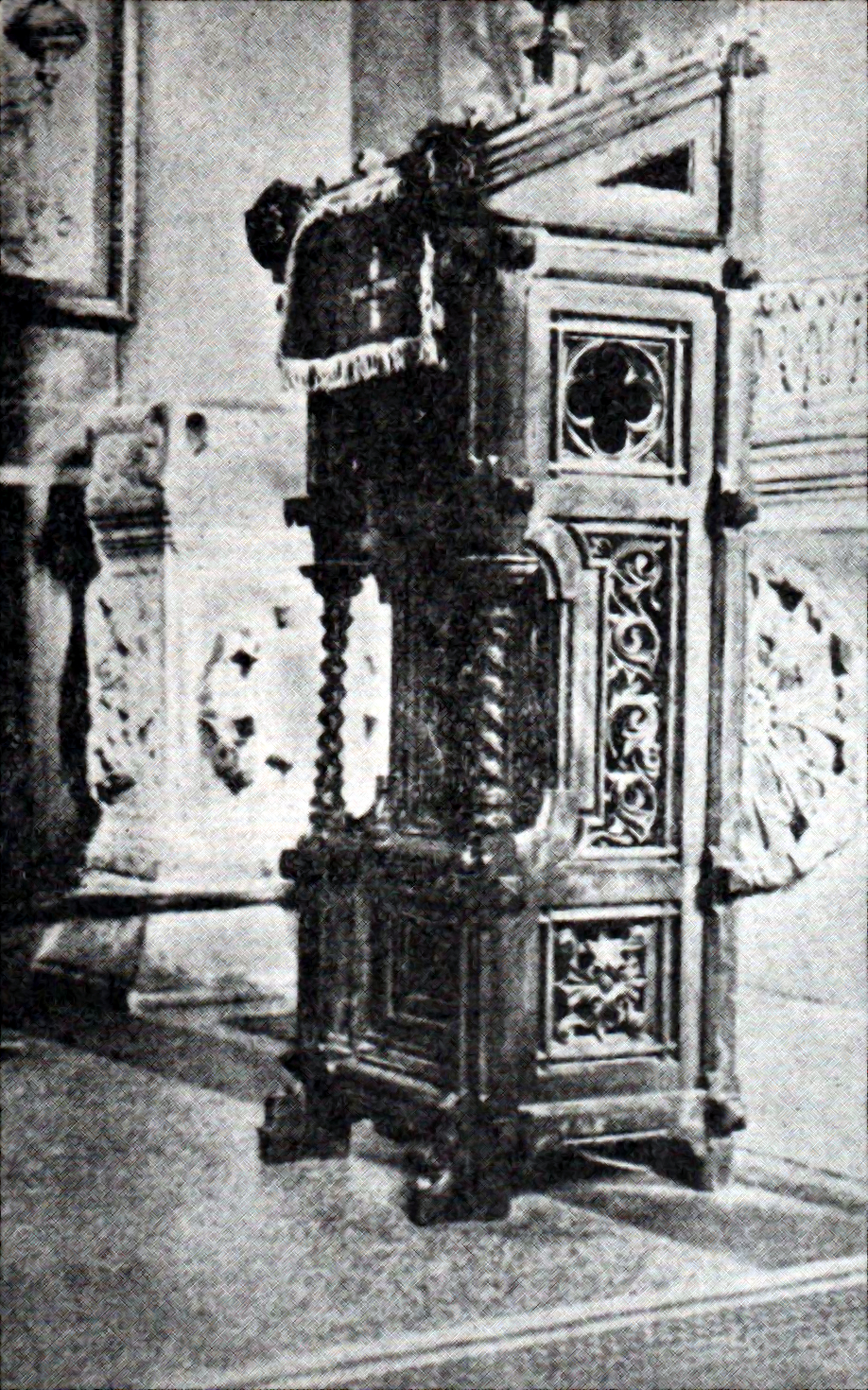
Tetrapod biserica Antim
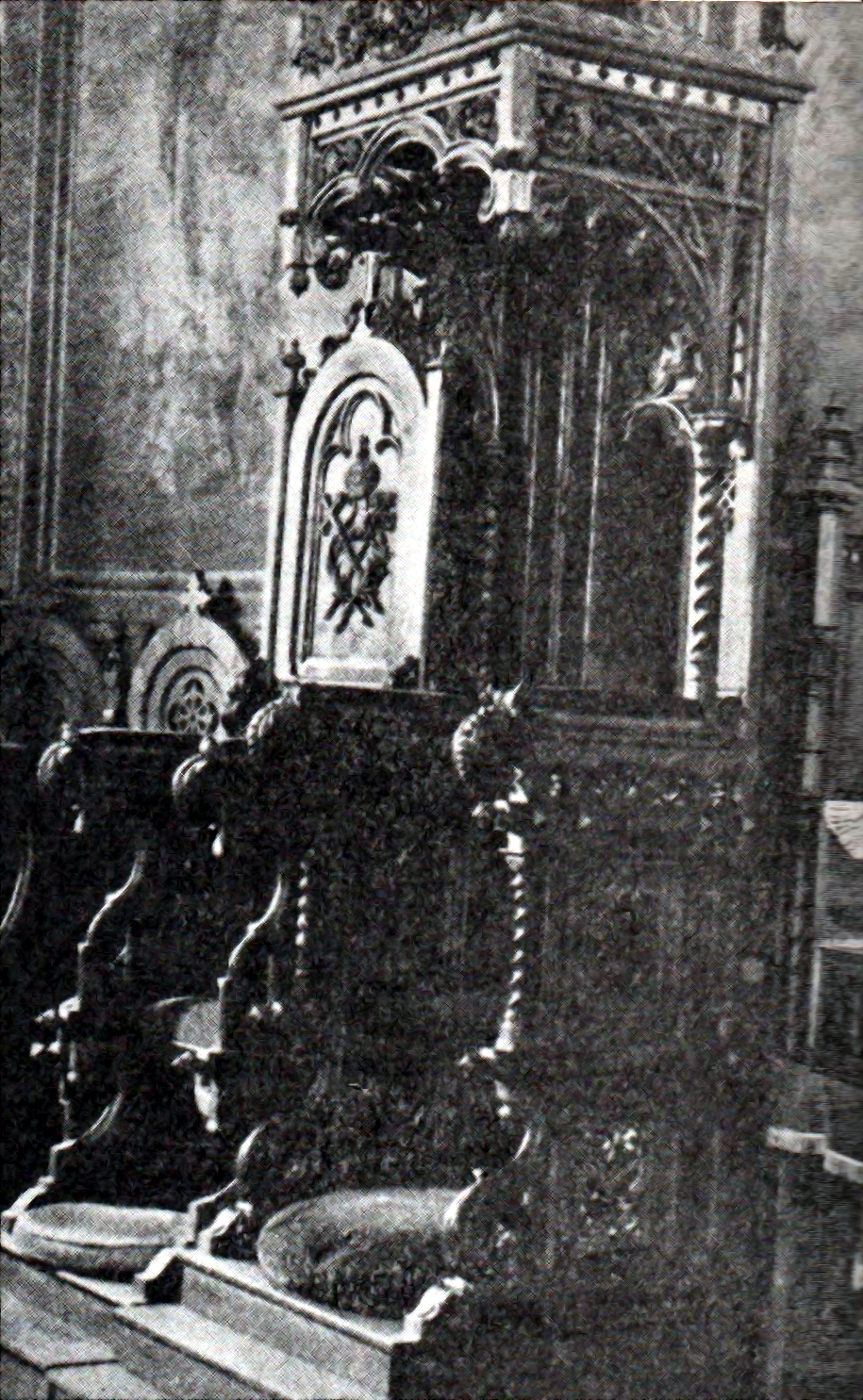
Scaunul domnesc biserica Antim

Până la publicarea cercetărilor făcute de George P. Nedelcu din anul 1970, nu se știa contribuția lui Karl Strok la biserica de la Antim. Se știa că sculptorul avusese o contribuție, dar nu și în ce a constat aceasta. Până în 1970 se artibuia fraților Babic, autori de fapt numai al altarului, întreaga sculptură din biserică. În mapa artistului descoperită la Școala de Belle Arte se regăsesc schițe de scaune, mese, jețuri domnești și iconostase, lucruri care relevă o activitate foarte intensă a artistului ca sculptor în lemn. Această activitate nu este una neobișnuită epocii în care acesta a trăit, deoarece se știe că Teodor Aman, care se îndeletnicea cu pictura, a sculptat mobilier pe care îl semna și îl data cu mare mândrie.

### Lucrări în Cimitirul Bellu
| Karol Storck a semnat la Cimitirul Bellu următoarele lucrări: - G. Ghermani, cu un frumos basorelief (1869, 15-3); - A. Pascal (1871, 5-14); - V. Polizu-Micsunesti, cu medalion (1872,7-20) - Maria Niculcea, cu bust (1876, 11-25); - Em. Gugiu, cu bust (1877, 11-12); - crucea N. Picleanu (1878, 11-17); - P. Cantargief, cu bust (1881, 16-10); - bustul Mariei Manolescu (6-6), din 1883, de aceeasi factură ca si bustul alăturat - anonim al lui Mihail Manolescu; - bustul lui C. A. Rosetti, din 1883 (30-81). Următoarele lucrări pot fi asimilate ca aparținând lui Karol Storck: - D. Zissu (1867, 6-1); - Maria Spinazzola (1868, 8-7); | - Maria Mann (1868, 6-5); - VAcgrescu (1870, 14-5); - Lucia Ghica (1870, 8-3); - crucea C. Plopeanu (1870, 14-25); - medalionul Avram Gheorghiu. (1871, 16-3); - Elena Izvoranu (1874, 30-87); - Ana Carcaleteanu (1875, 25-1,distrus); - Maria Dancovici (1878, 11-13); - Iosif Niculescu (1879, 1-12, distrus); - Mihail Traian (1880, 25-4); - statuia Marigo M. Coloni (lb-1); - Macri (24-25); - Pulley (17-17, exceptând bustul); - Arvenesso (17 -29). |

### Inventarul lucrărilor rămase după deces
După decesul artistului, deoarece familia avea mai mulți minori, s-a trecut la inventarierea lucrărilor de sculptură care au rămas în atelierul artistului și în casa din București, strada Luminii nr.4. Acestea sunt:
| - un bust (dat Academiei de către Ella Storck); - bustul mitropolitului Calinic Miclescu (dat de către Ella Storck bisericii Antim); - busturile lui Kogălniceanu și al lui Marinescu Bragadiru (despre acesta din urmă nu se știe unde se mai află); - bustul lui Davila (luat de către Muzeul de artă. al Republicii Socialiste România); - bustul lui Steriade (astăzi la Muzeul Storck); - bustul lui Boerescu (macheta celui de la Senat); - bustul lui Nicolae Golescu (macheta celui de la Camera deputaților); - bustul lui Theodor Aman (ajuns la Academia Română); - bustul lui Voltaire (dat de Ella Storck Academiei de arte frumoase din București); - cinci busturi reprezentând figuri din antichitate (printre care și Vitellius, toate date de Ella Storck Academiei de arte frumoase din București); - 23 de figuri mitologice și animale; - 4 basoreliefuri reprezentând scene din viața lui Christ; - 10 basoreliefuri mici reprezentând pe apostoli; - 6 basoreliefuri mici cu figuri reprezentând « idei mitologice »; - figura lui Isus, în ipsos; - 17 bucăți reprezentând extremități ale corpului; - un bust și o figură anatomică (date Academiei de arte frumoase din București de către Ella Storck); Procesul verbal din 15 aprilie 1887 precizează figurile din ipsos care s-au găsit în atelier: - grupul Ana Davila (astăzi la Muzeul Fr. Storck și Cecilia Cuțescu-Storck); - un înger reprezentând Recunoștința; - o figură reprezentând Timpul; - o figură în basorelief; | - un bust de marmură; - bustul caimacamului Cantacuzino; - bustul lui Golescu; - bustul lui Grigore Ghica; - bustul lui Hoetsch (ajuns la liceul evanghelic); - bustul generalului Costaforu (macheta celui de la Senat); - bustul generalului Năsturel Herescu (Academia Republicii Socialiste România); - bustul lui Baumgartner (despre care nu se mai știe nimic); - bustul Madam Manolescu (la cimitirul Bellu); - bustul lui Alexe Golescu (Camera deputaților); - două busturi (donate de către Ella Storck Academiei de arte frumoase din București); - bustul Cozadini (azi necunoscut); - două busturi reprezentând figuri; - bustul lui Napoleon al III-lea (macheta celui lucrat în sare pentru Expoziția universală din Paris, 1867); - bustul principesei Elena Cuza (Pinacoteca statului); - 12 busturi mici cu diferite portrete și figuri din antichitate; - 45 basorelie-furi și capete; - figura domniței Bălașa; - 10 capete de animale ; Ca obiecte (marfă) pe jumătate gata au fost scrise: - monumentul Aman, un piedestal; - monumentul Veleanu; - monumentul Rusenescu; Tot ce s-a găsit a fost estimat valoric și totalul a fost de 55.523,35 lei noi. |

## Biblioteca lui Karl Storck
Actul de succesiune al lui Karl Storck conține informații despre conținutul bibliotecii sale. Citind titlurile din biblioteca sa, se poate constata că artistul avea o activitate intelectuală puțin obișnuită pentru epoca în care a trăit. Pe lângă un nivel de cultură ridicat, Karl Storck s-a exprimat și într-o mare varietate de domenii. Astfel, el a realizat lucrări de gravură, pictură, cizelură, orfevrărie, sculptură în piatră, în lemn și lucrări de ceramică. A fost inițiator al Turnverein-ului (societate de gimnastică) din București, profesor la Școala de Belle Arte, importator de marmură și al materialelor folosite în realizarea operelor de artă, a elaborat regulamentul Școlii evanghelice din România și a fost consilier al consulatului german din Moldova și Țara Românească. Karl Storck vorbea fluent germana, franceza, italiana și româna.
Îndelungata experiență pe care o avea ca sculptor și toate aceste cunoștințe pe care le-a dobândit în cele mai variate domenii, explică de ce artistul a avut un asemenea succes în România și numeroasele comenzi pe care le-a avut de la autoritățile române și de la comanditari privați. De aceea domnitorul Alexandru Ioan Cuza l-a ales ca prim profesor de perspectivă și sculptură la noua Școală de Belle Arte înființată la București.
| Inventarul bibliotecii, aflat la Muzeul Storck din București, este: - operele complete ale lui Shakespeare; - șaptesprezece volume din clasicii români și greci; - opere de Schiller; - operele complete ale lui Ovidiu; - mai multe cărți de istorie universală și germană; - analele lui Tacitus; - lucrări de geografie; - Cântecul Nibelungilor (Das Niebelungenlied); - discursuri politice; - operele istorice și politice ale lui Heinrich von Treitschke; - enciclopedia lui G.G.A. Gallatti cu hărți astronomice; - 35 de hărți istorice și multe ilustrații; - crestomația franceză a doctorului Karl Ploetz; - gramatici române (I. Alexie, Ion Cionca „Praktische Grammatik der rumänischen Sprache"); - gramatici franceze; - trei volume din istoria universală a lui Steghe; - cărți de geometrie; - cărți de științe naturale, de literatură etc. Din domeniul artei: - Franz Theodor Kugler, Handbuch der Kunstgeschichte, Stuttgart, 1848, volum stufos în care este prezentată evoluția artei sub toate aspectele, de la începuturi și până la zi; | - Franz Kugler, Kleine Schriften und Studien zur Kunstgeschichte, trei volume, Stuttgart, 1853 —1854; - Payne's Universum und Buch der Kunst, Leipzig, Dresden, Wien und Berlin; - șase volume din lexiconul pentru artele instructive; - arhitectura lui Veniol; - arhitectura arabilor; - atlas pentru costume; - dicționar de mobilier francez; - două volume din desenul tehnic de Bernhard Schreiber; - școala dulgherului de Harress; - nouă fascicule cu desene după monumente de Beche; - desene după monumente de Maurer; - desene după monumente de Grecumis; - ornamente de Lessing; - Pulcher, Biserica bizantină; - 64 de fascicule cu tezaure din arta italiană; - două volume despre costumele naționale etc.; În ce privește sculptura, în biblioteca lui Karl Storck se aflau următoarele lucrări: - C.E. Boch, Anatomisches Taschenbuch, enthaltend die Anatomie des Menschen, Leipzig, 1844; - C.E. Boch, Hand-Atlas der Anatomie des Menschen, 1864; - anatomia de Harles. |

## Obținerea cetățeniei române
În perioada 1882-1883, Karl Storck s-a adresat Direcției de Poliție din Hanau, dându-și seama că a trăit în România o perioadă îndelungată și că viitorul copiilor săi va fi legat tot de România. A înțeles că dacă nu va renunța la cetățenia germană, familia sa nu va avea drepturi civile. Ca urmare, a cerut poliției din Hanau un certificat de emigrare ce era necesar obținerii cetățeniei române, spunând:
„... sunt deja de 34 ani în România și am domiciliul stabil în București (Calea Griviței 16 — n.n.). Am înființat aci o întreprindere pe baza căreia îmi întrețin cinstit familia și sunt de 18 ani profesor de sculptură în serviciul Academiei române de artă. Fiind în vârstă înaintată nu mai este probabil că voi părăsi vreodată România și poziția mea asigurată aici; prin urmare și familia mea va rămâne legată de România. Pentru a-mi consolida situația și a asigura copiilor o cetățenie, sunt nevoit să cer cetățenia acestui stat. Ca să realizez aceasta am nevoe de un certificat de emigrare. De aceia vă rog cu tot devotamentul, onorată Direcție a poliției, să-mi aprobați ieșirea mea din cetățenia germană.”
Cererea de la Hanau a fost acceptată și Storck și-a completat actele pentru dobândirea cetățeniei române. Proiectul de lege a fost prezentat de Ministrul Justiției, Nicolae Voinov, spre examinare comisiilor Camerei în ziua de 16 ianuarie 1884. După o lună, Isaia Lerescu a citit în plenul Senatului raportul și proiectul pentru acordarea cetățeniei lui Karl Storck. A prezentat faptul că artistul locuia la București din 1848, a lucrat ca sculptor, a fost numit ca profesor la Academia de Belle-Arte și a primit și Ordinul național „Steaua României” și Ordinul „Coroana României”. Lerescu a mai precizat că proiectul a fost aprobat de Comitetul delegațiilor care a cerut Senatului să-l voteze. Proiectul mai prevedea și acordarea de dispensă de stagiu pentru artist și copii lui:
- Emil Theodor Ludvih Storck, născut în București la 18 septembrie 1866;
- Iohan Carl Iulius Storck, născută în București la 22 mai 1868;
- Iuliana Regina Friderica Storck, născută în București la 14 ianuarie 1870;
- Rosa Herminia Storck, născută în București la 7 ianuarie 1876;
- Frideric Ștefan Storck, născut în București la 13 septembrie 1876;
- Maria Charlotta Emilia Storck, născută în București la 24 iunie 1879;
- Victor Iulius Carol Storck născut în București la 24 octombrie 1882.

Senatul a votat cu 24 bile albe pentru și 1 bilă neagră contra. Regele Carol I a avut nevoie de câțiva ani pentru a semna legea.

## Controverse

### Studii la München
A O dată cu venirea sa la București, Karl Storck a fost angajat ca giuvaergiu de Joseph Resch în propriul său atelier, după care ca sculptor de stucaturi a intrat în atelierul lui Moritz Fles, cu care a devenit ulterior asociați. Și-a deschis mai târziu propriul atelier unde a lucrat până în anul 1855. În anul 1857 și-a închis atelierul și a plecat la Viena și apoi la München. Există o întreagă literatură care afirmă că Storck s-ar fi înscris la Academia de Arte Frumoase din München, unde a fost student timp de trei semestre, după care s-ar fi întors la București prin anul 1858. Toate aceste afirmații au la bază niște notițe pe care le-a întocmit Carol Storck înainte cu puțin timp de decesul său din anul 1926. Toate aceste documente se află astăzi în arhiva Muzeului de Artă „Frederic Storck și Cecilia Cuțescu-Storck” din București.
Pe de altă parte, există o corespondență între Karol Storck și soția sa Clara, din care rezultă că artistul a sosit la Viena în ziua de 17 iunie 1857. A stat o vreme la Viena, după care a plecat la München, loc unde nu cunoaștea pe nimeni. Și-a propus să închirieze o locuință, să-și aducă familia - soția și cei doi fii Robert și Carol, după care se gândea să închirieze un atelier. În scrisoarea din 25 iunie 1857, Karl i-a transmis soției că nu a putut să se înscrie la Academie deoarece cursurile se terminau peste patru săptămâni și înscrierile pentru noul an trebuiau făcute mai târziu. Ca urmare, el trebuia să aștepte toamna pentru înscriere și situația sa financiară nu era una tocmai bună. De aceea i-a cerut ajutor soției, să-i trimită o sumă de bani. În cazul în care nu primea bani, trebuia să se angajeze să lucreze ca gravor. De aceea a cerut ajutorul prietenilor de la București, respectiv lui Rudolf Neumeister, Gheorghe Tattarescu, Tabary și Benisch, rugându-i să-i găsească o comandă de făcut. Adresa sa de la München era la Franz Pfeiffer, Klaviermacher Singstrasse nr. 31/O6.
În ziua de 4 iulie 1857 a mai scris o scrisoare soției, la Hanau, prin care i-a spus că a închiriat o locuință și a invitat-o să vină la München cu copii. Cum situația financiară nu se schimbase, Karl a îndemnat-o să joace la loterie în speranța unui câștig neașteptat și bun. Grijile financiare par să nu se mai oprească, fapt reieșit și din scrisoarea din 12 iulie 1857 trimisă din noua locație aflată pe Augustenstrasse nr. 20. Din corespondența purtată de Clara Ihm cu Alexandrina Neumeister și cu preotul luteran Rudolf Neumeister, rezultă că prietenii lui Karl au devenit refractari la apelurile lui Storck. Rudolf Neumeister a fost cel care a anunțat-o pe Clara că soțul ei urma să sosească la București în circa șase săptămâni. Acest lucru nu însemna altceva decât renunțarea lui Karl Storck de a mai urma cursurile Academiei din München. În 4 octombrie 1857, fratele Clarei, Karl Ihm, a scris familiei aflate la București că va sosi și el însuși în Țara Românească, nemulțumit de viața pe care o ducea în orașul Hanau. Scrisorile trimise de Ludwig Storck, tatăl, spun că el și Karl, fiul, au părăsit Münchenul și Germania din luna august 1857.
Din toată corespondența purtată de prieteni, familie și Karl Storck, rezultă că notițele lui Carol Storck pomenesc despre niste fapte care nu s-au întâmplat, concluzia certă fiind că sculptorul Karl Storck nu s-a înscris la academia müncheneză și nici nu s-ar fi întors la București de abia în luna decembrie a anului 1858. Ca urmare, nu academia din München i-a dat lui Karl Storck o cultură universală, concluzia logică fiind că artistul a fost un autodidact.

### Bibliografie suplimentară

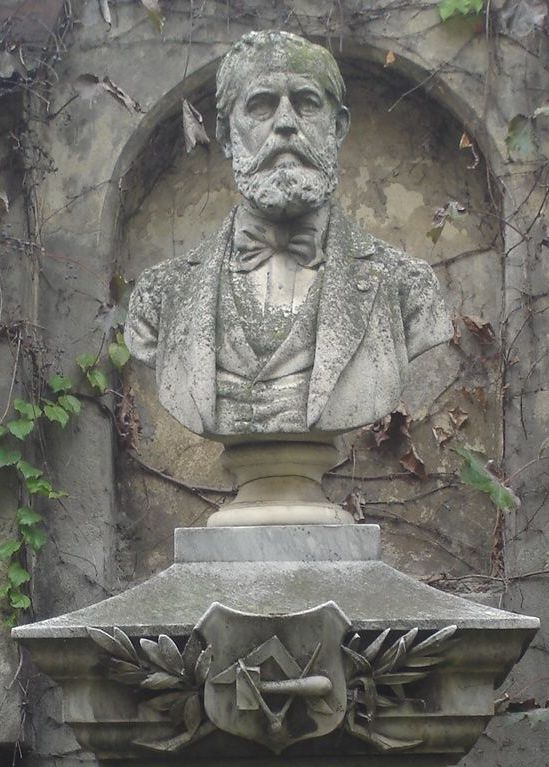
Bustul sculptorului Karl Storck de pe mormântul său din Cimitirul Evanghelic Lutheran din București, realizat de Frederic Storck